# País Vasco
El País Vasco o Euskadi (en euskera: Euskadi o Euskal Herria) es una comunidad autónoma española, considerada nacionalidad histórica, situada en el extremo oriental de la costa del mar Cantábrico, limítrofe con Francia. Se compone de las provincias y territorios históricos de Álava, Guipúzcoa y Vizcaya. La ciudad más poblada es Bilbao, seguida por Vitoria y San Sebastián. Su población es de 2 227 684 habitantes; cerca de la mitad vive en el área metropolitana de Bilbao. Limita al este con Navarra y el departamento francés de Pirineos Atlánticos (región de Nueva Aquitania, que incluye el País Vasco francés), al sur con La Rioja y al oeste con la provincia de Burgos (Castilla y León) y Cantabria.
El origen exacto de los vascos es discutido; aunque hay múltiples hipótesis al respecto, ninguna ha sido probada definitivamente. En este territorio es autóctona una lengua, el euskera, que no tiene relación con ninguna lengua de las que le rodean. Es la única lengua aislada del continente europeo y la lengua aislada más hablada del mundo. En 2021, el 43,3 % de la población sabía hablar esta lengua, el 62,4 % la entendía y el 37,6 % era castellanohablante monolingüe.
El Estatuto de Autonomía reconoce dos lenguas oficiales, el euskera y el castellano. Sus instituciones básicas son el Parlamento Vasco y el Gobierno Vasco, con sede en la ciudad de Vitoria. El País Vasco tiene además, por razones históricas, al igual que Navarra, un régimen fiscal particular amparado por la Constitución española, que atribuye a las diputaciones forales la capacidad de recaudar impuestos.
La industria representa el 24 % del PIB, ocho puntos por encima de la media nacional. Algunas actividades industriales destacadas son la automoción, la maquinaria, la electrónica y la industria energética. Cuatro empresas que cotizan en el IBEX 35 tienen su sede social en el País Vasco. En 2022 el salario medio era de 32.313,73 euros netos anuales, el más alto de toda España. El 61,7 % de la población joven tiene estudios superiores, el mayor porcentaje de España. El País Vasco ha seguido un modelo de hiperespecialización industrial inspirado en la mittelstand. Cuenta con un índice de desarrollo humano de 0,948 en 2023 frente a la media nacional de 0,918, y semejante a países como Finlandia.

## Historia

### Prehistoria

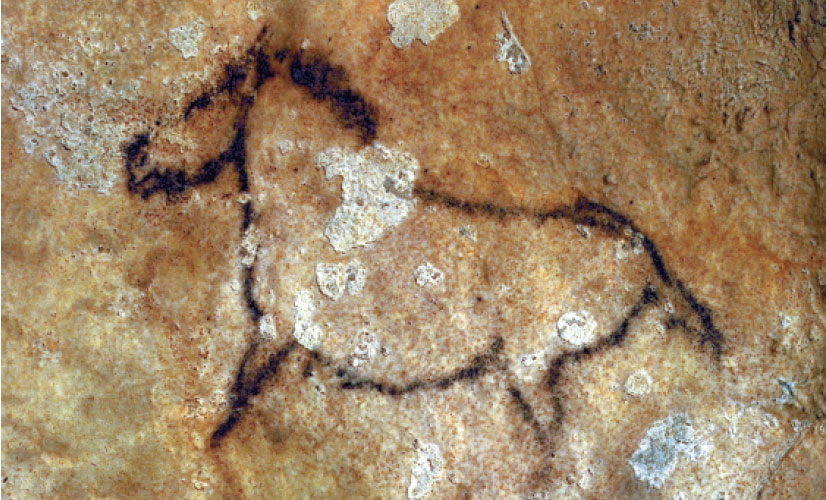
Cueva de Santimamiñe, con pintura rupestre del Paleolítico superior, Patrimonio de la Humanidad

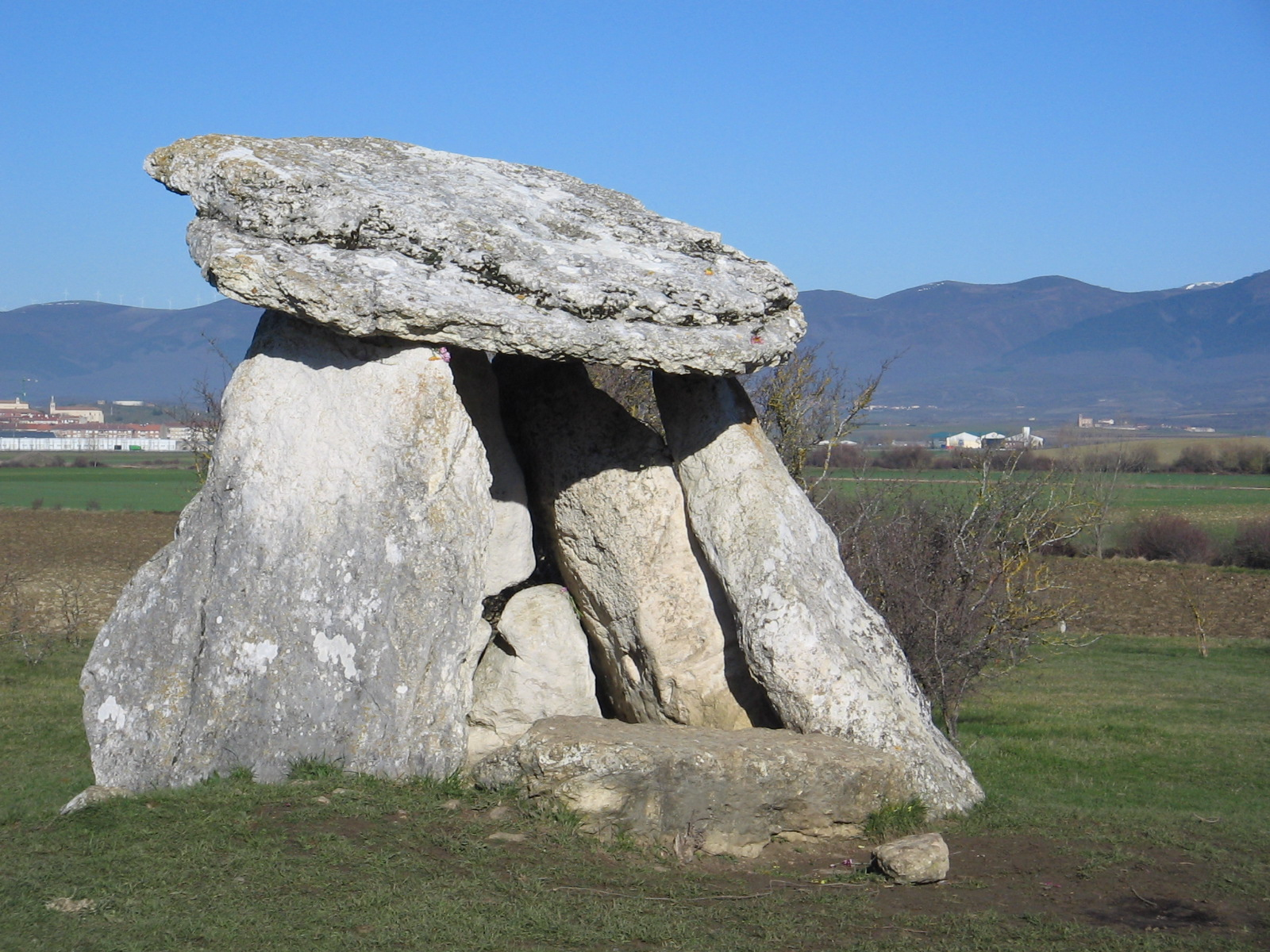
Dolmen neolítico de Sorginetxe en Salvatierra (Álava)

Hay constancia de poblamiento en el Paleolítico en varios lugares del actual País Vasco, como así lo atestiguan los yacimientos en Vizcaya de la cueva de Santimamiñe (Cortézubi) y en Guipúzcoa de las cuevas de Altxerri (Aya) y Ekain (Deva), cuyas pinturas rupestres les han valido la declaración como Patrimonio de la Humanidad por la Unesco.
La presencia de varios castros en el País Vasco de la Edad de los Metales, como los de Arrola, Malmasín o Bolumburu, hacen pensar en una ocupación del territorio por celtas indoeuropeos. La arqueología actual opina:

En lo cultural y en lo arquitectónico, la situación cultural es paralela a la conocida en cualquiera de las regiones geográficas periféricas del País Vasco, con las mismas diferencias y peculiaridades internas que pueda hallarse en ellas.

### Edad Antigua
En la distribución de tribus prerromanas de Claudio Ptolomeo, Vizcaya estaba ocupada por caristios y autrigones, Álava por autrigones y berones, y Guipúzcoa por várdulos y vascones. En las obras de Estrabón, Pomponio Mela y Plinio el Viejo, los várdulos eran la tribu que separaba a vascones de cántabros. La filiación de várdulos, caristios y autrigones es desconocida. Los historiadores discuten sobre su origen cántabro, vascón, indoeuropeo, celta, ibero o celtibérico sin que haya pruebas concluyentes en favor de ninguna de estas hipótesis, pudiendo parecer la más plausible, según Wenceslao Heredia, la de un origen cántabro.
Autrigones

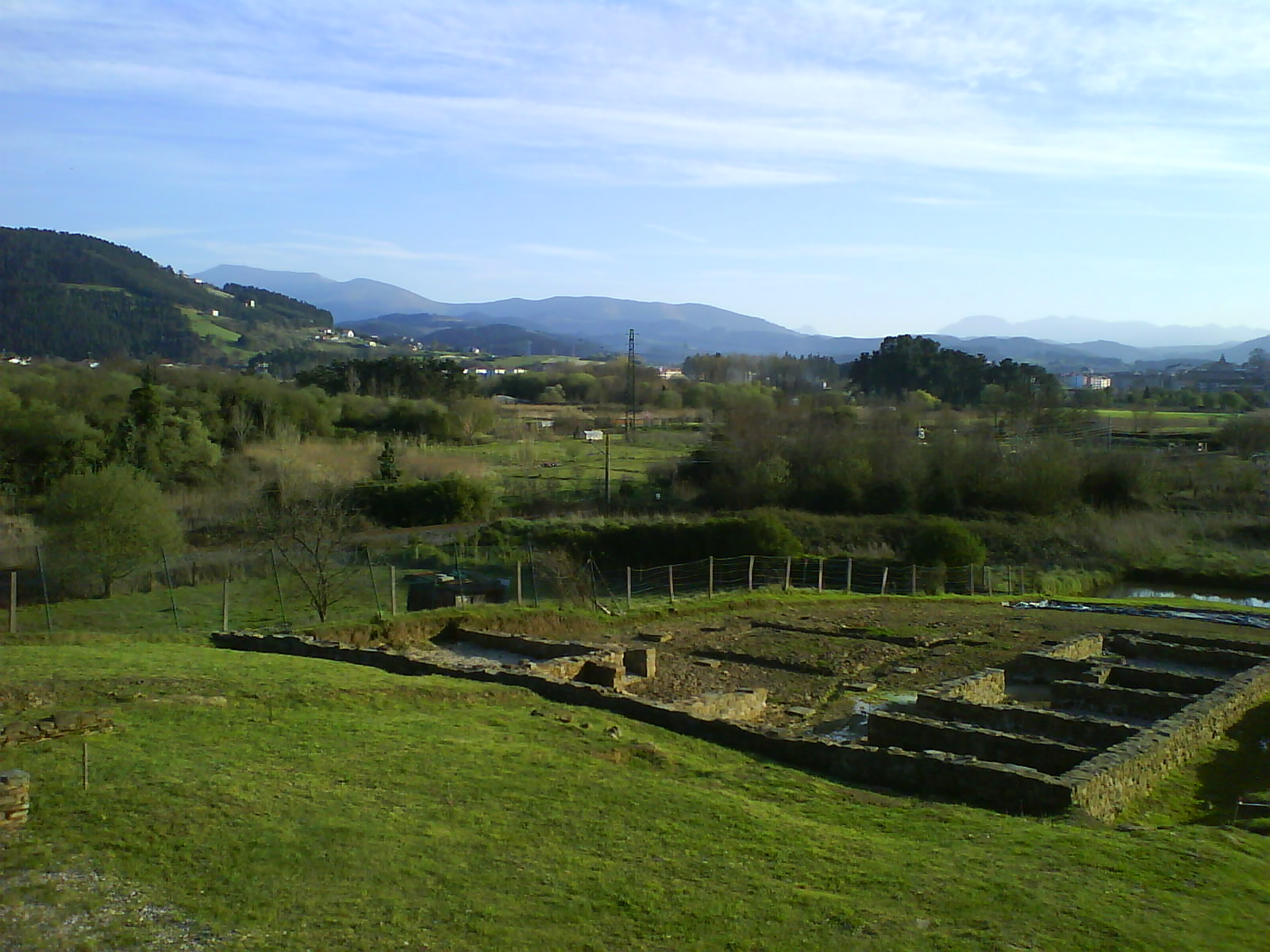
Pueblo romano de Forua

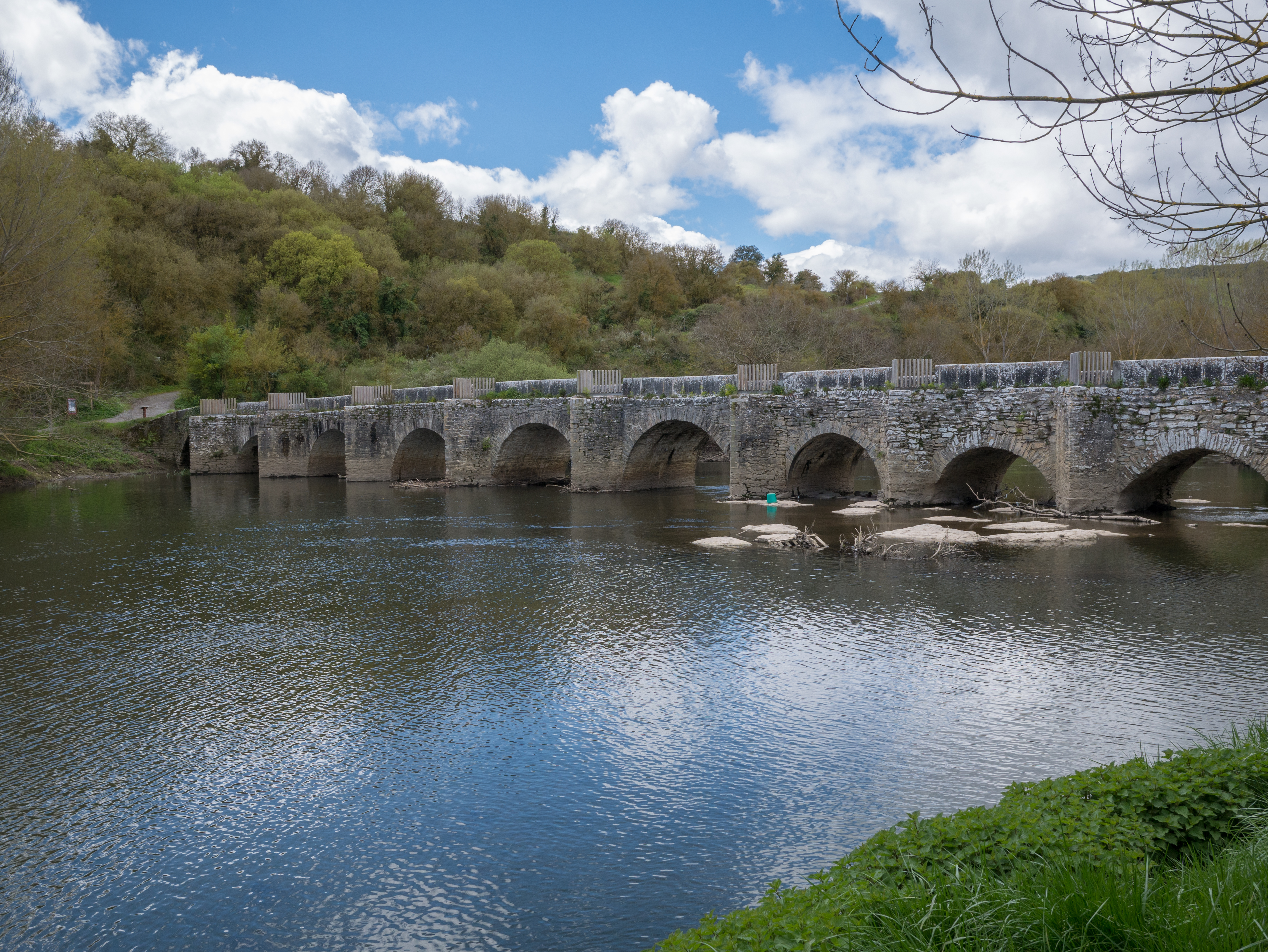
Puente romano de Trespuentes que conduce a la ciudad romana de Iruña-Veleia en Iruña de Oca

Los autrigones en Vizcaya ocuparían el territorio actual de Las Encartaciones. Estrabón hace mención de ellos en su libro Geographika, Libro III, cap.&nbps;3 s. 7, con el nombre de allótrigones, quizá adaptando su nombre a una palabra griega más familiar para él que quiere decir extraños. Otros historiadores romanos como Pomponio Mela y Plinio el Viejo los sitúan en el interior, en la zona norte de la actual Burgos (Briviesca), Plinio el Viejo alrededor del año 77 citaba «entre las diez ciudades de los autrigones Tritium Autrigonum (Tricio) y Virovesca (Briviesca) como capital de los autrigones».
Ptolomeo los sitúa lindando con cántabros al oeste y turmogos al sur, y con caristios y berones al este, y, según esta distribución, se extenderían entre el río Asón y el río Nervión. Su ciudad principal era Virovesca (Briviesca), una de las cecas de las monedas del jinete ibérico. Otras ciudades importantes fueron Tricio, en La Rioja, Deóbriga (Miranda de Ebro) y en la costa Flaviobriga (Castro Urdiales) —aunque Plinio asigna esta ciudad a los várdulos— la última colonia fundada por los romanos en Hispania. Otros asentamientos fueron Osma de Valdegovia, Poza de la Sal y es posible que en la desembocadura del río Nerua (Nervión) tuvieron un puerto, ya que se encontraron monedas romanas en la barra de Portugalete y en Bilbao. Floro y Orosio cuentan que eran frecuentemente atacados por los cántabros, por lo que posiblemente colaborasen con Augusto en las guerras cántabras y como premio obtuviesen el dominio de nuevos territorios en la cornisa cantábrica llegando casi hasta el río Deva.
Etnia de origen celta, los nombres de sus ciudades como Uxama Barca o aquellas con la terminación -briga indican un origen inequívocamente céltico. También los topónimos indoeuropeos de los ríos como el Nervión y el Cadagua, los antropónimos, los restos arqueológicos, utensilios, armas, recipientes, los restos de sus castros, viviendas, fortificaciones, los sistemas de enterramiento, y los propios restos funerarios, los sitúan culturalmente como pueblos celtas.
Caristios
Ocupaban el resto de Vizcaya, según Ptolomeo. No son mencionados por Estrabón, ni por Pomponio Mela, pero sí por Plinio el Viejo, que les llama Carietes y los sitúa en el interior, en la zona sur del actual País Vasco.
Ptolomeo los sitúa entre el río Deva, en la provincia de Guipúzcoa y lo que actualmente es Bilbao, llegando por el sur hasta el Ebro. Su territorio limitaba con los de los várdulos y el de los autrigones. Sus ciudades eran Tullica (quizás Tuyo a la orilla del Zadorra), Suessatio (que podría ser la actual Zuazo) y Veleia (que podría ser la actual Iruña-Veleia), las dos últimas se encontraban en la calzada romana de Burdeos a Astorga.
En la Alta Edad Media ya no aparecen; en su lugar se encuentran los núcleos de Álava y de Vizcaya.
Algunos autores deducen, a partir de ciertos datos de los textos clásicos, que había una afinidad o solidaridad, acaso un nexo político, entre Caristios, Autrigones y Várdulos propiamente dichos, que recibirían un nombre común, el de Várdulos, que explica muchos hechos históricos posteriores de esta región.
Como por ejemplo, por qué, al ser absorbidos o desplazados Caristios y Várdulos por los Vascones en la Alta Edad Media al territorio Autrigón, los Caristios perdiesen su nombre y quedasen con el nombre común de Várdulos.
Várdulos

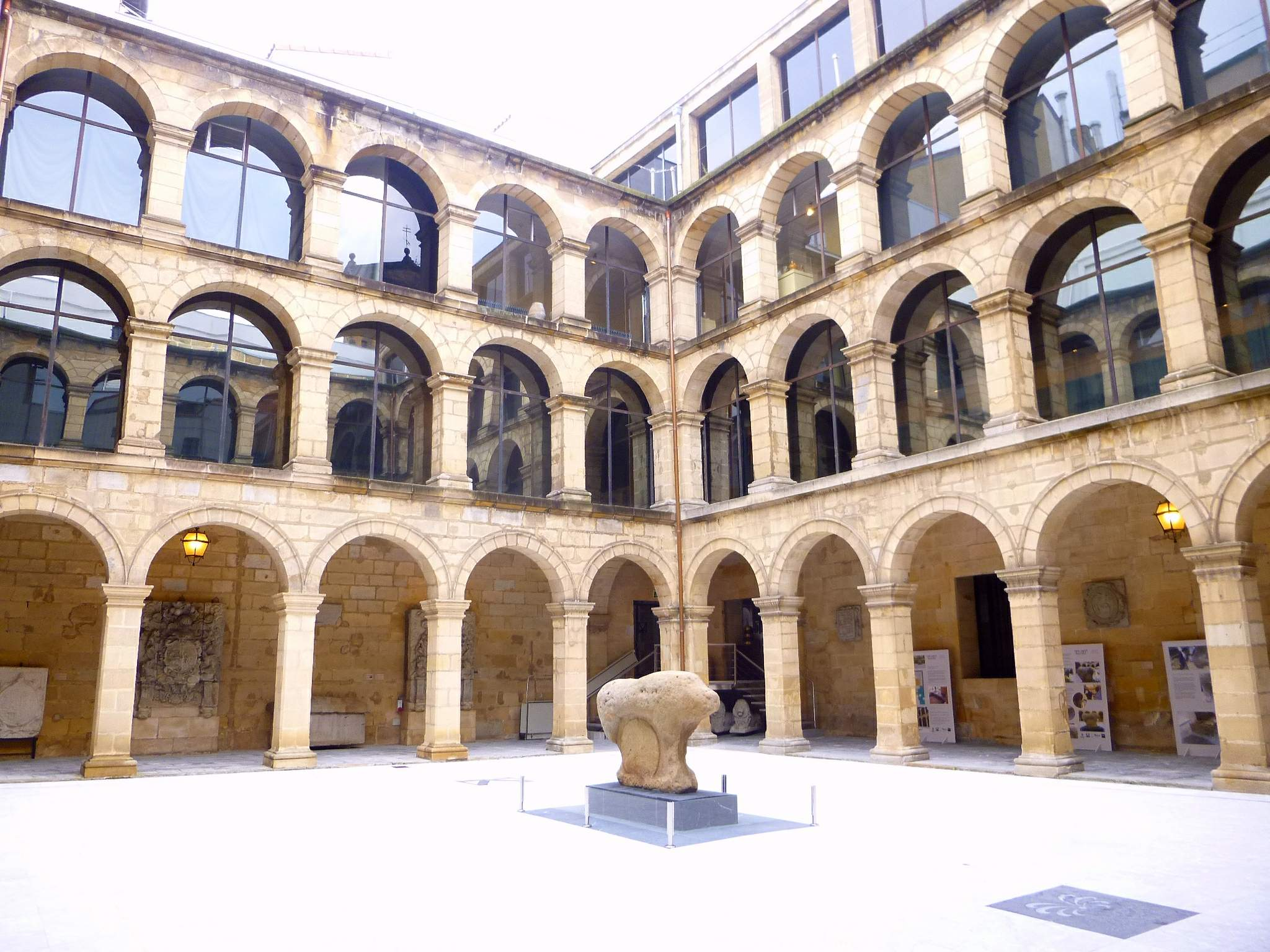
Museo Arqueológico, Etnográfico e Histórico Vasco en Bilbao

Los várdulos son mencionados por Estrabón, que les llama Bardyétai y los sitúa en la costa, entre cántabros y vascones, por Pomponio Mela y Plinio el Viejo que también los sitúan en la costa entre cántabros y vascones, diciendo Plinio que Portus Ammanus (la romana Flaviobriga, la actual Castro Urdiales, de donde le vendría el nombre actual, derivado de Castrum Vardulies) era una de sus ciudades, y por Ptolomeo que los sitúa en la actual Guipúzcoa. Según Ptolomeo, lindaban con caristios o cántabros al oeste, vascones al este y berones al sur; en la costa llegaban hasta el promontorio del Pirineo, a excepción de Oiasso (Irún) que era la salida de los vascones al mar, mientras que en el interior sus fronteras eran más confusas. Ptolomeo nos habla de varias ciudades que todavía no se han localizado: Menosca, en la costa; Gébala, Trutium Tubicorum, Thabuca, Alba y Tullonium, en el interior.
Al igual que en el caso de los caristios, su filiación también es discutida.
Berones
Como grupo pudieron estar desarrollando una cultura trashumante desde el siglo IV a. C. hasta su ubicación definitiva.
Los berones eran de origen celta o celtíbero y estaban asentados a partir del siglo II a. C. en la zona de la actual Rioja. Las citas clásicas se refieren a su presencia en el siglo I a. C. ya como comunidad estable (Estrabón) y enfrentados a Sertorio (Tito Livio) que los venció.
En Álava se encuentran restos relacionados con los berones como la cueva de Santa Leocadia en Marquínez (Álava), en cuyas paredes aparece grabado una representación de Epona, considerándose esta cueva artificial como lugar de culto a esta deidad céltica.
Sus límites geográficos de expansión coinciden con la sierra de Cantabria al norte (y mayor o menor penetración en esa zona según fuentes), junto a los vascones por el este cerca de la actual Calahorra, con el río Tirón por el oeste y la sierra de la Demanda y demás de la zona, y por el sur con el norte de la actual provincia de Soria.
Los principales asentamientos fueron Vareia (capital de facto situada en los alrededores de Logroño), Libia (actual Herramélluri o Leiva), Tritium (actual Tricio) y Bilibium (posteriormente sería Bilibio) junto a las Conchas de Haro donde se separan las provincias de Burgos, Álava y La Rioja.
Es posible que ciudades como Gracurris y Calagurris, tras ser vencidas por los romanos, fuesen entregadas a los vascones por su colaboración, y que esto mismo se hiciese con el resto de su territorio.
Vascones

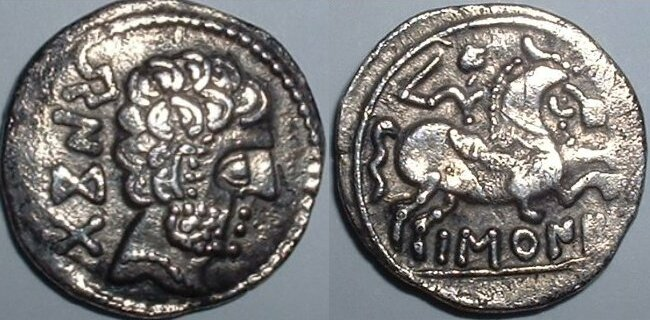
Anverso y reverso de la moneda con la inscripción Bascunes o Barscunes

Los vascones (o váscones), que ocupaban el norte de lo que hoy es Navarra, noroeste de Aragón y noreste de La Rioja, y, en el actual País Vasco, la parte oriental de Guipúzcoa, siendo Oiasso (Irún), una de sus ciudades. Es decir, viniendo de la zona de los Pirineos de la Aquitania francesa, bajan con la caída del Reino Visigodo, ya en el siglo VIII hacia las tierras de lo que hoy son las provincias vascongadas.

### Edad Media
Desde la caída del Imperio Romano de occidente hasta las proximidades del año 1000, hay muy pocas noticias históricas del País Vasco. Probablemente sufrió las devastaciones de los hérulos, ya que el cronista Hidacio, relata que 400 hérulos en siete naves atacaron la costa cántabra y de Vardulia en el año 456.

Ad sedes propias redeuntes, Cantabriarum et Vardaliarum loca maritima crudelissime deproedatio sunt.
Fontes Hispaniae Antiquae, IX, p. 74.

Las últimas investigaciones arqueológicas parecen indicar una expansión francoaquitana a partir del siglo VI, lo que se contradice con las propuestas historiográficas que se basan en una continuidad de la cultura desde la protohistoria hasta los inicios de la Edad Media:

En definitiva, se observa que entre la tardoantigüedad y el mundo precedente existe una ruptura de los patrones de asentamientos. Ruptura que no es sino el reflejo de los cambios profundos que experimentó la estructura social, derivados de la recesión demográfica que afectó a toda Europa, pero también de los acontecimientos políticos relacionados con la expansión franca que, a partir del siglo VI, debió afectar al País Vasco, según se desprende de las características del registro arqueológico.

 A esto se le conoce como la teoría de la vasconización tardía del País Vasco, tras un desplazamiento o asimilación de las previas tribus várdulas y caristias hacia el territorio de los autrigones.
Ni las invasiones de los visigodos ni las de los musulmanes parecen haber llegado a Vizcaya ni a Guipúzcoa, aunque probablemente sus costas fueron asoladas por los vikingos, especulándose con la posibilidad de un asentamiento vikingo en las cercanías de Mundaca, que podría ser el origen de la leyenda de Jaun Zuria.
Tras la invasión musulmana, se cree que Vizcaya y Álava quedaron bajo la órbita del reino de Asturias, con algunos enfrentamientos cuyo reflejo sería la también mítica batalla de Padura. En la crónica de Alfonso III de Asturias, escrita en el siglo IX, y refiriéndose al reinado de Alfonso I, es donde se hace por primera vez referencia a Álava y Vizcaya: «Álava, Vizcaya, Alaon y Orduña siempre habían sido poseídas por sus habitantes», diciendo al mismo tiempo que no hubo necesidad de repoblarlas.

#### Los fueros medievales
Vizcaya

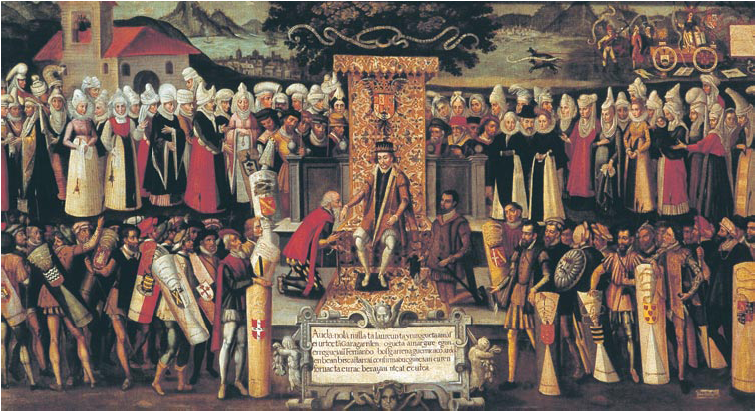
Tras jurar los Fueros del Señorío de Vizcaya, el rey Fernando el Católico recibe la pleitesía de las Juntas Generales de Vizcaya, reunidas en Guernica (Autor: Francisco de Mendieta y Retes), el 30 de julio de 1476

La Vizcaya medieval estaba constituida en el Señorío de Vizcaya y dividida en tres partes con gobierno y jurisdicción propias:
- La Vizcaya nuclear o tierra llana, entendiendo llana en el sentido de sin murallas, esto es, los campos y caseríos en el núcleo de Vizcaya, con el fuero vizcaíno e infanzón, organizadas en merindades y anteiglesias y que celebraba sus juntas en Guernica.
- Las Encartaciones, con su propia jurisdicción (fuero de las Encartaciones) y gobierno y que celebraban sus Juntas en Avellaneda.
- La Merindad de Durango, con el fuero de Durango, que celebraba juntas en la Campa Foral de Guerediaga frente a la ermita de San Salvador y San Clemente de Abadiano.

Al ir siendo dotadas las villas y la ciudad de cartas pueblas y fueros particulares durante los siglos XII y XIII, estas dejaban de depender de los fueros de Vizcaya, Encartaciones o Durango, y pasaban a celebrar sus juntas separadamente. Las villas y el año de concesión de fueros fueron: Valmaseda (1199), Orduña (1228), Bermeo (1236), Lanestosa (1287), Plencia (1299), Bilbao (1301), Ochandiano (1304), Portugalete (1322), Lequeitio (1325), Ondárroa (1327), Marquina (1355), Guernica (1366), Durango (1372) y Ermua (1372).
Las villas y la ciudad, las Encartaciones y la merindad de Durango solo acudían a las Juntas Generales de Guernica enviando representantes cuando se iban a tratar temas comunes que les afectasen.
Álava

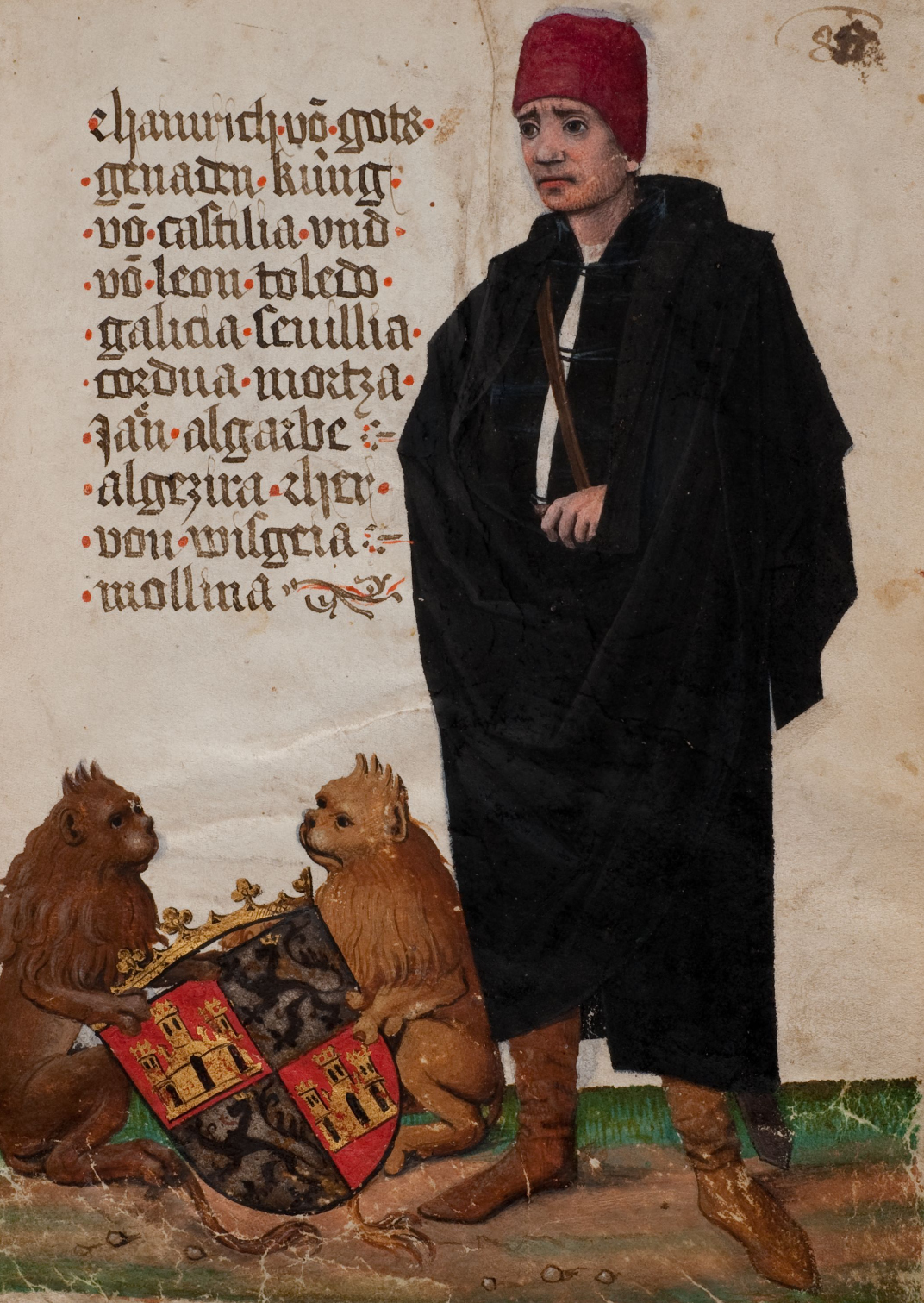
Enrique IV de Castilla promueve la fundación de las Hermandades de Álava y Guipúzcoa

- El señorío o Cofradía de Arriaga (aproximadamente el 40 % de la actual Álava) se gobernaba por juntas y normas propias y elegía a su señor, hasta 1332 en que decide integrarse totalmente en Castilla y adoptar sus leyes.
- En el señorío de Ayala se aplicaba el Fuero de Ayala (1373). En 1487 los ayaleses deciden renunciar a su fuero y adoptar la legislación castellana.
- En Llodio era de aplicación el fuero de Vizcaya.
- Los fueros de las villas.
- Los Cuadernos de Ordenanzas de la Hermandad de Álava[30] a partir de 1463.

Guipúzcoa
- Desde su incorporación a la Corona de Castilla en el año 1200, acata la legislación real de Castilla.
- A partir de 1463, tras varios intentos fallidos, se adoptan los Cuadernos de Ordenanzas de la Hermandad de Guipúzcoa.

#### Las guerras de banderizos

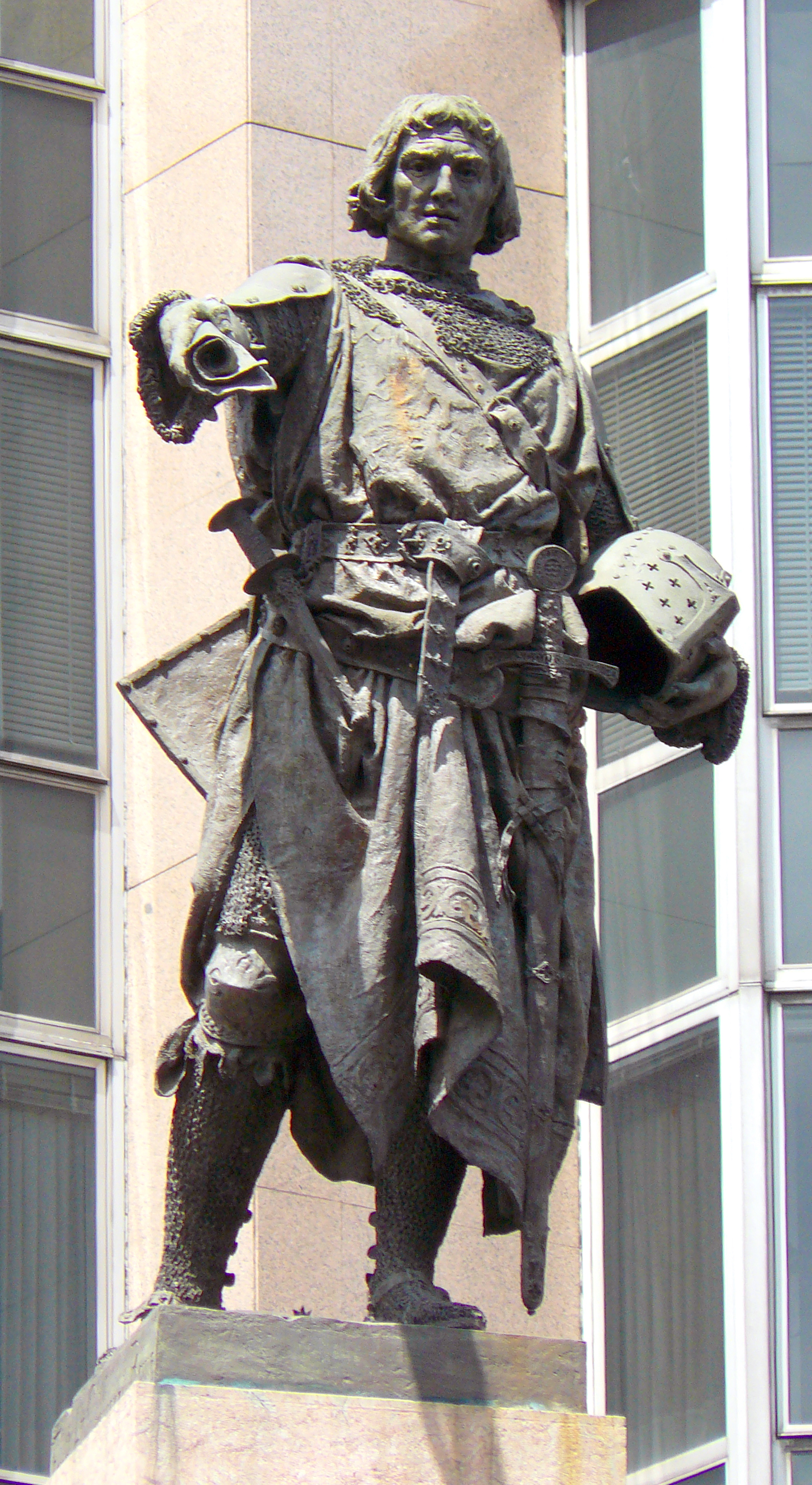
Estatua de Diego López V de Haro, fundador de la villa de Bilbao el 15 de junio de 1300 por la Hermandad de Haro

La crisis bajomedieval afectó al País Vasco produciéndose una disminución de la producción agrícola, hambrunas, etc. A esta crisis se sumó la epidemia de la peste negra de 1348. Muchos campesinos murieron, y otros se refugiaron en las villas, lo cual afectó a las rentas de los señores feudales.
Los intentos de mantener su prestigio y la búsqueda de ingresos llevó a los nobles a luchas de poder en las que se dividieron en dos bandos, los oñacinos y los gamboínos. Los nombres vienen de los linajes dominantes en Guipúzcoa, que eran los señores de la casa de Oñaz y de la de Gamboa. En Vizcaya los líderes de cada bando eran los de Urquizu-Abendaño y los de Mújica-Butrón y en Álava los de Ayala y los de Calleja. El fenómeno no fue exclusivo del País Vasco, ya que había enfrentamientos similares entre los nobles de Castilla, entre los Castros y los Laras y, en Navarra, entre los Beamonteses y Agramonteses.
Así comenzaron las guerras de banderizos que asolaron el País Vasco desde la Baja Edad Media hasta principios de la Edad Moderna. Los linajes se adscribían a uno u otro bando en función de sus intereses, siendo normal el cambio de bando. Los señores no dudaban en robar en la villas consideradas enemigas, en saquear y extorsionar a sus campesinos ni en asaltar los convoyes de los mercaderes de Burgos que se dirigían a los puertos para exportar sus géneros.
Las Encartaciones, en 1394, adoptan el Fuero de Avellaneda, para luchar contra la conflictividad social generada por la violencia de los banderizos. Los labradores de la Tierra Llana y las villas acudieron al rey Enrique III de Castilla, Señor de Vizcaya, para pedirle autorización para formar una Hermandad para protegerse de las tropelías de los jaunchos. El rey, en 1393, comisiona al corregidor Gonzalo Moro, para redactar unas nuevas Ordenanzas de Hermandad, lo que se hace en Junta General, pero estas ordenanzas no llegan a aplicarse por la oposición de algunos señores del bando oñacino. La recién formada Hermandad, al estar formada por gente corriente, no es de momento enemigo para los señores guerreros. Pero por las mismas razones se formaron las Hermandades de Álava y Guipúzcoa.
Las guerras de banderizos acaban a finales del siglo XV. La puesta de las villas bajo control administrativo de la Corona, la pujanza de las Hermandades de las villas y el reconocimiento de la hidalguía universal a todos los vizcaínos y guipuzcoanos fueron elementos importantes en la pérdida de poder de los señores.
Las Bienandanzas e Fortunas de Lope García de Salazar es una de las principales fuentes escritas sobre este fenómeno.

### Edad Moderna
La Armada de Vizcaya y los grandes navegantes

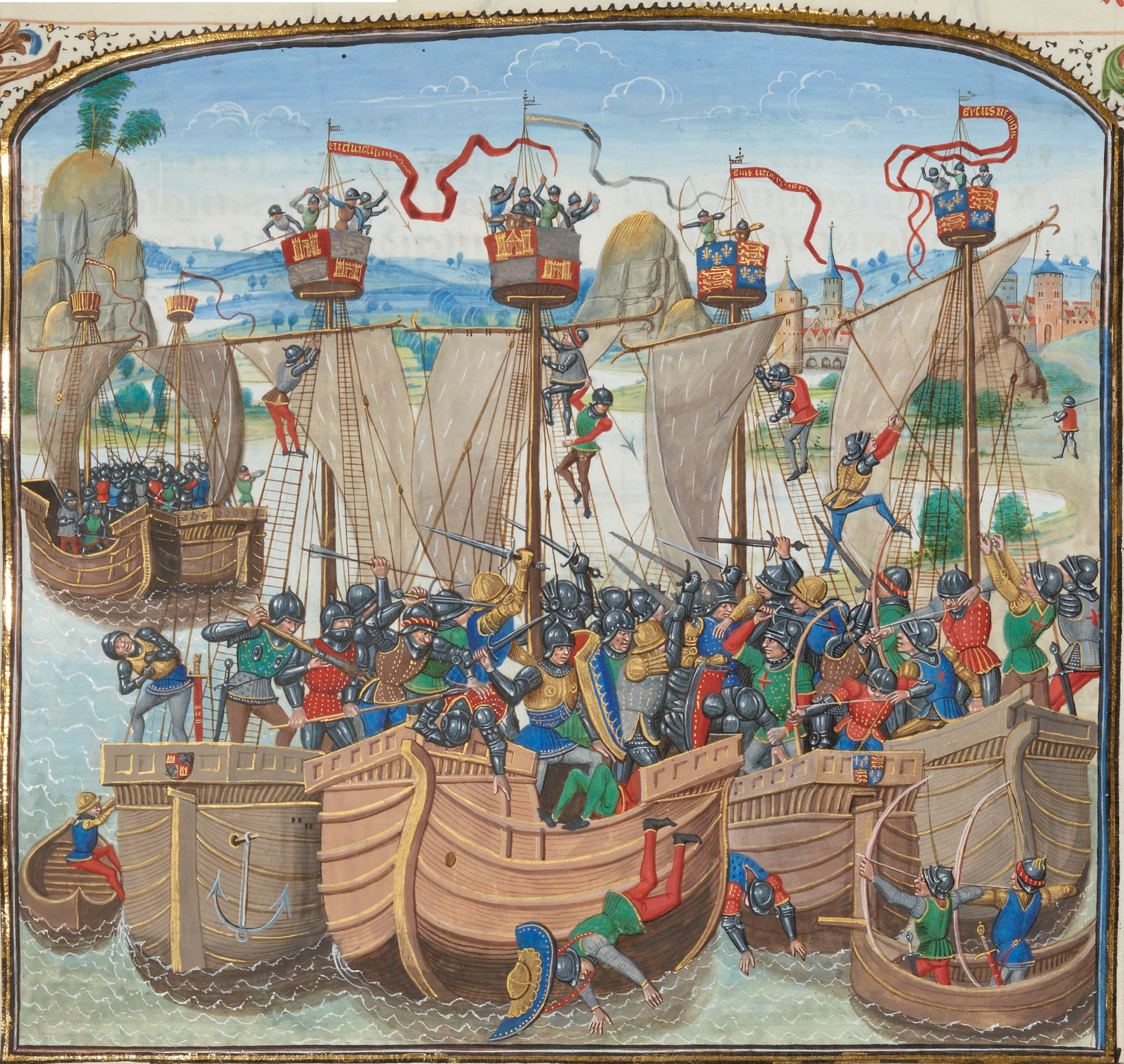
Batalla naval de La Rochelle (miniatura francesa del). En ella la flota castellana, formada por naves de la Hermandad de las Villas de la Marina de Castilla con Vitoria, obtiene una victoria contundente frente a la armada inglesa, pasando el control del canal de la Mancha a manos de Castilla

La Hermandad de las Villas de la Marina de Castilla con Vitoria fue una federación de los principales puertos del Cantábrico creada el 4 de mayo de 1296 que forma un poder naval de primer orden al servicio de la Corona de Castilla, manteniendo autonomía en sus relaciones comerciales internacionales, y, en algunos casos, llegando a enfrentamientos bélicos con franceses e ingleses. La formaron inicialmente Santander, Laredo, Castro Urdiales, Bermeo, Guetaria, San Sebastián, Fuenterrabía y Vitoria. San Vicente de la Barquera se les une el año 1297. La sede central se establece en Castro Urdiales.
Como consecuencia del Descubrimiento de América, empeoraron las relaciones entre España y Portugal. El rey de Portugal consideraba que, en virtud del Tratado de Alcáçovas, las tierras recién descubiertas le pertenecían, y en la corte española se tenían informes de que se estaba aprestando una armada en Lisboa, por lo que los Reyes Católicos llegaron a temer ataques portugueses a la segunda expedición de Colón.
Para remediar esta situación, los reyes encargaron desde Barcelona al doctor Andrés Villalón, regidor mayor y miembro del Real Consejo de Sus Altezas que organizase una armada oceánica. Con permiso real, Villalón, en julio de 1493, encomendó en Bermeo esta tarea al bilbaíno Juan de Arbolancha. La armada fue conocida como Armada de Vizcaya, por formarse en Bermeo con naves y tripulaciones vizcaínas (en el sentido amplio, esto es, vascongadas). A finales de junio Íñigo de Artieta, nombrado por los reyes capitán general de esta armada, reúne las naves en Bermeo. A finales de julio, la armada sale de Bermeo para Cádiz, a donde llegan a primeros de agosto.

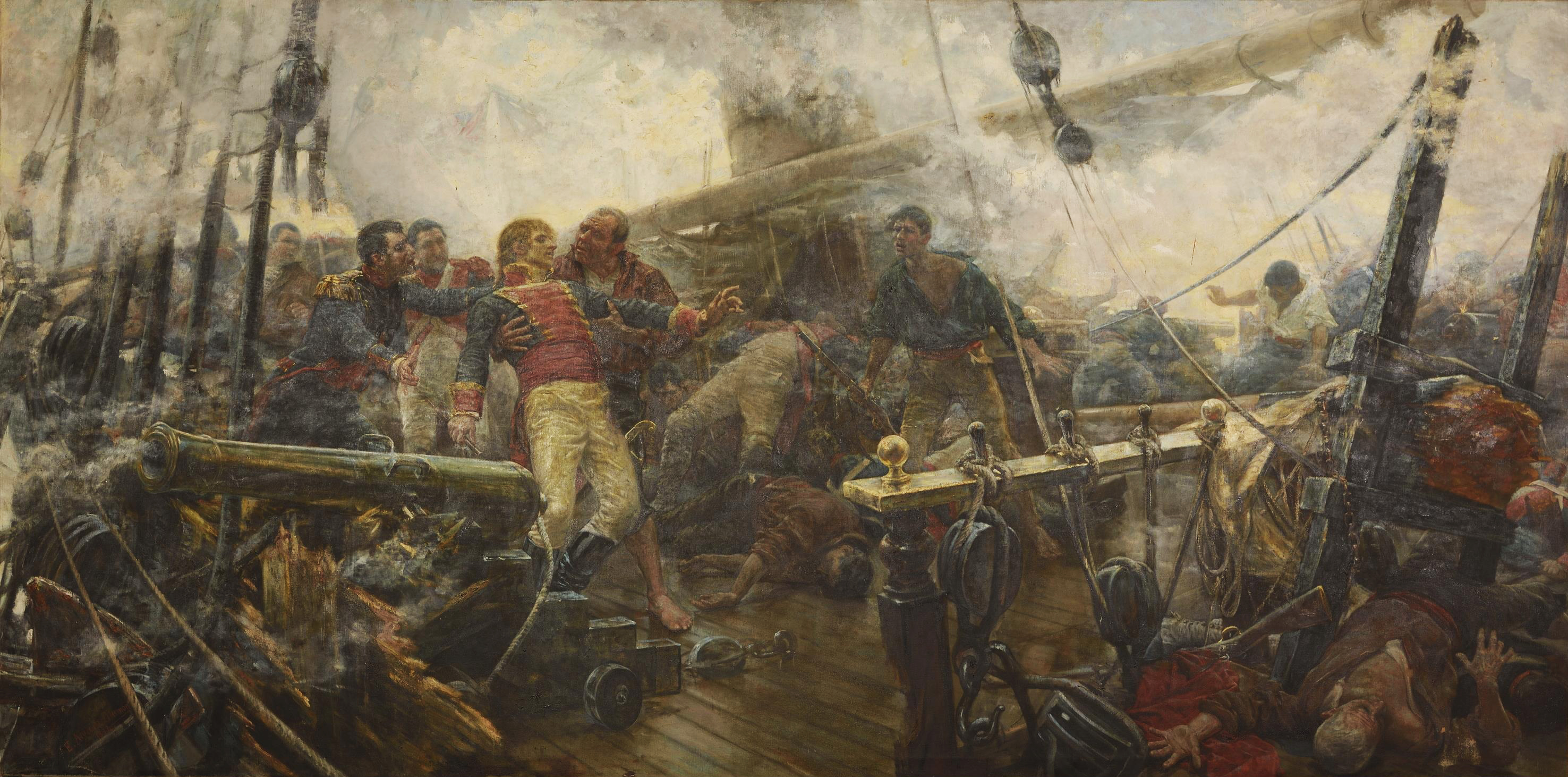
Muerte de Churruca en Trafalgar, óleo de Eugenio Álvarez Dumont, Museo del Prado (depositado en el Instituto Cabrera Pinto de La Laguna)

Esta armada estaba formada por una carraca de 1000 toneles, mandada por Íñigo de Artieta, cuatro naos, de entre 405 y 100 toneles, mandadas por Martín Pérez de Fagaza, Juan Pérez de Loyola, Antón Pérez de Layzola y Juan Martínez de Amézqueta, y una carabela para tareas de enlace y exploración mandada por Sancho López de Ugarte. Llevaba casi 900 hombres. La carraca llevaba 300 hombres, la mayoría de Lequeitio, la nao de Martín Pérez de Fagaza, 200, la mayoría de Bilbao, Baracaldo y otros lugares de Vizcaya, las de Juan y Antón Pérez de Layzola, 125 por nao, casi todos guipuzcoanos, y la de Juan Martínez de Amézqueta 70. En la carabela iban 30 hombres. El coste de la armada fueron 5 854 900 maravedíes. Las tripulaciones estaban formadas aproximadamente por un hombre de mar por cada dos hombres de guerra.
Aunque se consideraba que la misión de esta armada sería dar escolta a las naves de Colón desde su salida de Cádiz hasta que estuviesen bien adentradas en el océano, para protegerlas de ataques portugueses y preparadas para dirigirse hacia las tierras descubiertas, en agosto de 1493, al conocer los reyes que por Colón las naves portuguesas no iban a hacerse a la mar, es comisionada para trasladar al rey Boabdil y su corte de Adra hacia las costas africanas. A su regreso se le ordena preparar un viaje a Canarias, que no llega a realizar.
Después de la firma del Tratado de Tordesillas con Portugal, la armada deja de ser necesaria, por lo que el verano de 1494 se ordena su disolución. Pero la situación en Italia la vuelve a hacer necesaria, por lo que la disolución no llega a producirse, y la armada, aumentada con 7 carabelas, se dirige a Sicilia para unirse a las 20 naves que allí se encontraban.
Durante la Edad Moderna los vascos sobresalieron sobre todo por las artes náuticas, siendo famosos grandes navegantes y exploradores de la talla de Andrés de Urdaneta, Martín de Bertendona, Domingo de Bonechea, Cosme Damián Churruca, Juan Sebastián Elcano, Juan de Garay, Antonio Gaztañeta, Francisco de Argañaraz y Murguía, Ignacio María de Álava, Blas de Lezo, Miguel López de Legazpi, José de Mazarredo, Juan Martínez de Recalde y Antonio de Oquendo, entre otros.

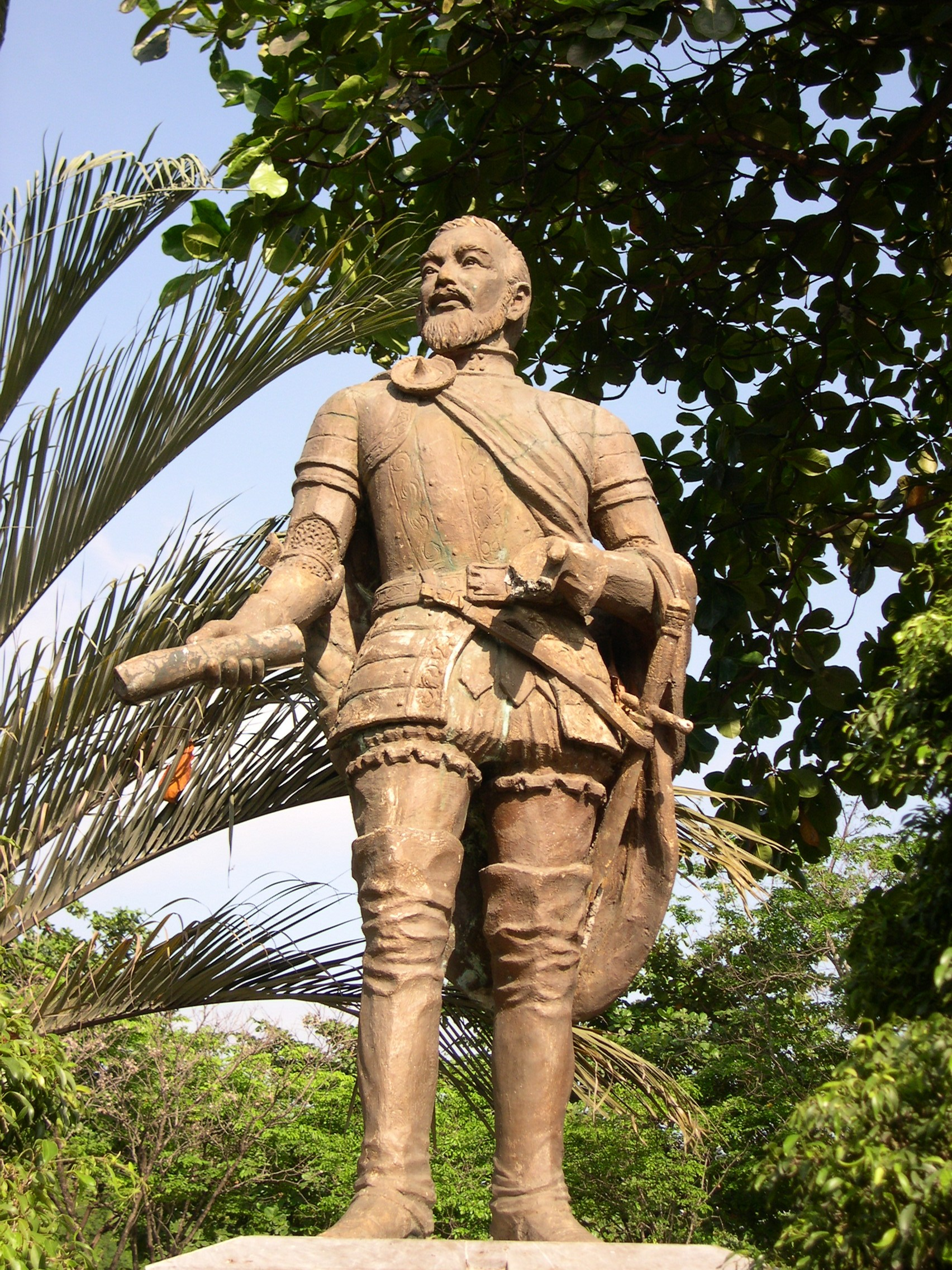
Miguel López de Legazpi
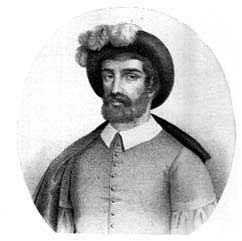
Juan Sebastián Elcano
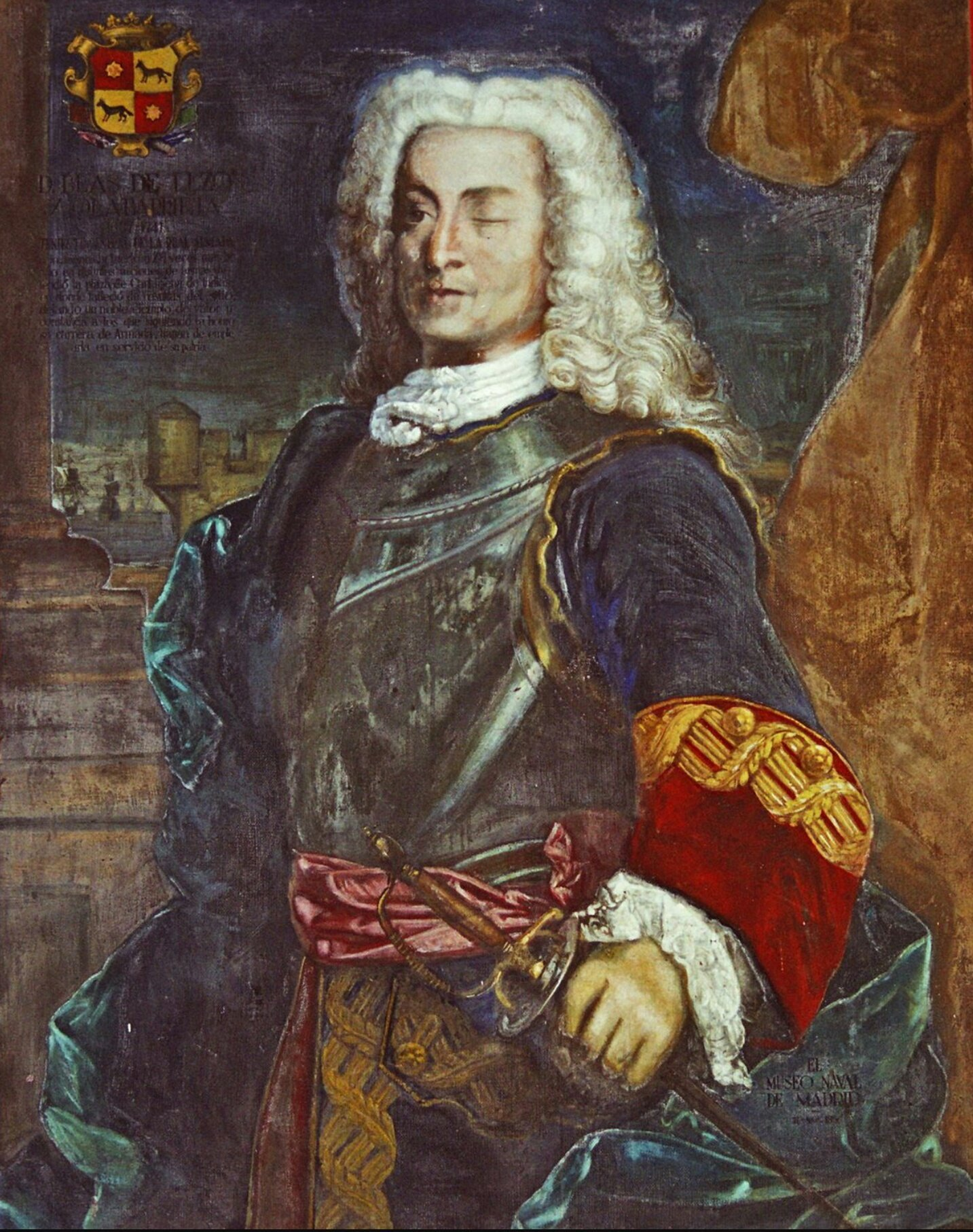
Blas de Lezo
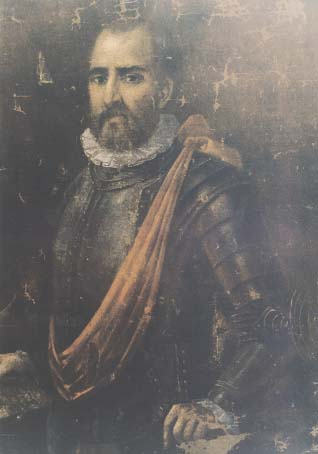
Juan de Garay
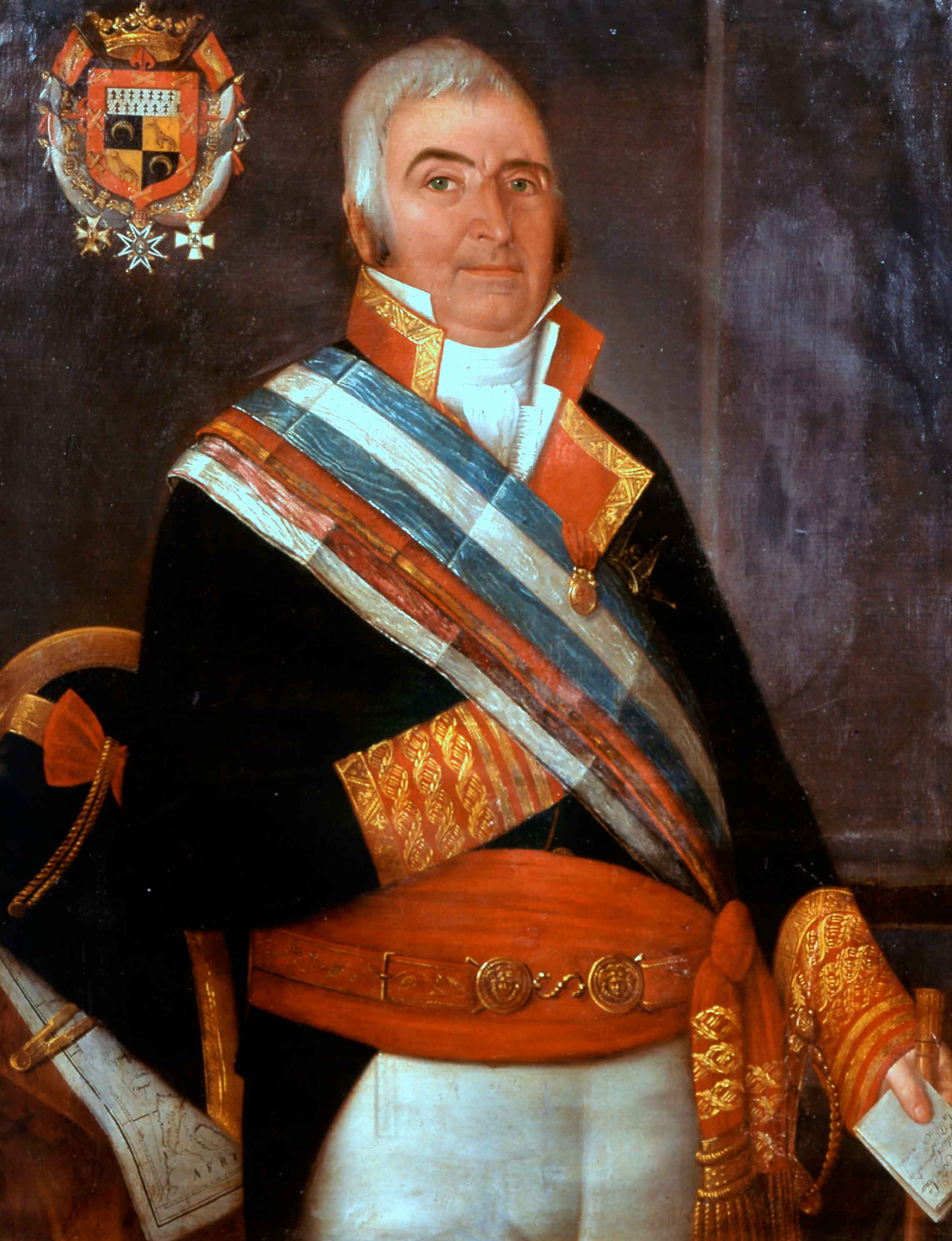
Ignacio María de Álava

### Edad Contemporánea

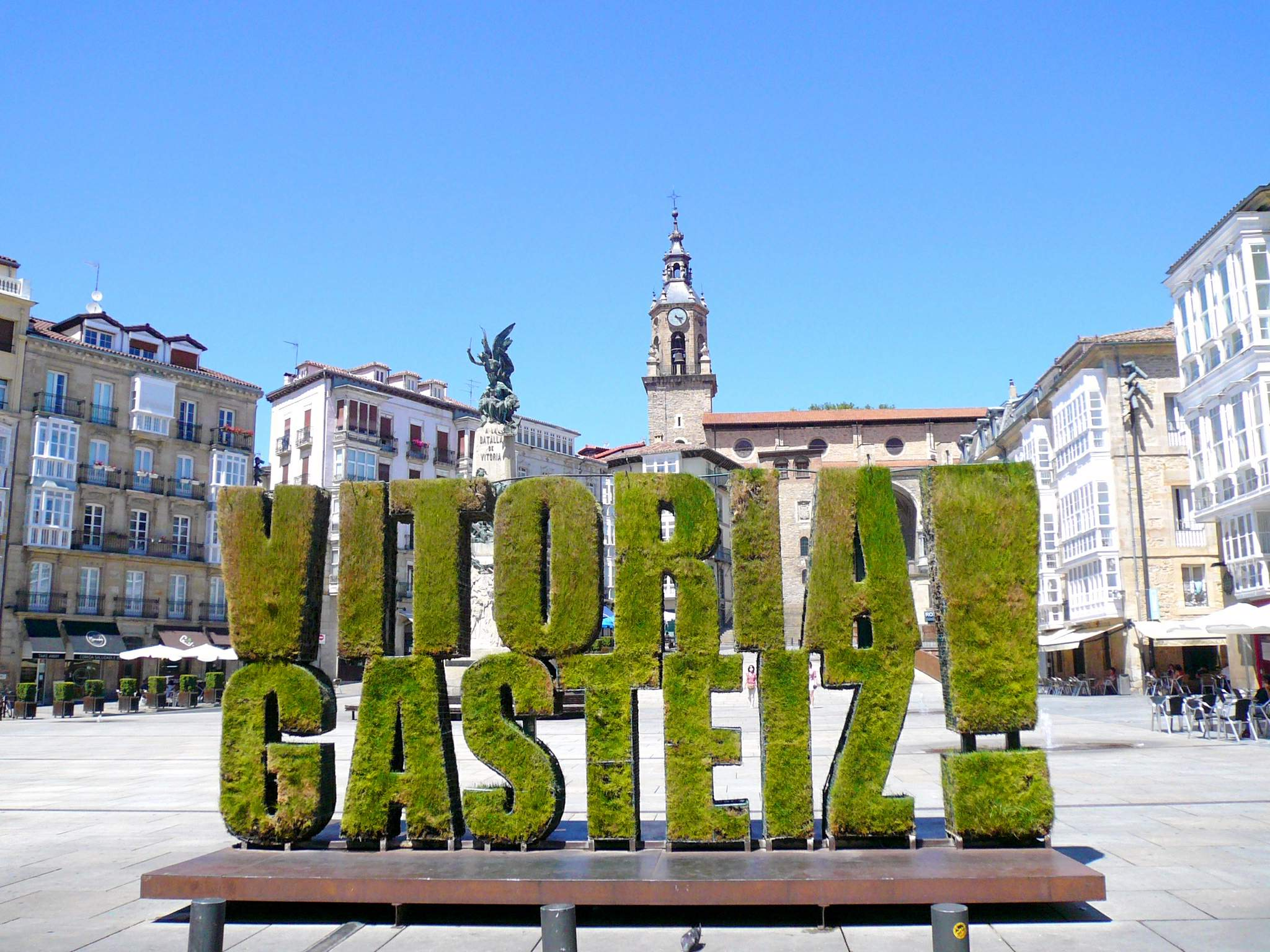
Plaza de la Virgen Blanca en Vitoria, monumento a la batalla de Vitoria, durante la guerra de la Independencia española

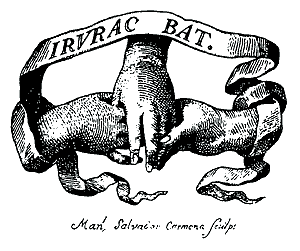
Emblema de la Real Sociedad Bascongada de Amigos del País con el lema «Irurac bat» («Las tres, una»)

Tras la guerra de Sucesión española, tan solo Navarra, Álava, Guipúzcoa y Vizcaya conservaron sus fueros de origen medieval. Esta situación perduró hasta el siglo XIX, cuando el sistema foral entró en profunda crisis.
A finales del siglo XVIII, surgió un movimiento ilustrado liderado por la Real Sociedad Bascongada de Amigos del País que pretendía modernizar las estructuras económicas y sociales de las provincias vascas. A este fenómeno le fue siguiendo un interés creciente por la idea de unificación de las provincias hermanas (incluida en ocasiones Navarra), que se sustanció en el siglo XIX en la colaboración entre las Diputaciones Forales y la intensificación de los estudios de temática vasca, que recibieron un gran impulso después de la guerra de la Independencia española y la batalla de Vitoria y de San Marcial.
El sistema foral entró en colisión durante el siglo XIX con el sistema constitucional español. En el País Vasco la visión tradicionalista de los fueros fue defendida por el carlismo dominante en áreas rurales, mientras que los liberales defendían un engarce de los fueros en el modelo constitucional español, que dominaba ampliamente las áreas urbanas. Este enfrentamiento se saldó con tres guerras civiles denominadas guerras carlistas. Dos de los grandes nombres de los carlistas y liberales españoles fueron los de dos hermanos vascos. Tomás de Zumalacárregui fue general carlista, mientras que su hermano mayor, Miguel Antonio de Zumalacárregui, liberal, llegó a presidir las Cortes de Cádiz y ocupó entre otros cargos, el de ministro de Gracia. Gaspar de Jáuregui fue un destacado guerrillero guipuzcoano contra la invasión napoleónica, convirtiéndose después en líder militar liberal contra los carlistas.

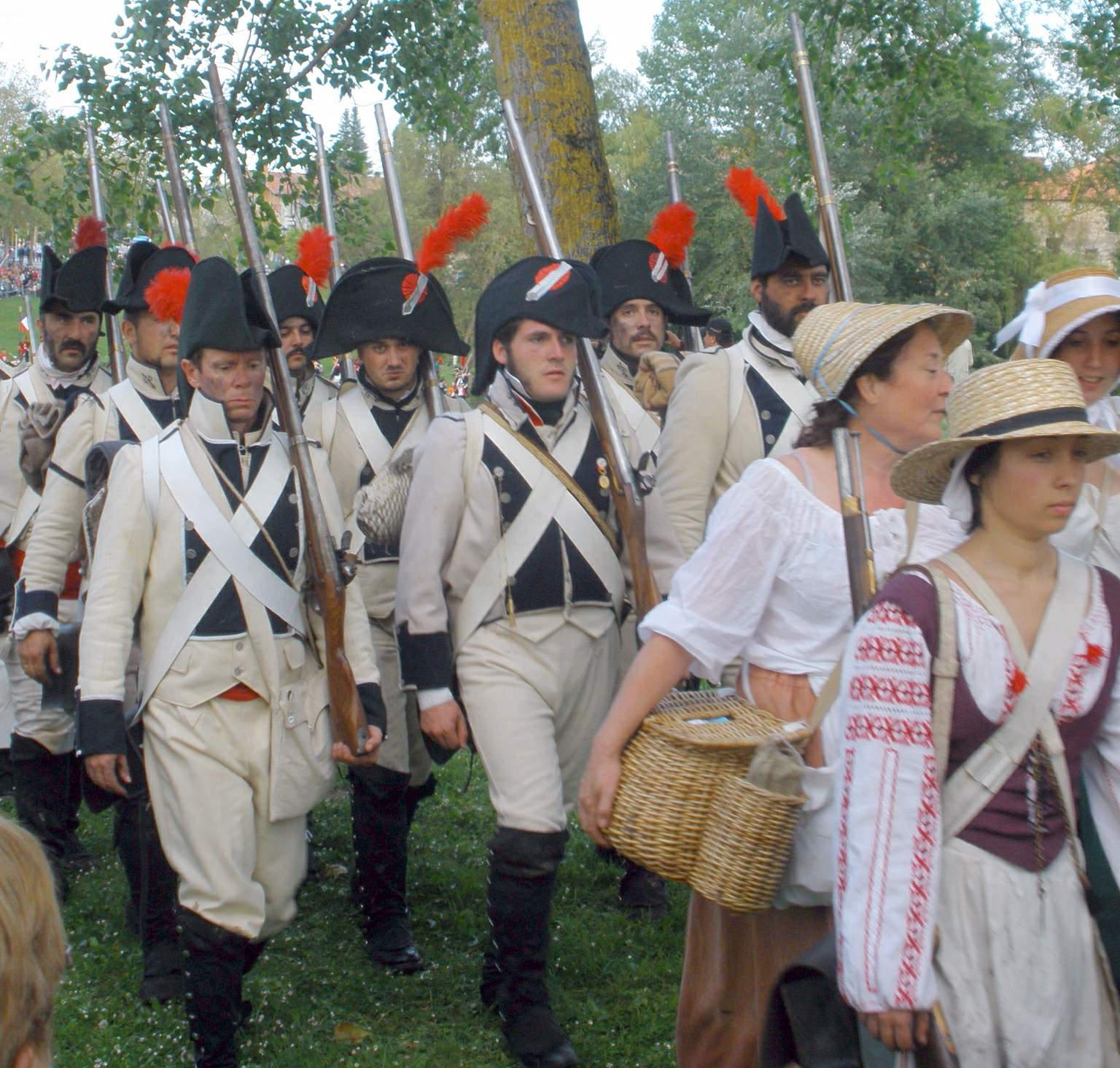
Recreación de la Batalla de Vitoria durante la guerra de la Independencia española contra Napoleón

Estas guerras terminaron cuando los fueros fueron sustituidos en las Provincias Vascongadas por los conciertos económicos por Antonio Cánovas del Castillo después de la tercera derrota carlista.

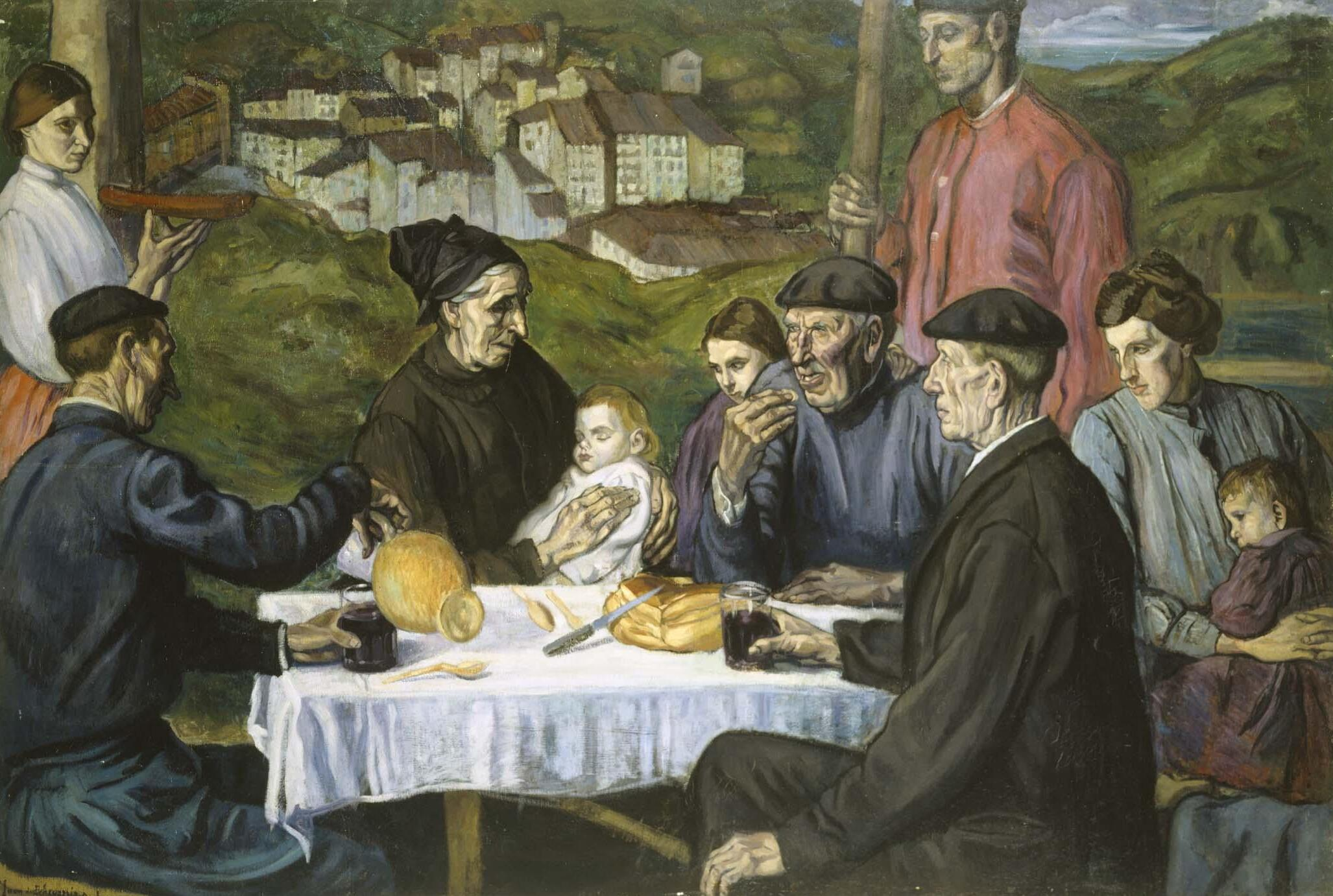
Merienda vasca en Ondárroa (1918-1919), Juan de Echevarría, Museo Nacional Centro de Arte Reina Sofía

A finales del siglo XIX, en el País Vasco se dieron dos procesos políticos y sociales de gran magnitud: el nacimiento del nacionalismo vasco, que recogió todo el sentimiento de identidad vasca ferviente en las áreas rurales, y el movimiento obrero, capitalizado por el socialismo en las ciudades y zonas industriales.
Fue el pacto de estas dos sensibilidades lo que posibilitó la puesta en marcha del primer Estatuto de Autonomía del País Vasco de 1936, que derivó en la formación del primer Gobierno vasco conjunto a las tres provincias hermanas en medio de la guerra civil española. Este estatuto solamente entró en vigor en Vizcaya y Guipúzcoa, ya que fueron las únicas provincias leales a la República Española. Durante el franquismo, Álava y Navarra conservaron parte de sus antiguos fueros por haber apoyado el golpe de Estado de 1936, ya que fueron derogados en las otras dos provincias por decreto del 23 de junio de 1937, al ser consideradas «traidoras» al no dar apoyo a la sublevación militar, suprimiendo el primer Estatuto de Autonomía Vasco. Este decreto fue parcialmente modificado el 6 de junio de 1968, suprimiendo los párrafos ofensivos para Guipúzcoa y Vizcaya, pero conservando el resto de los artículos. Fue finalmente derogado mediante un decreto promulgado el 30 de octubre de 1976.
En la actualidad, tras el franquismo y con la aprobación del Estatuto de Autonomía del País Vasco en 1979, Euskadi se constituyó como comunidad autónoma, manteniendo sus derechos forales las tres provincias que la conforman. Por esta razón, desde 2011 el 25 de octubre es festivo en recuerdo de este primer estatuto sustituyendo al 19 de marzo.

## Toponimia

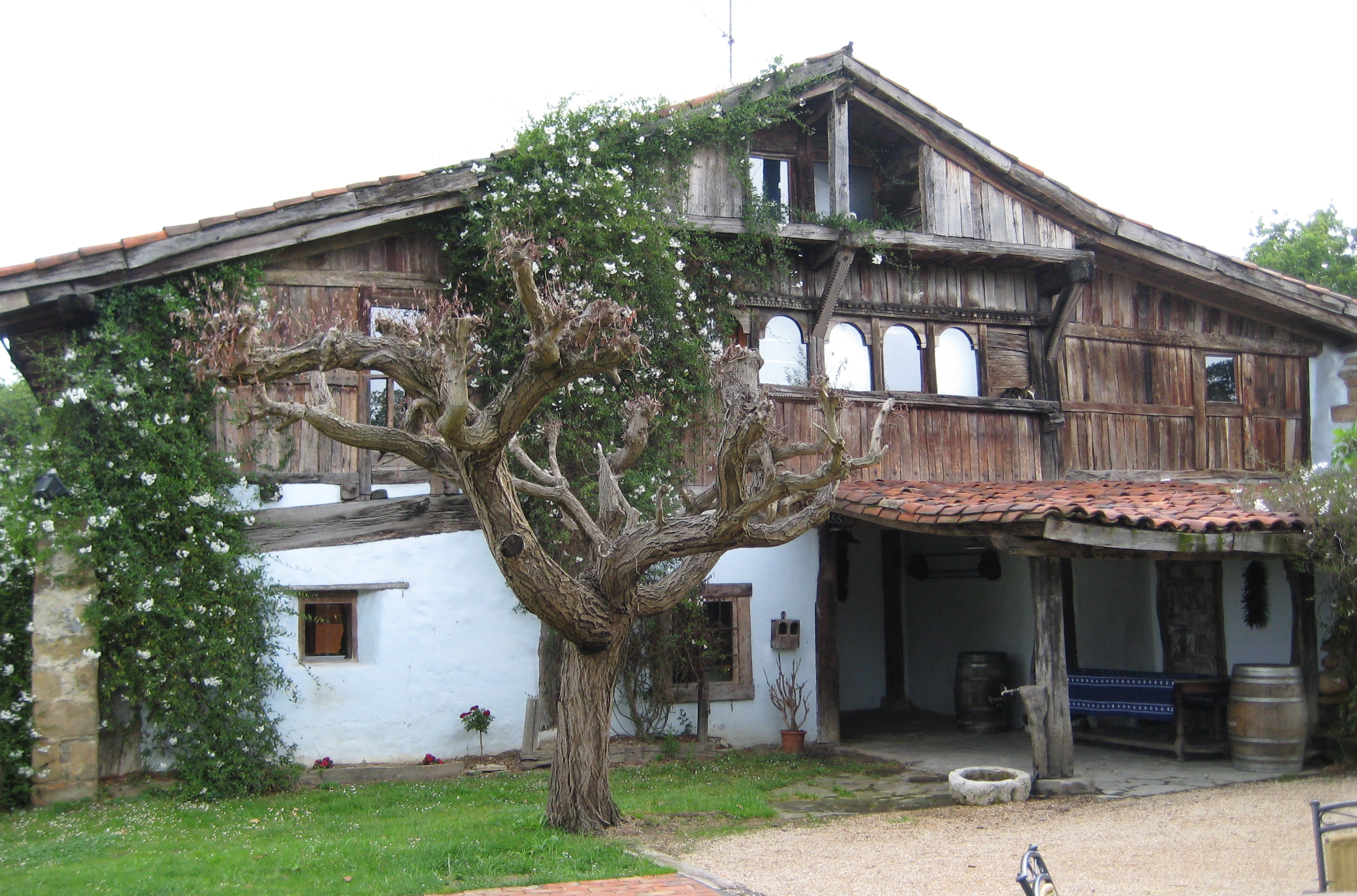
Caserío Bengoetxe en Lujua

Los términos Euskadi y País Vasco (en la versión del Estatuto de Autonomía en euskera, Euskadi y Euskal Herria, respectivamente) constituyen la denominación oficial de la comunidad autónoma del País Vasco. También recibe de forma oficiosa el nombre de «comunidad autónoma vasca» (CAV; en euskera, Euskal Autonomia Erkidegoa), para facilitar la diferenciación con el concepto de Euskal Herria en un sentido amplio.
El asunto de la nomenclatura ha sido un tema debatido, ya que los nombres «Euskadi» y «Euzkadi» tradicionalmente se han utilizado para designar una región más extensa que la de las tres provincias. El 18 de julio de 2003, la Real Academia de la Lengua Vasca (Euskaltzaindia) aprobó un documento en el que exponía su postura sobre el uso correcto de la palabra Euskal Herria, «territorio con rasgos culturales bien definidos, por encima de fronteras político-administrativas y por encima también de las diferencias históricas».

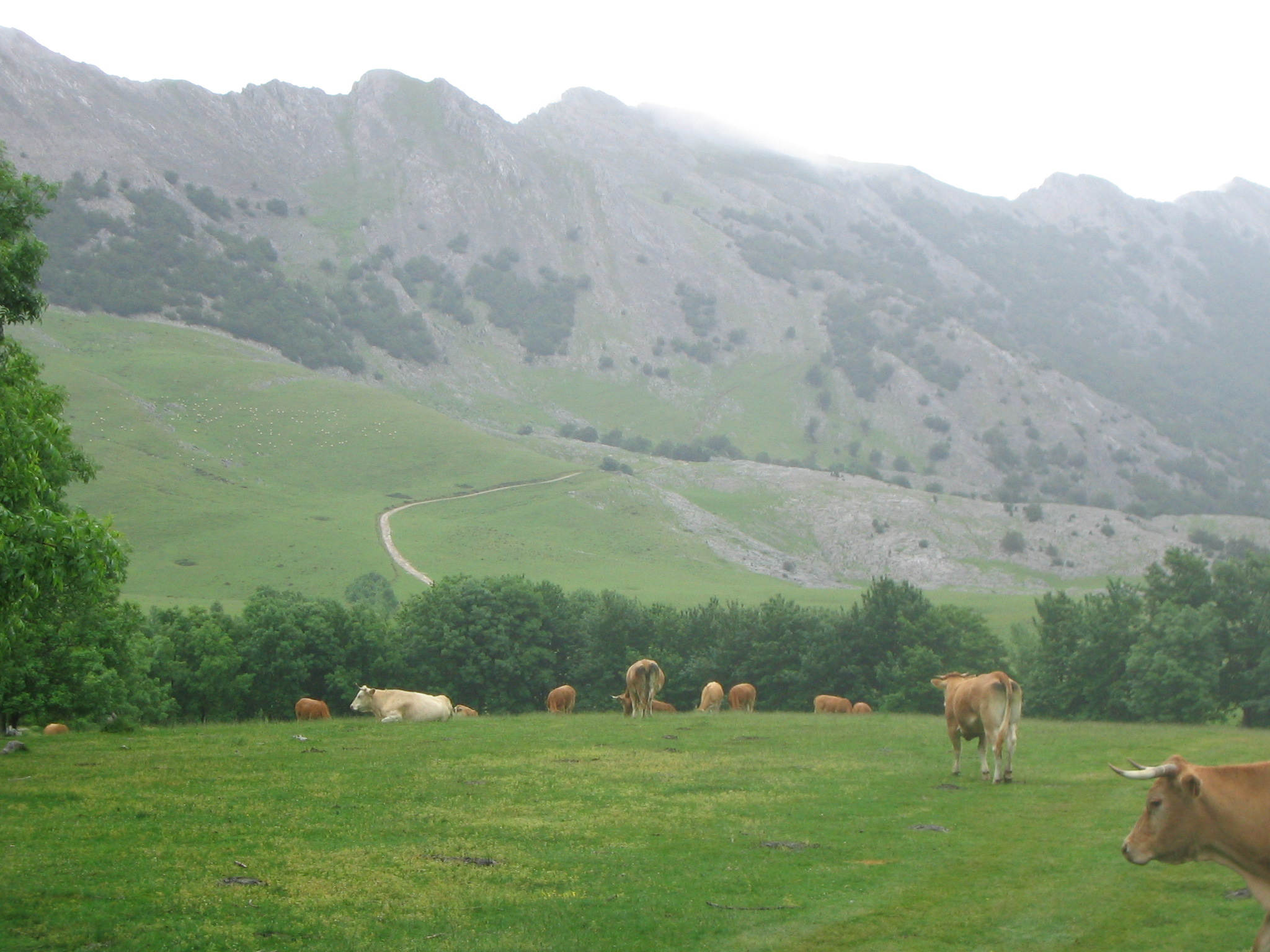
El Aitxuri, junto con las cumbres vecinas en el macizo de Aizcorri

| Nombre            | Sierra   | Altitud (m)          | Provincia       |
| ----------------- | -------- | -------------------- | --------------- |
| Aitxuri           | Aizcorri | 1551                 | Guipúzcoa       |
| Aizcorri          | Aizcorri | 1528                 | Guipúzcoa       |
| Arbelaitz         | Aizcorri | 1513                 | Guipúzcoa       |
| Gorbea            | Gorbea   | 1481                 | Álava/Vizcaya   |
| Larrasa           | Toloño   | 1453                 | Álava           |
| Palomares         | Toloño   | 1446                 | Álava           |
| Aratz             | Altzania | 1443                 | Álava/Guipúzcoa |
| Cruz del Castillo | Toloño   | 1432                 | Álava           |
| Joar              | Codés    | 1416                 | Álava           |
| Aldaon            | Aralar   | 1411                 | Guipúzcoa       |
| Ganboa            | Aralar   | 1402[cita requerida] | Guipúzcoa       |

## Geografía
La topografía del País Vasco es principalmente montañosa, está conformada por los Montes Vascos y la sierra de Cantabria en el sur, con Larrasa (1453 m) como máxima altitud, las estribaciones del Pirineo llegan de Navarra. El punto más alto del País Vasco es el monte Aitxuri, con una altitud de 1551 m, está situado en el parque natural de Aizcorri.
En Euskadi se pueden distinguir a grandes rasgos cuatro zonas climáticas: la vertiente atlántica al norte, una zona de clima subatlántico (Valles Occidentales de Álava y la Llanada Alavesa), una zona de clima submediterráneo y, el extremo sur, entrando en la depresión del Ebro y Rioja Alavesa, donde se pasa ya a un clima con verano claramente seco y caluroso de tipo continental.
Esta región participó en el Programa Mundial de Evaluación de los Recursos Hídricos (WWAP) de la Unesco, razón por la cual se han instalado más de 300 centros de información que han servido para elaborar un informe sobre la situación actual de la región.
| Puesto | País      | Habitantes |
| ------ | --------- | ---------- |
| 1      | Marruecos | 20 463     |
| 2      | Rumania   | 17 819     |
| 3      | Nicaragua | 6763       |
| 4      | Bolivia   | 6684       |
| 5      | Portugal  | 6301       |
| 6      | Colombia  | 6238       |
| 7      | China     | 5528       |
| 8      | Paraguay  | 5276       |
| 9      | Argelia   | 5026       |
| 10     | Pakistán  | 5025       |
| 11     | Nigeria   | 4401       |
| 12     | Brasil    | 4259       |
| 13     | Senegal   | 4121       |
| 14     | Honduras  | 3793       |
| 15     | Venezuela | 3000       |
| 16     | Ecuador   | 2356       |
|        | Total     | 142 392    |

## Demografía

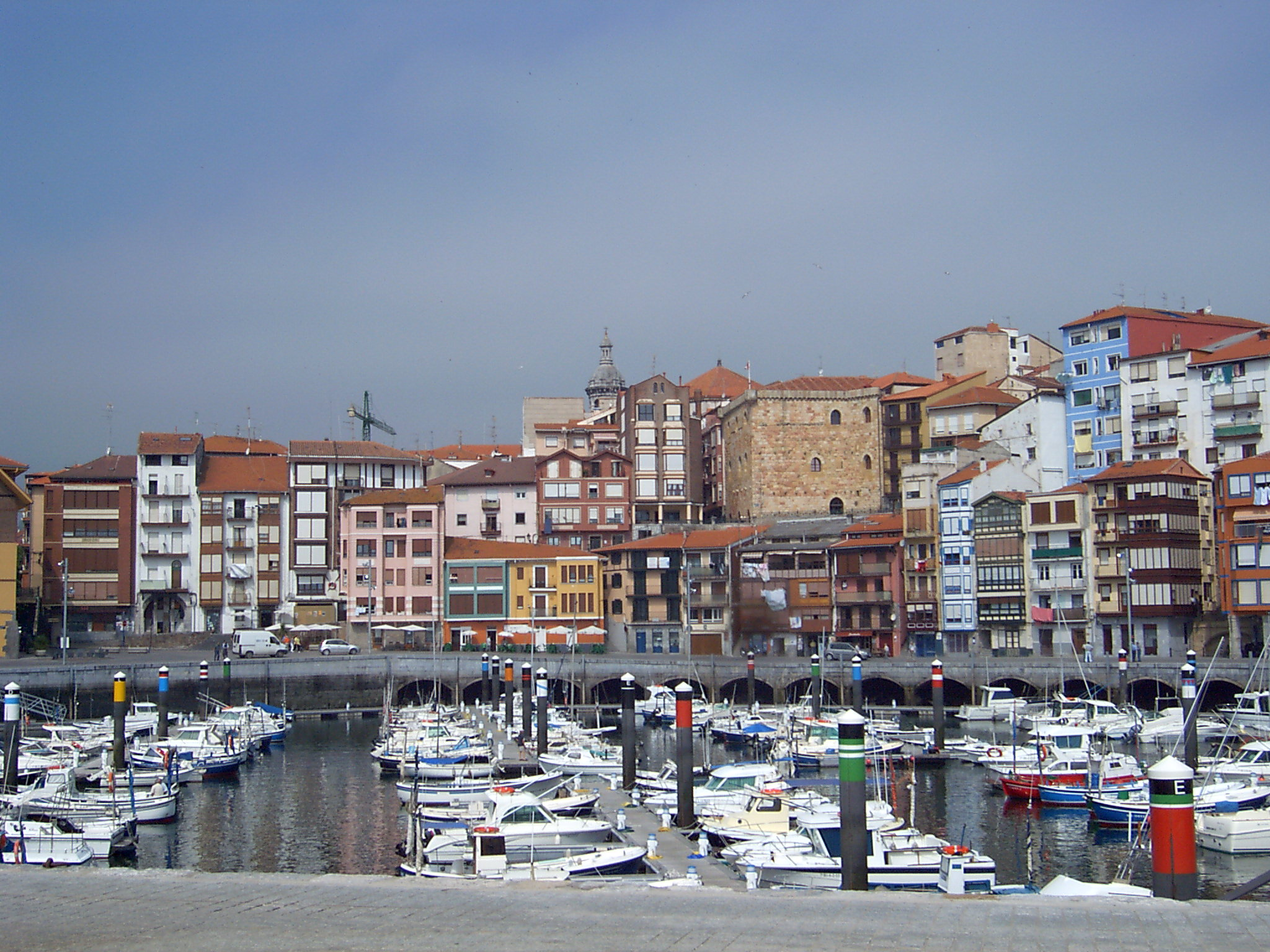
Puerto deportivo de Bermeo

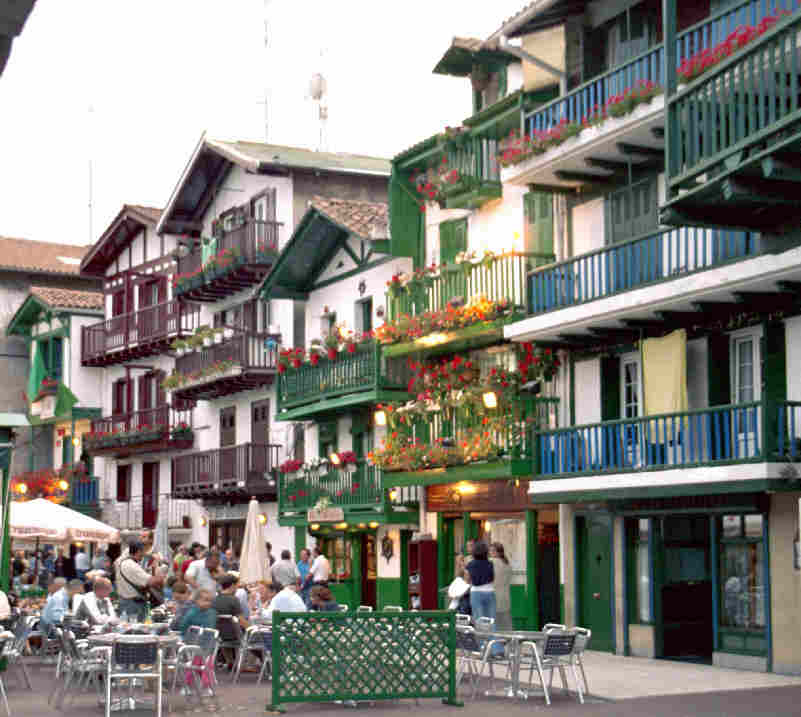
Casas típicas en Fuenterrabía

Gracias a ser uno de los focos iniciales de la revolución industrial en España, la población del País Vasco tuvo un gran crecimiento desde mediados del siglo XIX hasta principios de los años 1970, recibiendo una gran inmigración de otras regiones españolas. La primera oleada de inmigrantes fue consecuencia de la revolución industrial de Vizcaya. Durante los años 50 y, sobre todo, 60, coincidiendo con la etapa del Desarrollismo, se produjo la segunda gran oleada de inmigrantes provenientes del resto de España que se trasladaron al País Vasco en busca de trabajo. Su elevado número y su mezcla con los autóctonos (parte de los cuales provenían de la primera oleada de inmigración de finales del siglo XIX) produjo la actual sociedad vasca.
Sin embargo, la reconversión industrial derivada de la crisis industrial de los años 80 y el descenso de natalidad provocaron que el País Vasco retrocediera demográficamente y fuera una región con crecimiento negativo desde la Transición, manteniéndose esta tendencia a pesar de la bonanza económica experimentada desde mediados de los años 1990 con indicadores de PIB superiores a la media europea.

Así, mientras en el periodo 1981-2006 la población española crecía en un +18,46 %, el País Vasco presentaba una recesión demográfica del –0,05 %. La provincia de Álava, la provincia que menos creció en términos demográficos con la revolución industrial, es la única que no ha perdido población desde los años 1970, mientras que la que porcentualmente más ha perdido ha sido Vizcaya, que fue la que más creció en esa época. La tasa de crecimiento poblacional actualmente es del 0,54 %, y la esperanza de vida es de 76,4 años para los hombres y 83,7 años para las mujeres.
Según el censo INE 2017, el País Vasco cuenta con un 6,5 % de extranjeros, una cifra muy inferior a la media del conjunto de España.

### Áreas metropolitanas
- Área metropolitana de Bilbao

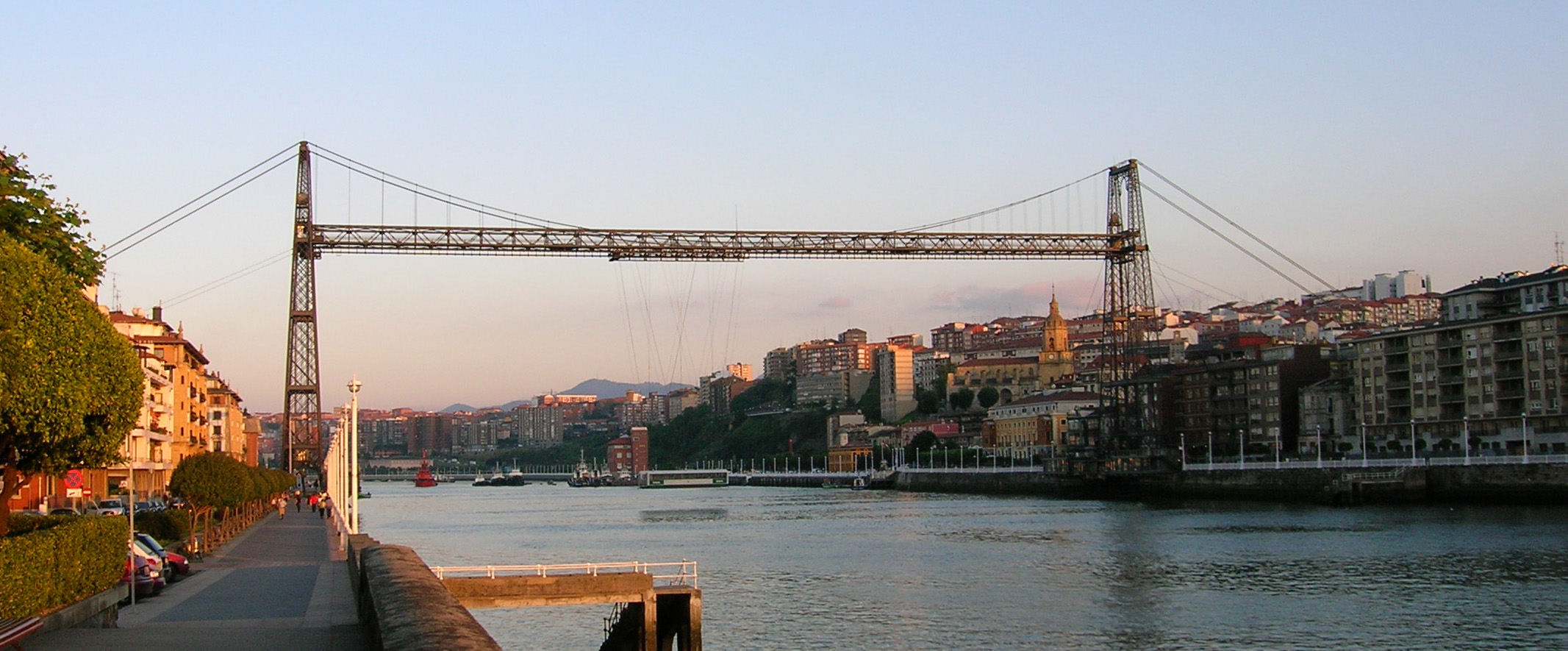
Puente Vizcaya en la ría de Bilbao

- Área metropolitana de San Sebastián
- Área funcional de Vitoria - Álava Central

### Evolución histórica
|            | 1857      | 1900      | 1910      | 1920      | 1930      | 1940      | 1950      |
| ---------- | --------- | --------- | --------- | --------- | --------- | --------- | --------- |
| Población  | 413 470   | 603 596   | 673 788   | 766 775   | 891 710   | 955 764   | 1 061 240 |
| Porcentaje | 2,67      | 3,24      | 3,37      | 3,58      | 3,77      | 3,67      | 3,77      |
|            | 1960      | 1970      | 1981      | 1991      | 2001      | 2011      | 2020      |
| Población  | 1 371 654 | 1 878 636 | 2 134 763 | 2 109 009 | 2 133 684 | 2 184 606 | 2 220 504 |
| Porcentaje | 4,49      | 5,53      | 5,66      | 5,35      | 4,77      | 4,63      | 4,69      |

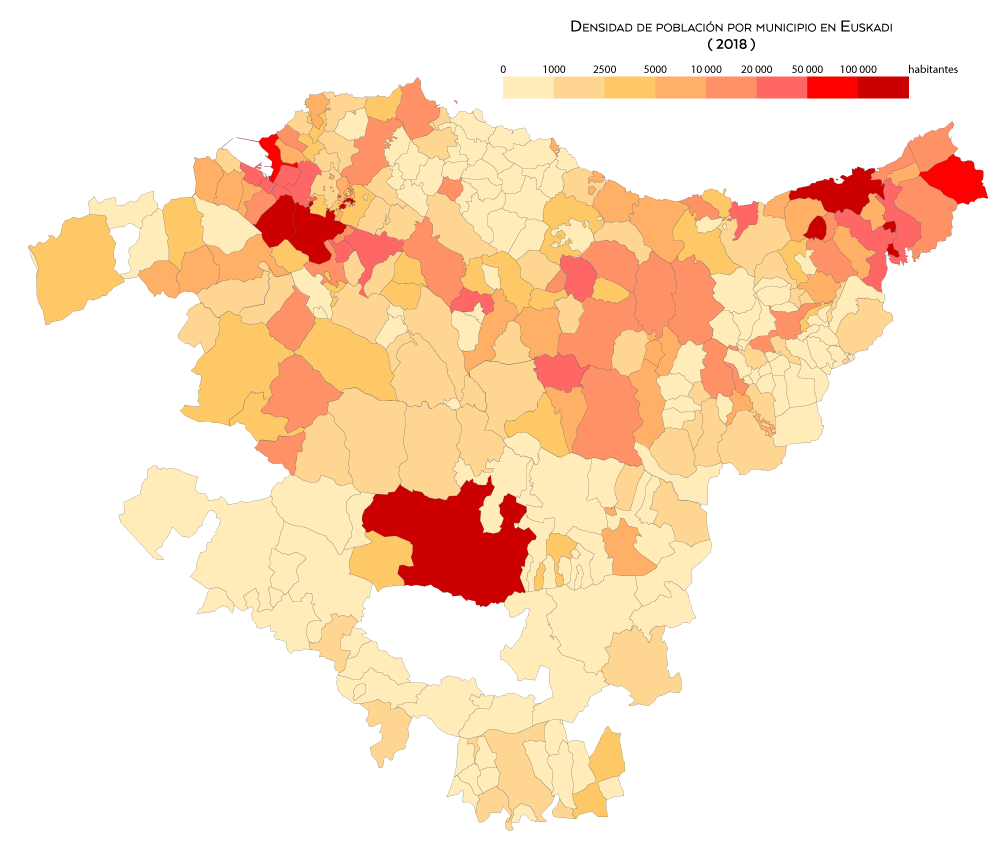
Población por municipio (2018)
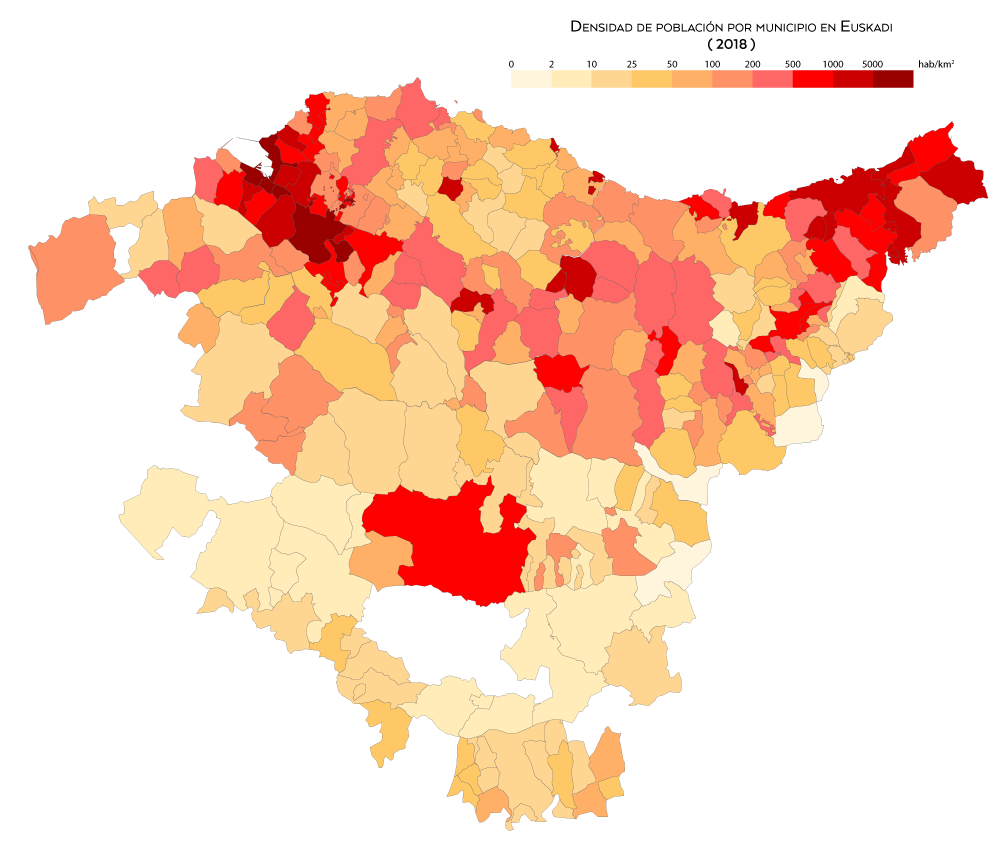
Densidad de población por municipio (2018)
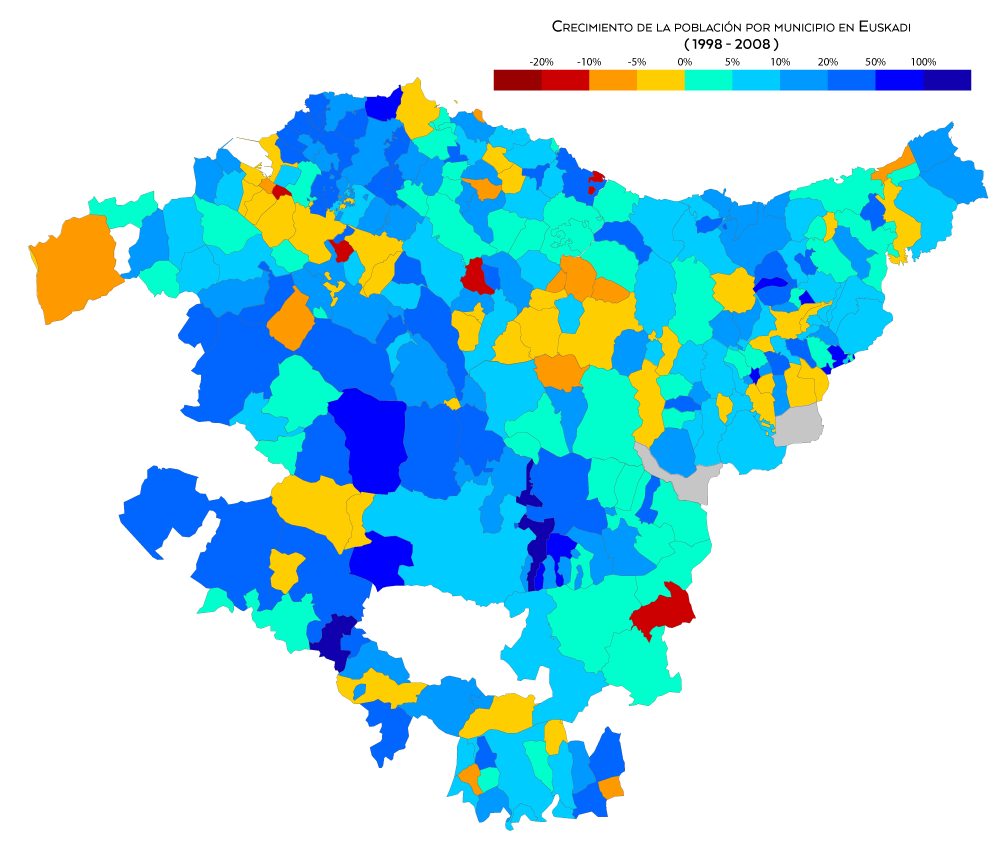
Crecimiento de la población por municipio (1998-2008)
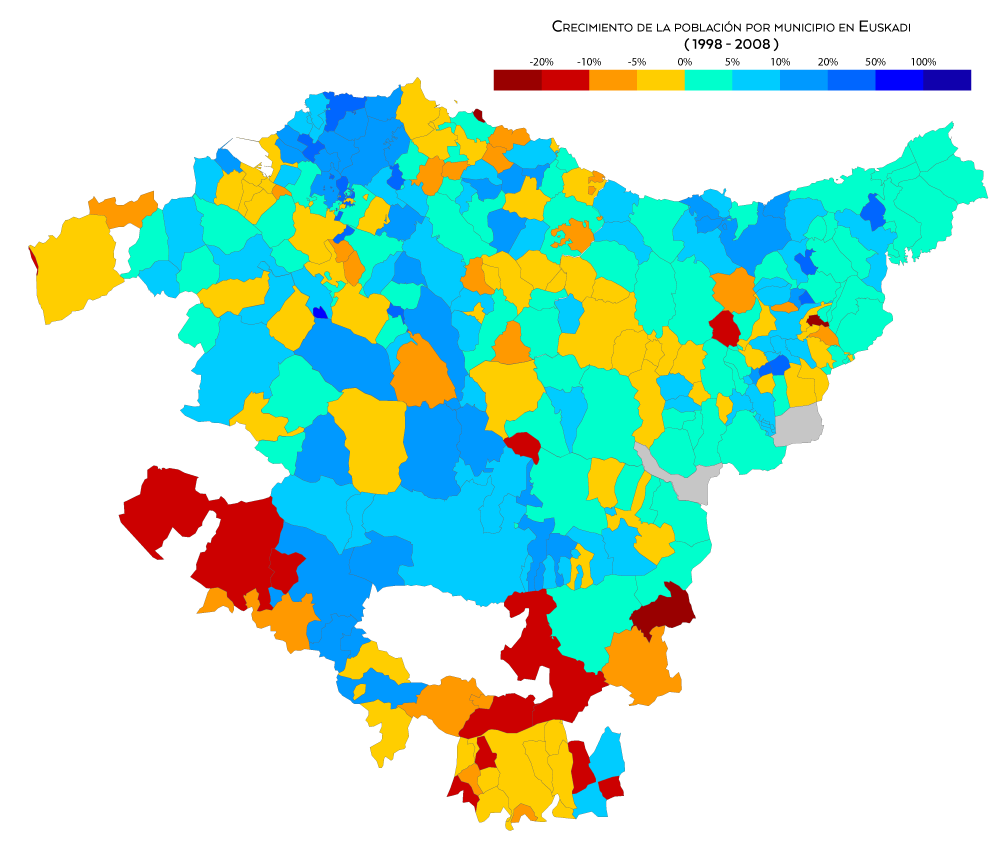
Crecimiento de la población por municipio (2008-2018)

## Economía

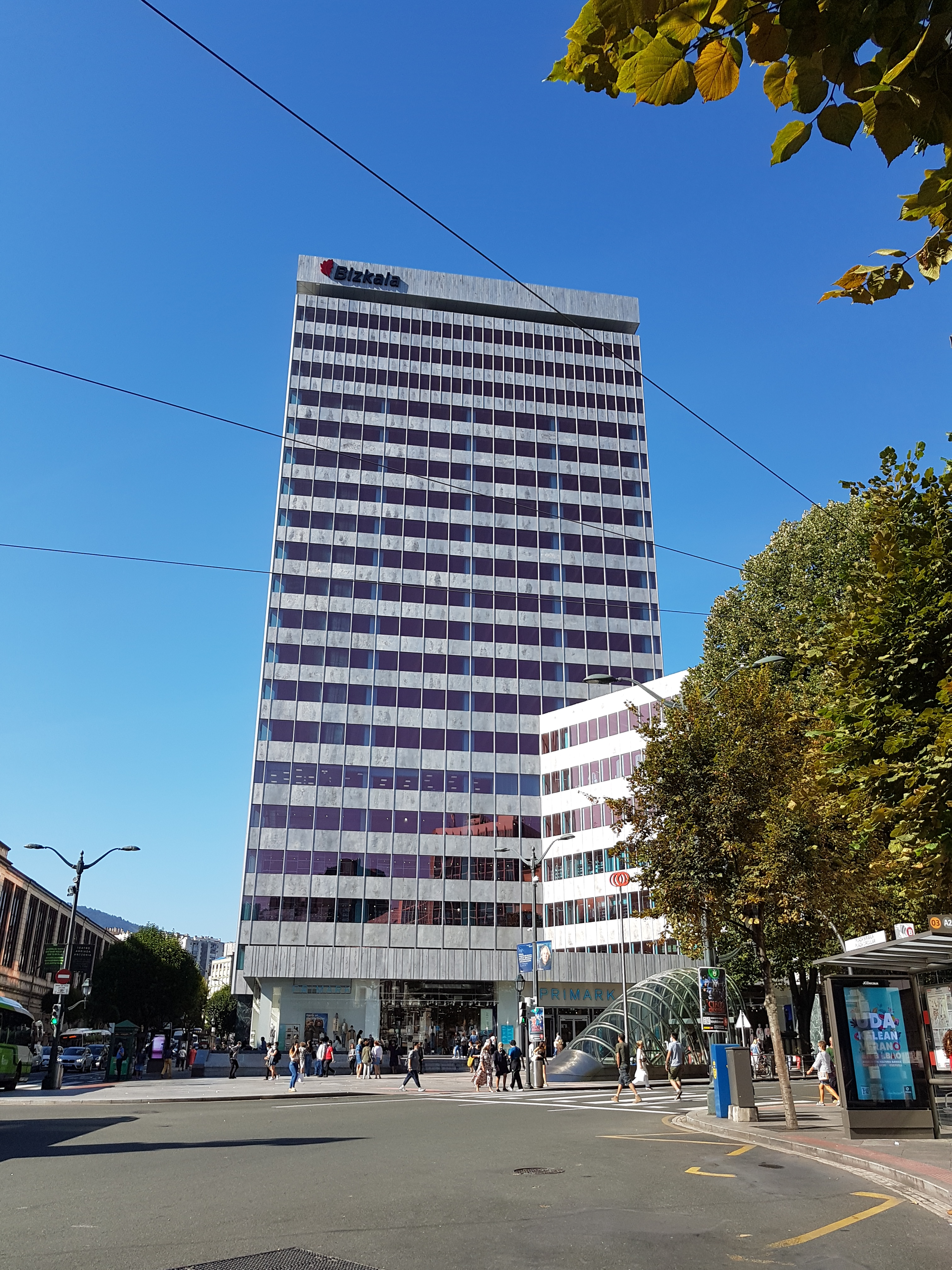
Torre Bizkaia, antigua sede del BBVA en Bilbao

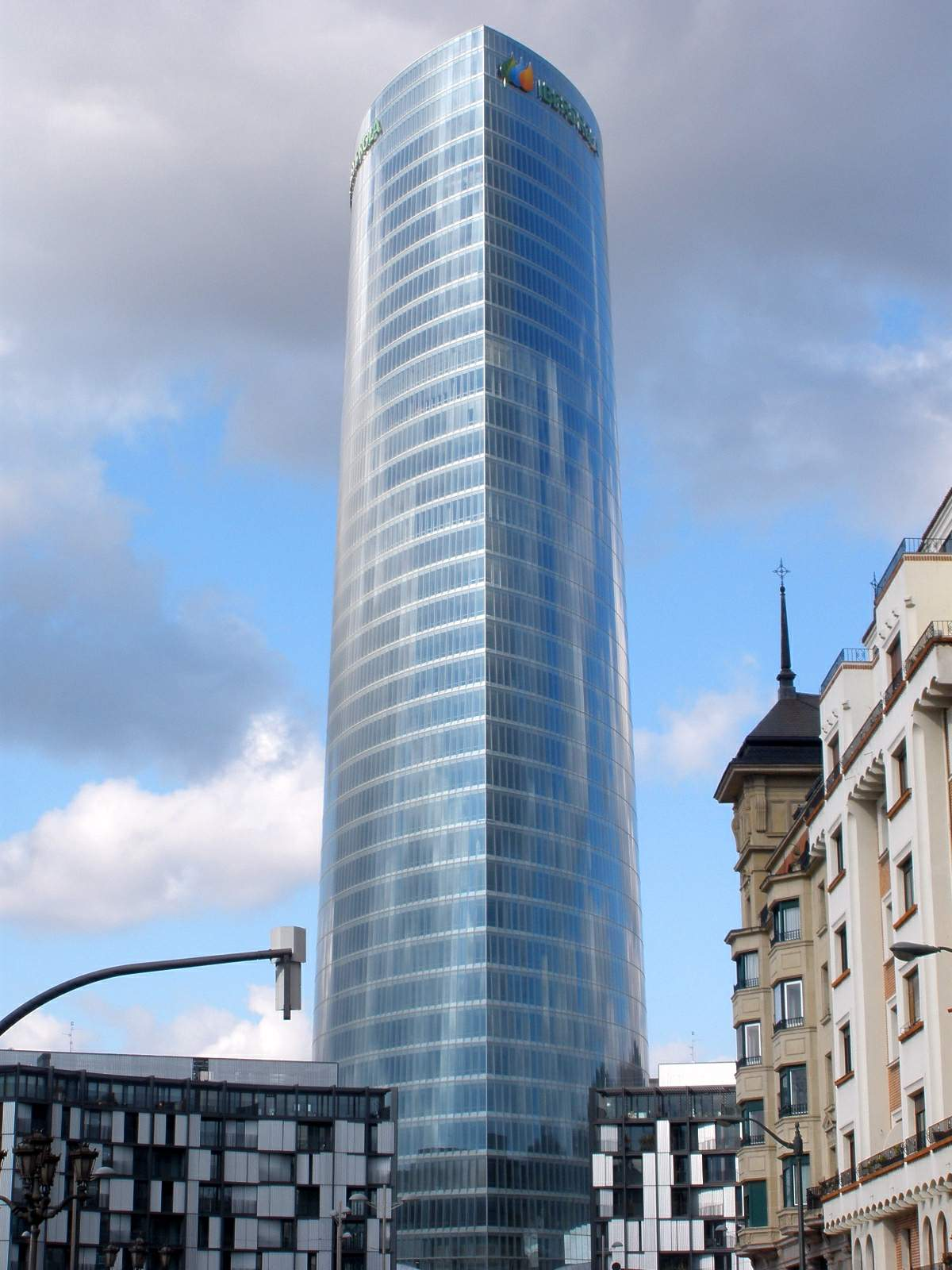
Torre Iberdrola en Bilbao

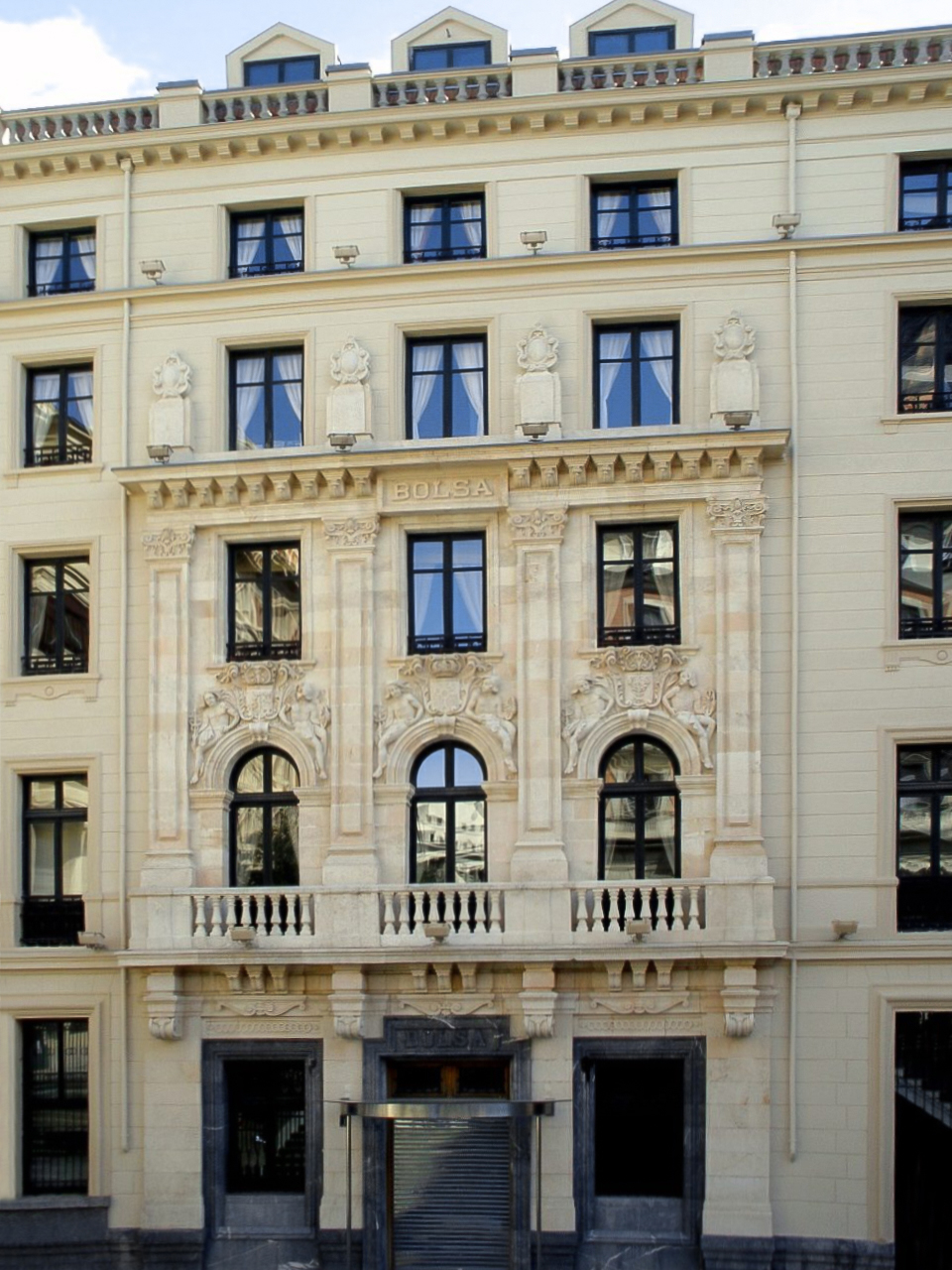
Edificio de la Bolsa de Bilbao

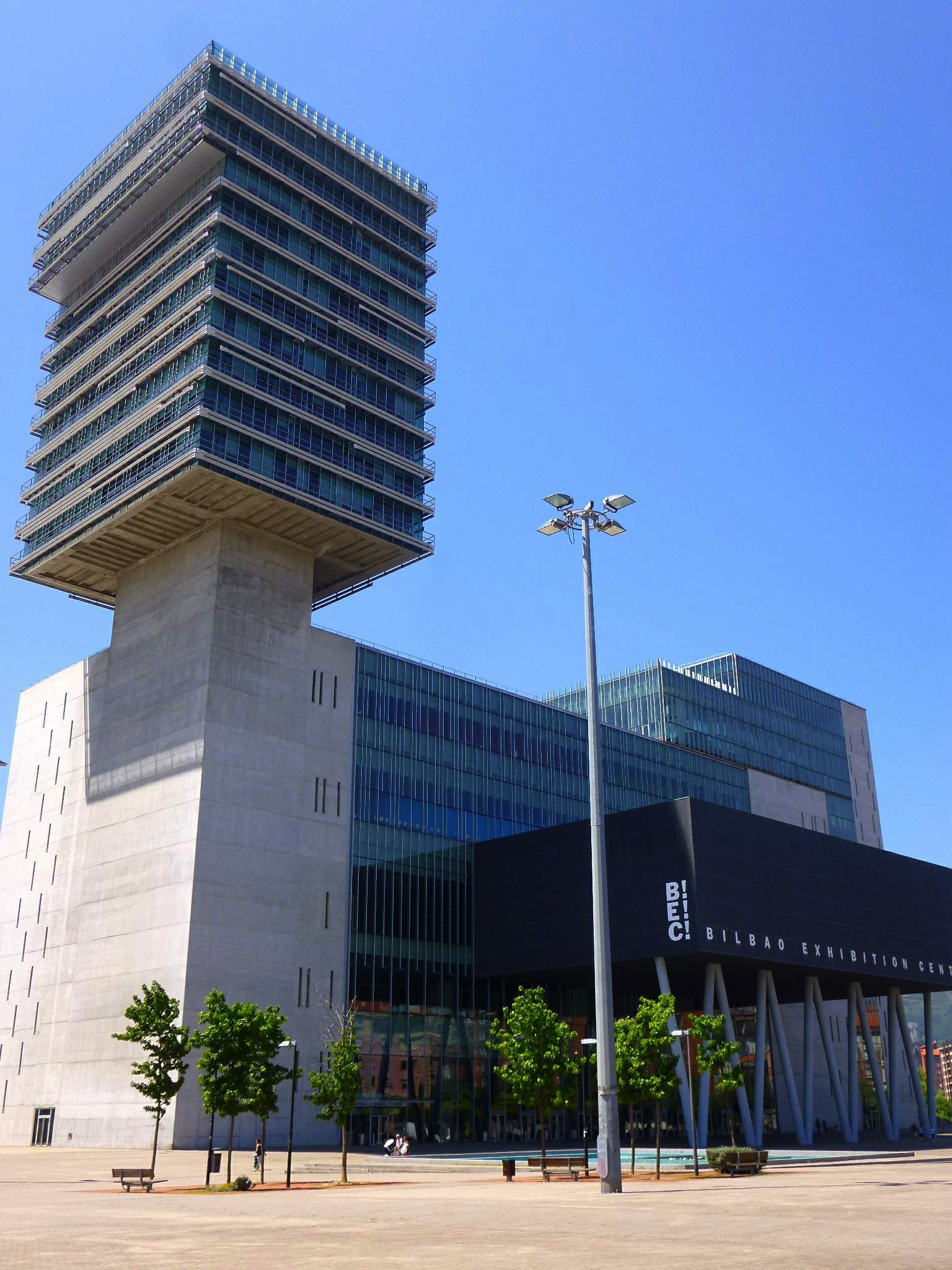
BEC en Baracaldo

El País Vasco es la primera comunidad autónoma con mayor porcentaje de gasto en actividades de I+D sobre el PIB, con un 1,88 %. La provincia con mayor porcentaje de gasto en I+D es Guipúzcoa, que en 2017 era del 2,38 % sobre el PIB, por encima de la media europea (del 2,06 % para ese mismo año).
El País Vasco concentra un gran volumen de industrias, es una de las regiones más ricas de Europa y ha pasado del 89,6 % en 1990, al 117,1 % de la media europea de PIB per cápita en el año 2002, a un 125,6 % en el 2005 y a 137,2 % en 2008 (industria y construcción suponen el 38,18 % del PIB), según datos del Eustat, crecimiento solo superado en la Unión Europea por Luxemburgo e Irlanda. A pesar de su extensión relativamente pequeña y una población del 4,9 % respecto a España, el País Vasco aporta el 6 % del PIB, el 10,45 % del PIB industrial y el 9,2 % de las exportaciones.
A mediados de los años ochenta, en plena crisis económica, se produjo la reconversión industrial y la desindustrialización, lo cual produjo un importante receso y, ya recuperada de esta situación desde hace años, es en la actualidad una de las regiones más desarrolladas de España, encontrándose solo por detrás de Madrid en renta per cápita, con 34 079 euros (INE, 2018). Según un estudio del Instituto Vasco de Estadística siguiendo metodología de la ONU la región alcanzó en 2004 uno de los Índice de desarrollo humano más altos del mundo. El País Vasco tenía una tasa de paro del 3,5 %, que siguió manteniendo hasta octubre de 2008 pese a la desaceleración de la economía. La tasa de paro según la Encuesta de Población Activa en el cuarto trimestre de 2022 era del 8,70 %.
El País Vasco necesita importar energía en cantidad de 8298 gigavatios hora, según los informes del Sistema Eléctrico Español de Red Eléctrica Española (REE), siendo la tercera comunidad que más energía importa.

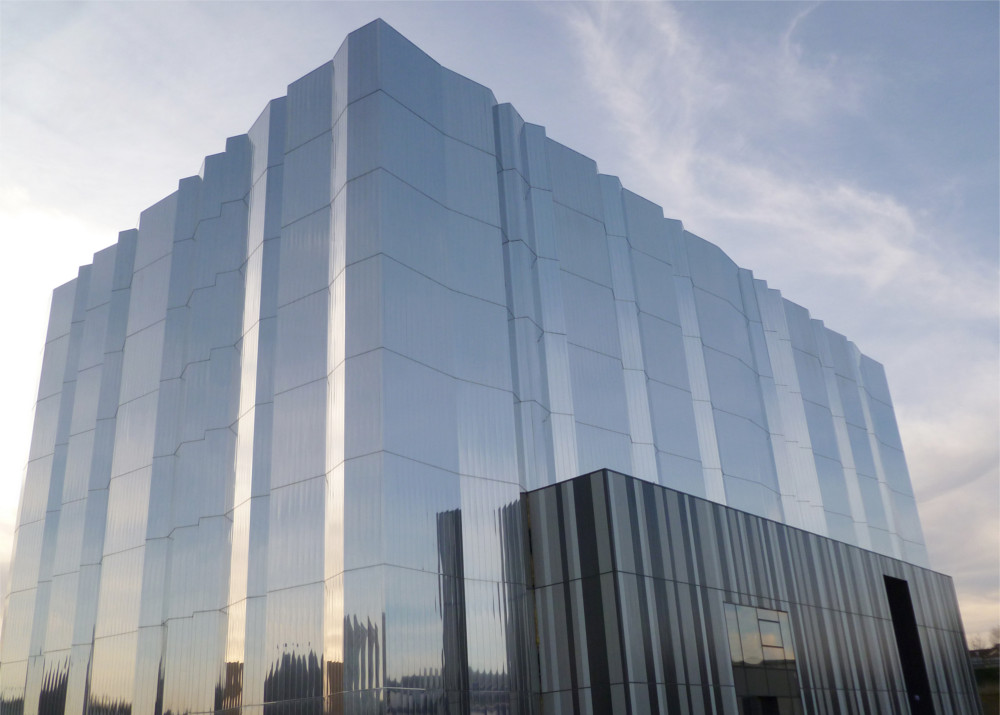
Laboratorio de Ultra Alta Tensión de Arteche

Respecto al impacto del terrorismo de ETA en la economía de esta comunidad autónoma, en el libro Economía de la secesión. El proyecto nacionalista y el País Vasco, dirigido por Mikel Buesa y publicado en el 2004, se defiende la hipótesis de que «el País Vasco obtiene actualmente un producto bruto del orden de un 8 por 100 más reducido que el efectivamente registrado; y lo hace porque el tamaño de su economía es un 25 por 100 más pequeño, en cuanto al PIB, que lo que podría haber alcanzado si la violencia no se hubiese enquistado en la sociedad vasca» (p. 13). En el mismo libro se afirma que «no es posible, a la luz de esta investigación, sacar conclusiones razonables sobre los efectos de la actividad terrorista sobre la inversión realizada por las empresas multinacionales en el País Vasco» (p. 171) y que el País Vasco «recibió un 40 por 100 menos (de inversión directa extranjera) de lo que le hubiese podido corresponder teniendo en cuenta el tamaño de su economía. Obviamente, el enorme peso relativo de Madrid sitúa por debajo de la unidad a la mayoría de las CC. AA.» (p. 177).
En 2021, el 20 % de la población está en riesgo de pobreza en el País Vasco, el 17,8 % está en situación de pobreza relativa, el 6,1 % vive en pobreza grave y hay casi 3000 personas sin hogar.

### Índice de desarrollo humano

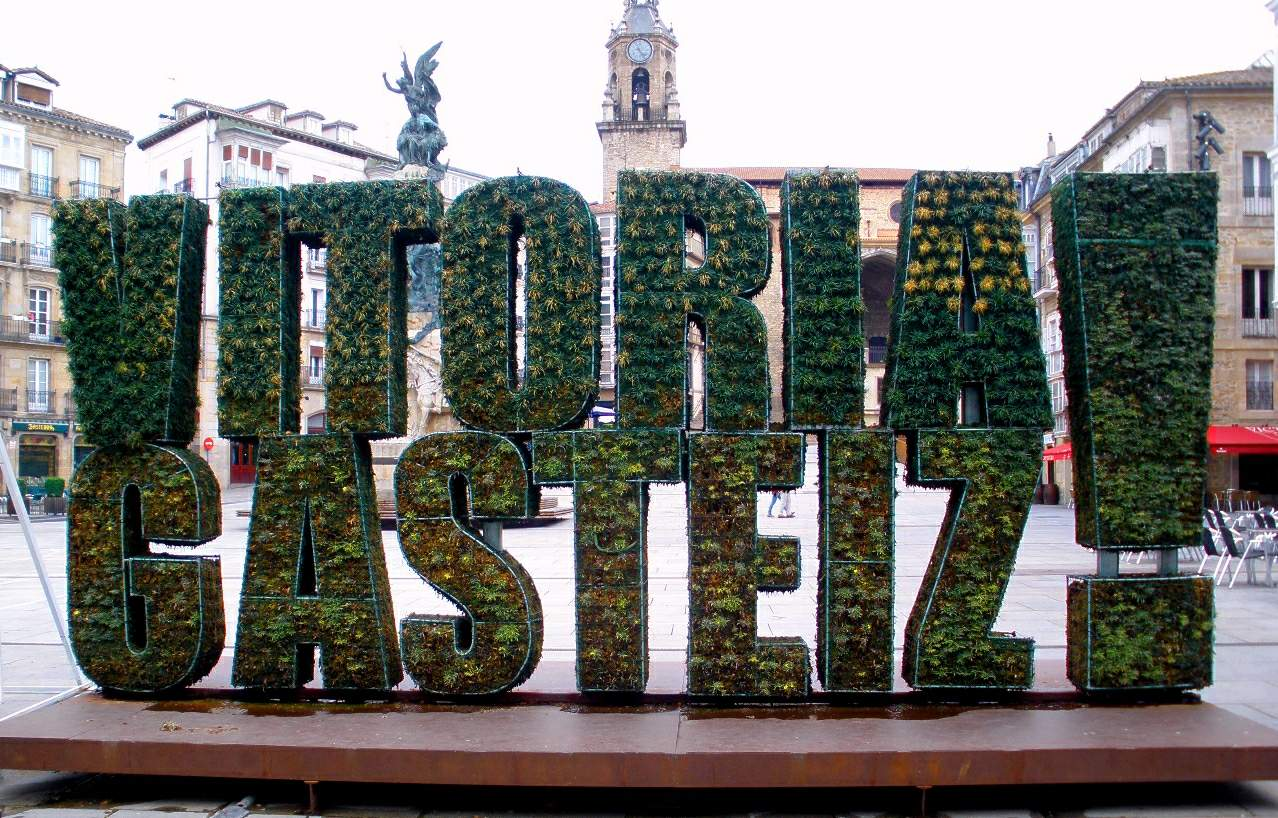
Símbolo vegetal de la European Green Capital 2012-2013, en la plaza de la Virgen Blanca de Vitoria

El Instituto Vasco de Estadística calculó el índice de desarrollo humano para el País Vasco siguiendo la metodología de la ONU, obteniendo 0,964.
Si se comparasen al País Vasco y a sus provincias con los países del mundo (no con otras entidades subestatales) Álava obtendría 0,975, con lo que se colocaría como la primera del mundo. Guipúzcoa, con 0,967 puntos, sería la tercera, y Vizcaya, con 0,958 puntos, la séptima. El conjunto de las tres provincias ocuparía el tercer lugar por detrás de Islandia y Noruega.

Exportaciones de la Comunidad Autónoma Vasca en 2020

### Sindicatos
| Nombre                                       | Características      |
| -------------------------------------------- | -------------------- |
| Euskal Langileen Alkartasuna (ELA)           | Nacionalista vasco   |
| Comisiones Obreras de Euskadi (CCOO)         | Socialista           |
| Langile Abertzaleen Batzordeak (LAB)         | Izquierda abertzale  |
| Unión General de Trabajadores (UGT)          | Socialdemócrata      |
| Ezker Sindikalaren Konbergentzia (ESK)       | Izquierda            |
| Euskal Herriko Nekazarien Elkartasuna (EHNE) | Profesional agrario  |
| Ertzainen Nazional Elkartasuna (ERNE)        | Profesional policial |

### Patronal
La representación institucional de los empresarios vascos la ostenta la Confederación Empresarial Vasca (CONFEBASK) integrada por Adegi (Asociación de Empresarios de Guipúzcoa), Cebek (Confederación Empresarial de Vizcaya) y SEA Empresarios Alaveses.

### Turismo
Entre las personas que la visitan anualmente, el 71 % provienen del resto de España siendo las siguientes comunidades autónomas las que más visitas representan: Comunidad de Madrid (14,2 %), Cataluña (11,1 %). Las entradas internacionales representan el 29 % restante, siendo Francia (7,2 %) el país que más visita el País Vasco. Por otra parte, el 62 % de las personas que se acercan a Euskadi visitan una de las tres capitales, el 27 % visita el interior y el 11 % la costa vasca. La estancia media de los visitantes es de 1,88 días, siendo Guipúzcoa la provincia que mayor tiempo de estancia registra, con un 2,01 días de media.
El País Vasco es recorrido por el conocido como Camino de Santiago Vasco del Interior.

## Infraestructuras y servicios

### Seguridad ciudadana

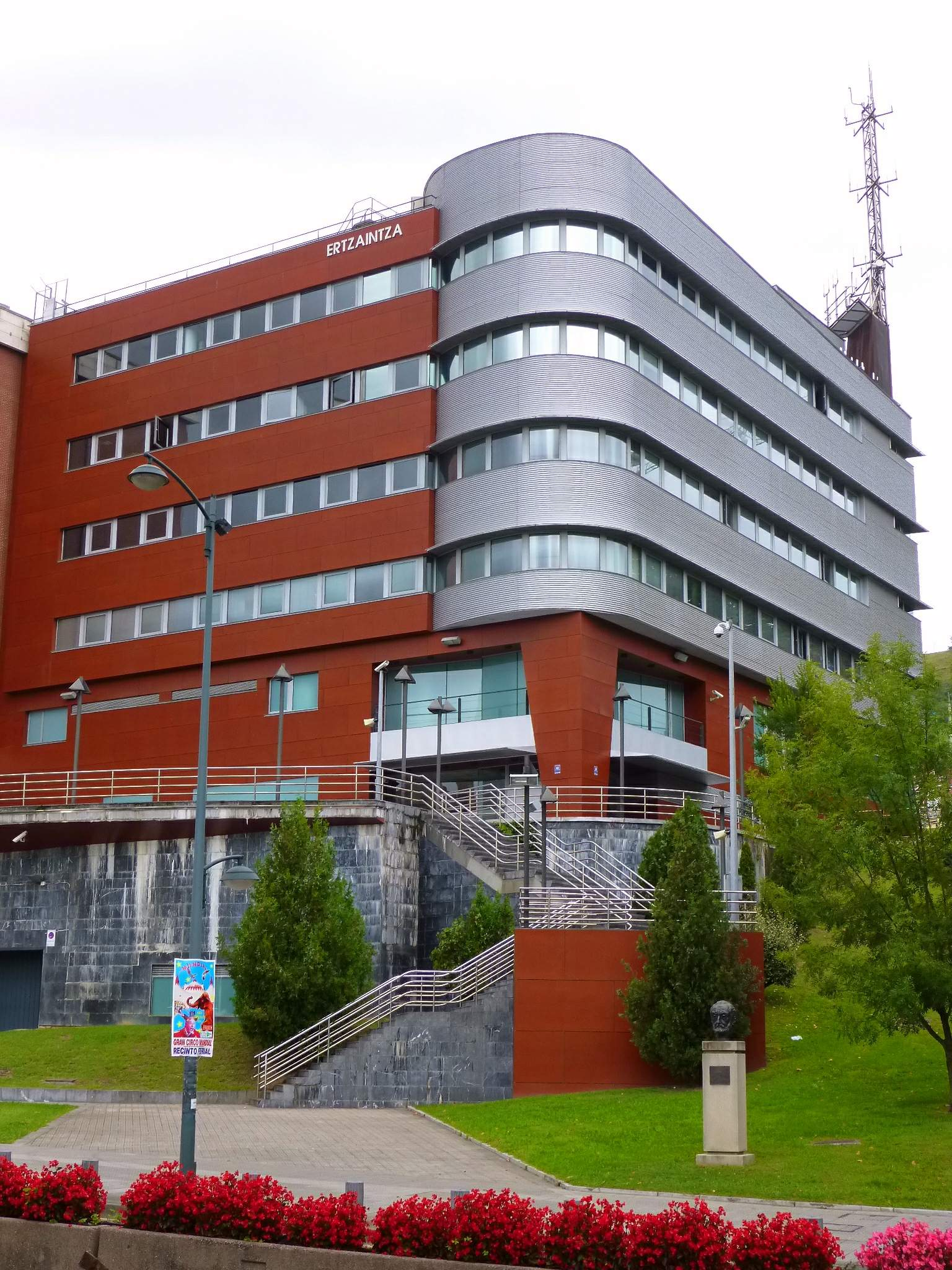
Comisaría de la Ertzaintza, Bilbao

El País Vasco dispone de una policía propia, la Ertzaintza, desplegada en todo el territorio. Actualmente tiene transferidas todas las competencias de seguridad ciudadana, orden público y tráfico, compartiendo la lucha antiterrorista con las Fuerzas de Seguridad del Estado.
En la Comunidad siguen estando presentes los dos cuerpos policiales del Estado (Cuerpo Nacional de Policía y Guardia Civil) en labores antiterroristas y servicios policiales de carácter extracomunitario y supracomunitario.
La Guardia Civil tienen encomendados como Resguardo Fiscal cometidos de prevención y persecución del contrabando (tráfico ilícito de mercancías) y resto de infracciones de carácter fiscal, gestión sobre armas y explosivos, la vigilancia de puertos, aeropuertos, costas y fronteras, siendo el cuerpo policial que ostenta las competencias de seguridad ciudadana en el mar territorial.
El Cuerpo Nacional de Policía tiene encomendado la expedición del Documento Nacional de Identidad y de los pasaportes, el control de entrada y salida del territorio nacional español y las previstas en la legislación sobre extranjería, refugio y asilo, extradición, expulsión, emigración e inmigración.
La presencia del Cuerpo Nacional de Policía en el País Vasco se reduce a 4 comisarías, de las cuales dos se encuentran en Guipúzcoa (San Sebastián e Irún), una en Vizcaya (Bilbao) y otra en Álava (Vitoria) y a 1 cuartel que se encuentra en Basauri (Vizcaya), mientras que la Guardia Civil dispone de más de una veintena de cuarteles repartidos por toda la geografía vasca con una comandancia en cada capital.

### Sanidad

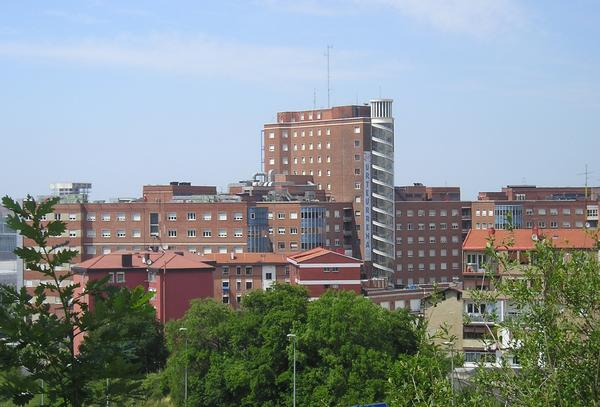
El Hospital de Cruces (Baracaldo) es el más grande del País Vasco

El sistema sanitario en el País Vasco depende fundamentalmente del servicio público sanitario gestionado por el Gobierno vasco llamado Osakidetza - Servicio Vasco de Salud que es universal y gratuito.
Los Hospitales Generales más importantes son:
Álava
- Hospital Santiago Apóstol - Vitoria (Parte del Hospital Universitario de Álava)
- Hospital de Txagorritxu - Vitoria (Parte del Hospital Universitario de Álava)
- Hospital de Leza - Laguardia

Guipúzcoa
- Hospital Universitario Donostia - San Sebastián
- Policlínica Gipuzkoa - San Sebastián
- Hospital de Mendaro - Mendaro
- Hospital de Bidasoa - Fuenterrabía
- Hospital de Zumárraga - Zumárraga
- Hospital Alto Deba - Mondragón

Vizcaya
- Hospital de Basurto - Bilbao
- Hospital de Santa Marina - Bilbao
- Hospital de Cruces - Baracaldo
- Hospital de San Eloy - Baracaldo
- Hospital de Galdácano-Usansolo - Galdácano
- Hospital de Urduliz-Alfredo Espinosa - Urdúliz
- Hospital de Guernica - Guernica y Luno
- Hospital Górliz - Górliz

El País Vasco tiene la esperanza de vida femenina más alta de Europa y una de las más altas de la OCDE, con una de las poblaciones más envejecidas. Además, la natalidad en la comunidad es una de las más bajas de la Unión Europea.

### Educación

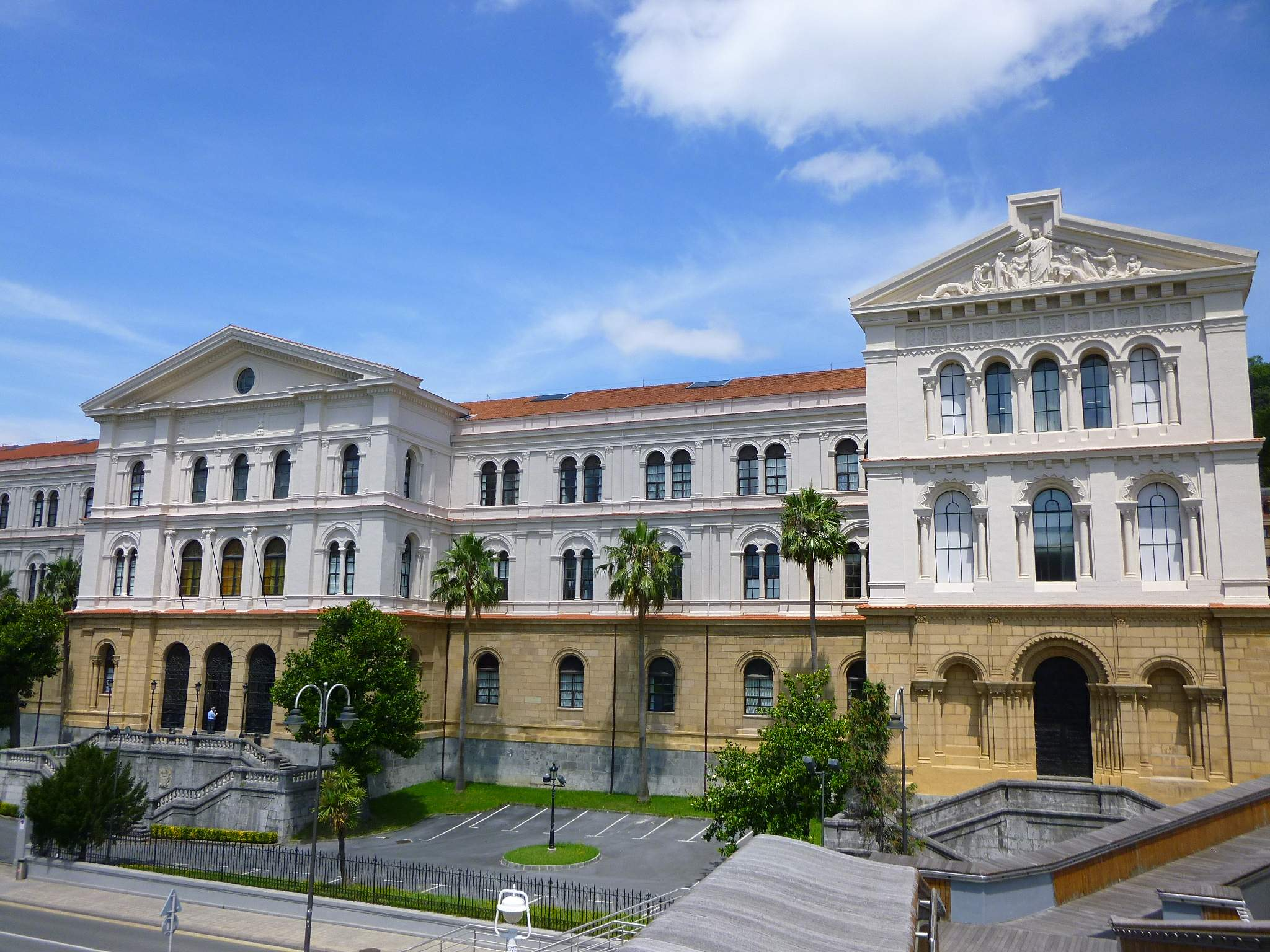
Universidad de Deusto en Bilbao

El sistema educativo vasco se organiza según la Educación en España, pero según modelos lingüísticos en euskera o castellano:
- Modelo A: lengua vehicular: castellano, se imparte la asignatura de euskera.
- Modelo B: una parte de las asignaturas en euskera y la otra parte en castellano.
- Modelo D: lengua vehicular: euskera, se imparte la asignatura de lengua castellana.
- Modelo X: lengua vehicular: castellano (sin asignatura de euskera); lengua vehicular: distinta al castellano y al euskera (colegios con idioma extranjero como lengua vehicular).

| Ciclo                 | Modelo A y X | Modelo B | Modelo D |
| --------------------- | ------------ | -------- | -------- |
| Educación infantil    | 3,4 %        | 16,5 %   | 80,1 %   |
| Educación primaria    | 4,6 %        | 20,5 %   | 74,9 %   |
| ESO                   | 7,9 %        | 23,5 %   | 68,6 %   |
| Bachiller             | 30,8 %       | 5,1 %    | 64,1 %   |
| Formación profesional | 60,0 %       | 17,4 %   | 22,6 %   |

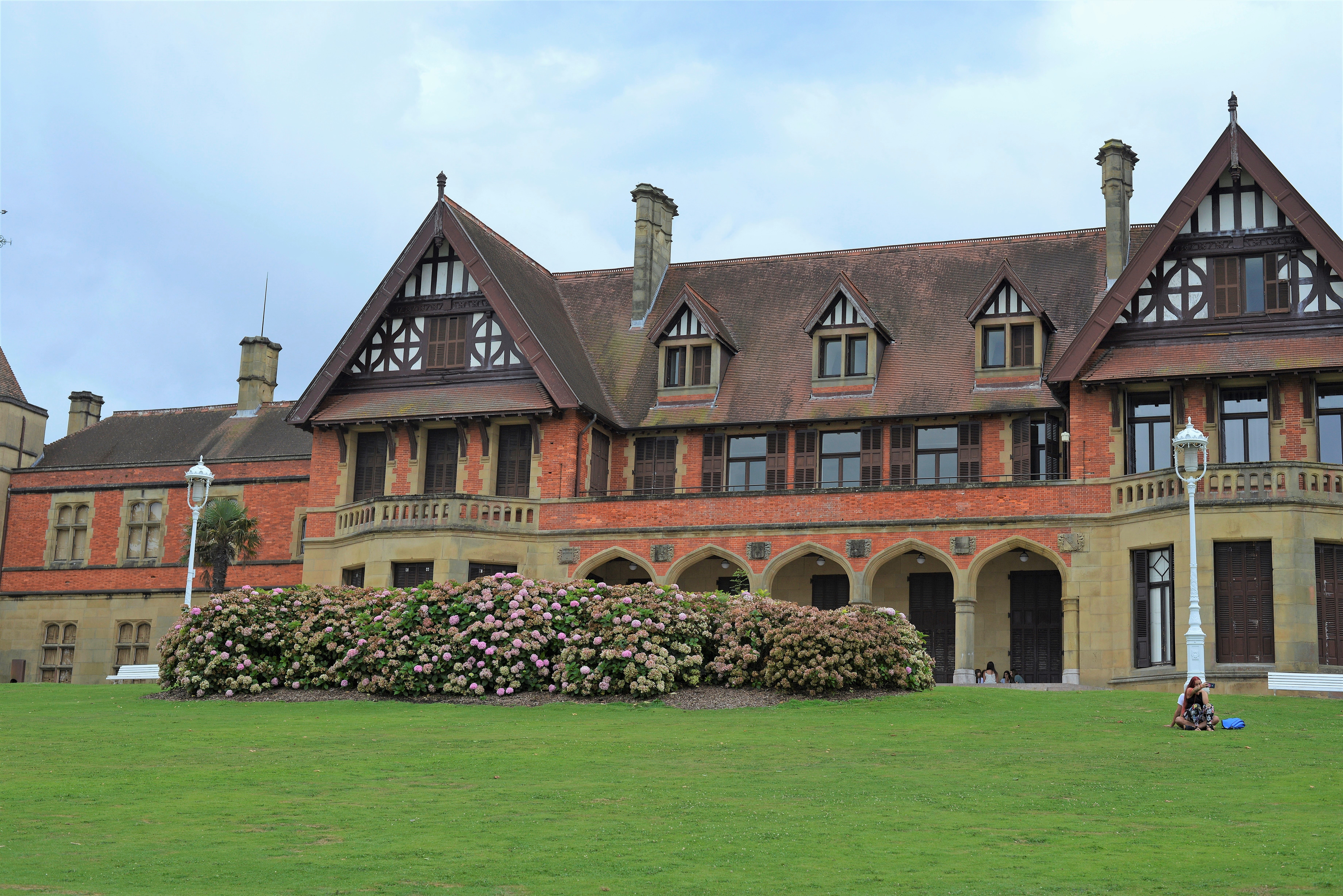
Palacio de Miramar (San Sebastián), sede de los cursos de verano de la Universidad del País Vasco

Se puede observar cómo el uso del modelo A (todo en castellano menos la asignatura de euskera) en los estudios va aumentando y la utilización del modelo D (todo en euskera menos la asignatura de castellano) se va contrayendo a medida que se avanza en la educación.
En el curso 2011-12 el modelo A vuelve a bajar en cada curso académico, mientras que en el modelo D ocurre lo contrario. El modelo B, varía en función del ciclo.
El sistema educativo vasco se caracteriza por tener más alumnos en la educación privada concertada (51 %) que en el sistema público dependiente del Gobierno vasco, siendo la comunidad autónoma española que más dinero público invierte en educación privada concertada.
El sistema universitario se completa con tres universidades:
- Universidad del País Vasco
- Universidad de Deusto
- Universidad de Mondragón

### Energía

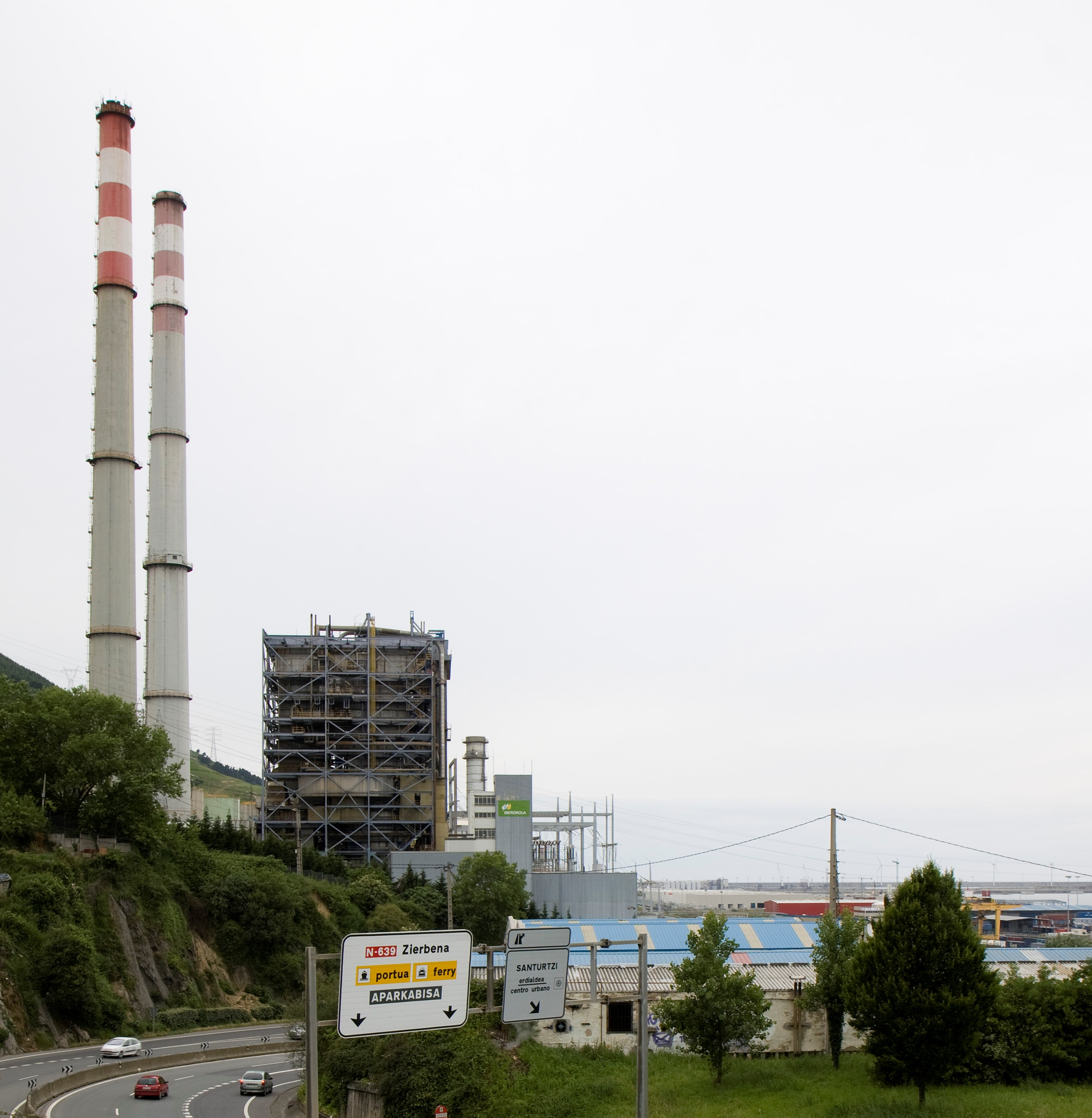
Central térmica de Santurce

La producción de energía en el País Vasco está basada en las dos centrales de ciclo combinado que operan en la comunidad:
| Nombre                                        | Potencia | Localidad  | Provincia | Propietario            |
| --------------------------------------------- | -------- | ---------- | --------- | ---------------------- |
| Bahía de Bizkaia Electricidad                 | 785 MW   | Ciérvana   | Vizcaya   | EVE (25 %) y BP (75 %) |
| Central térmica de Boroa                      | 775 MW   | Amorebieta | Vizcaya   | ESB Co y Osaka Gas     |
| Central térmica de Santurce (cerrada en 2011) | 400 MW   | Santurce   | Vizcaya   | Iberdrola              |
| Total                                         | 1560 MW  |            |           |                        |

### Transporte

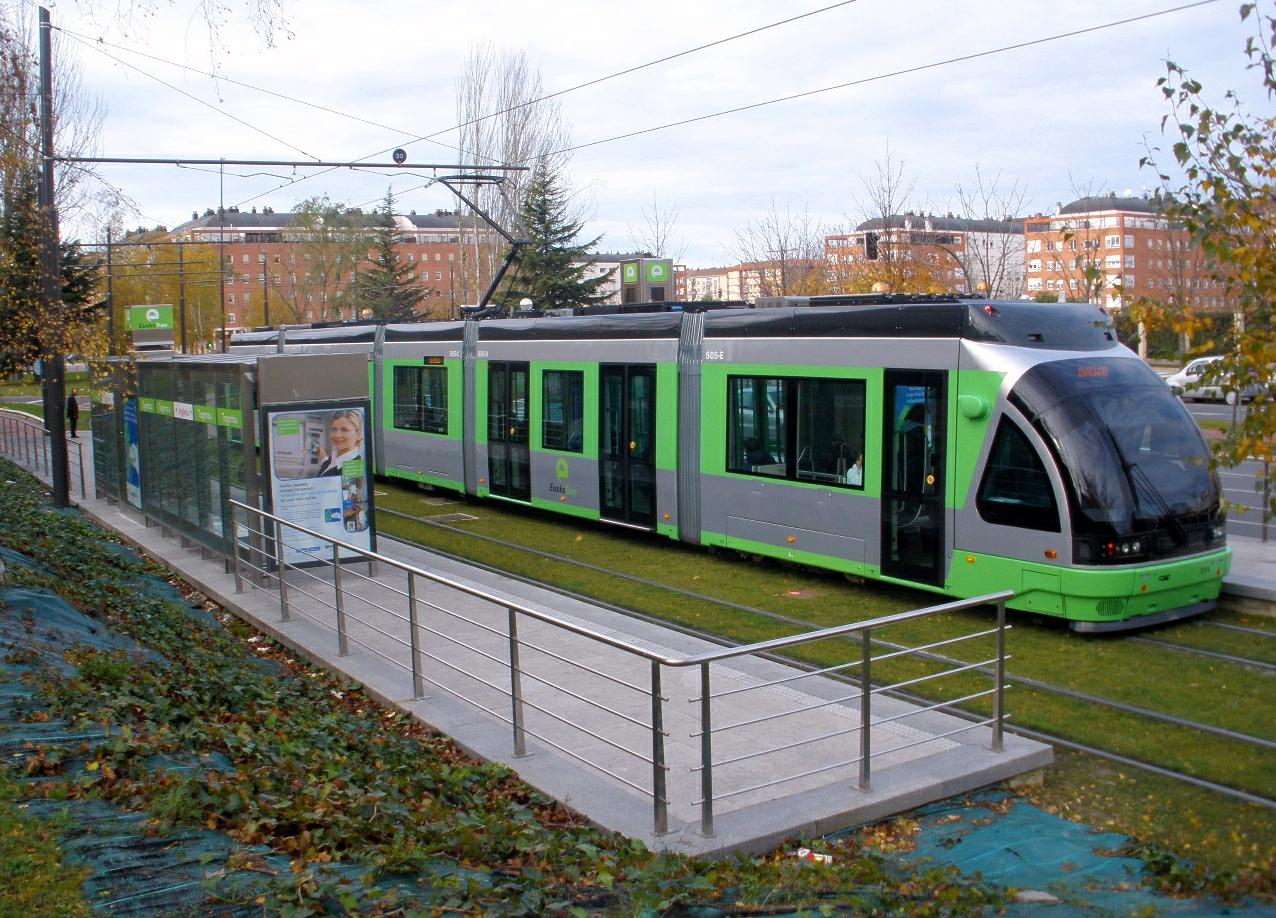
Euskotren Tranbia en Vitoria

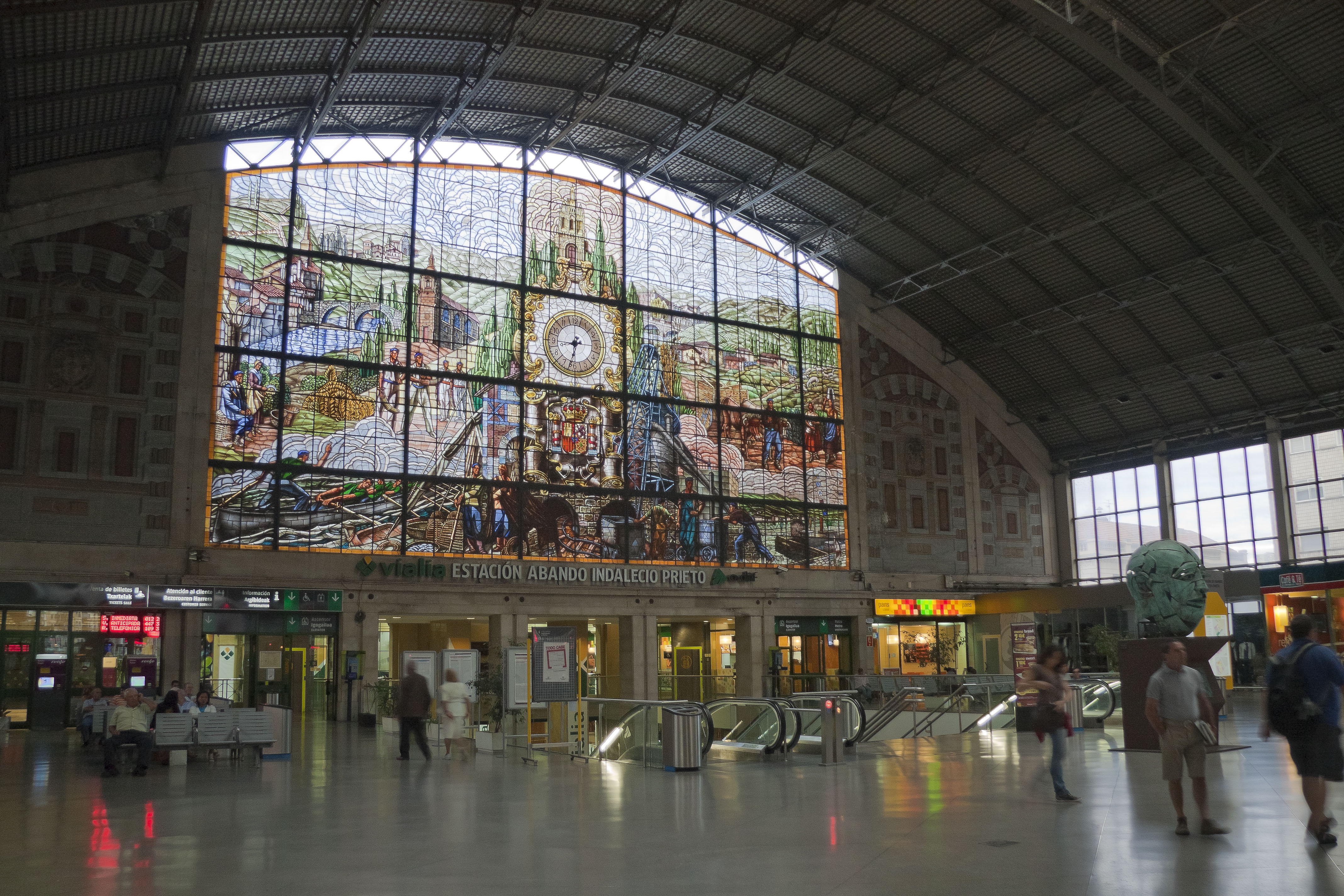
Estación de Abando-Indalecio Prieto

Dentro del sector del transporte marítimo destaca el puerto de Bilbao, con 37,2 millones de toneladas en 2006, siendo el Reino Unido, resto de España y China los principales lugares de origen o destino, contribuye con 419 millones de euros al PIB vasco y genera 9500 puestos de trabajo. Después está el Puerto de Pasajes en Guipúzcoa.
Los aeropuertos vascos de Bilbao, Vitoria y San Sebastián se sitúan en un escaso radio de 60 kilómetros y desplazaron en 2006 a 4,41 millones de viajeros. (en el año 2001 fueron 2,89 millones)
El transporte ferroviario de la CAV está compuesto por varias operadoras:
Tren y tranvía
- Renfe
  - Núcleos de Cercanías en Álava, Bilbao y San Sebastián
  - Servicios regionales de Bilbao a Carranza, Santander y León. (Renfe AM).
- Euskotren
  - Núcleos de cercanías en Bilbao y San Sebastián
  - Línea regional Bilbao - San Sebastián - Hendaya
  - Tranvía en Bilbao y Vitoria

Metro
- Metro de Bilbao: red compuesta por tres líneas que vertebran el Gran Bilbao. Una por cada margen de la ría con un tramo central bajo la ciudad y otra que parte desde Etxebarri L3-MetroBilbao y que está previsto conectarla con el Aeropuerto de Bilbao (Loiu) a través de la línea ferroviaria existente Bilbao-Lezama operada por Euskotren. Están en estudio o construcción otras 2 líneas.
- Topo: Red compuesta por una línea que transcurre por San Sebastián y municipios de los alrededores.

Además, se está construyendo una línea ferroviaria de alta velocidad que unirá a las tres capitales provinciales entre sí y con el resto de España, y que conectarán con la red europea. Se ha denominado Y vasca debido a la forma que adopta su recorrido.

## Gobierno y política

### Estatuto de autonomía
El Pueblo Vasco o Euskal Herria, como expresión de su nacionalidad, y para acceder a su autogobierno, se constituye en Comunidad Autónoma dentro del Estado español bajo la denominación de Euskadi o País Vasco, de acuerdo con la Constitución y con el presente Estatuto, que es su norma institucional básica.
Artículo 1 del Estatuto de Autonomía

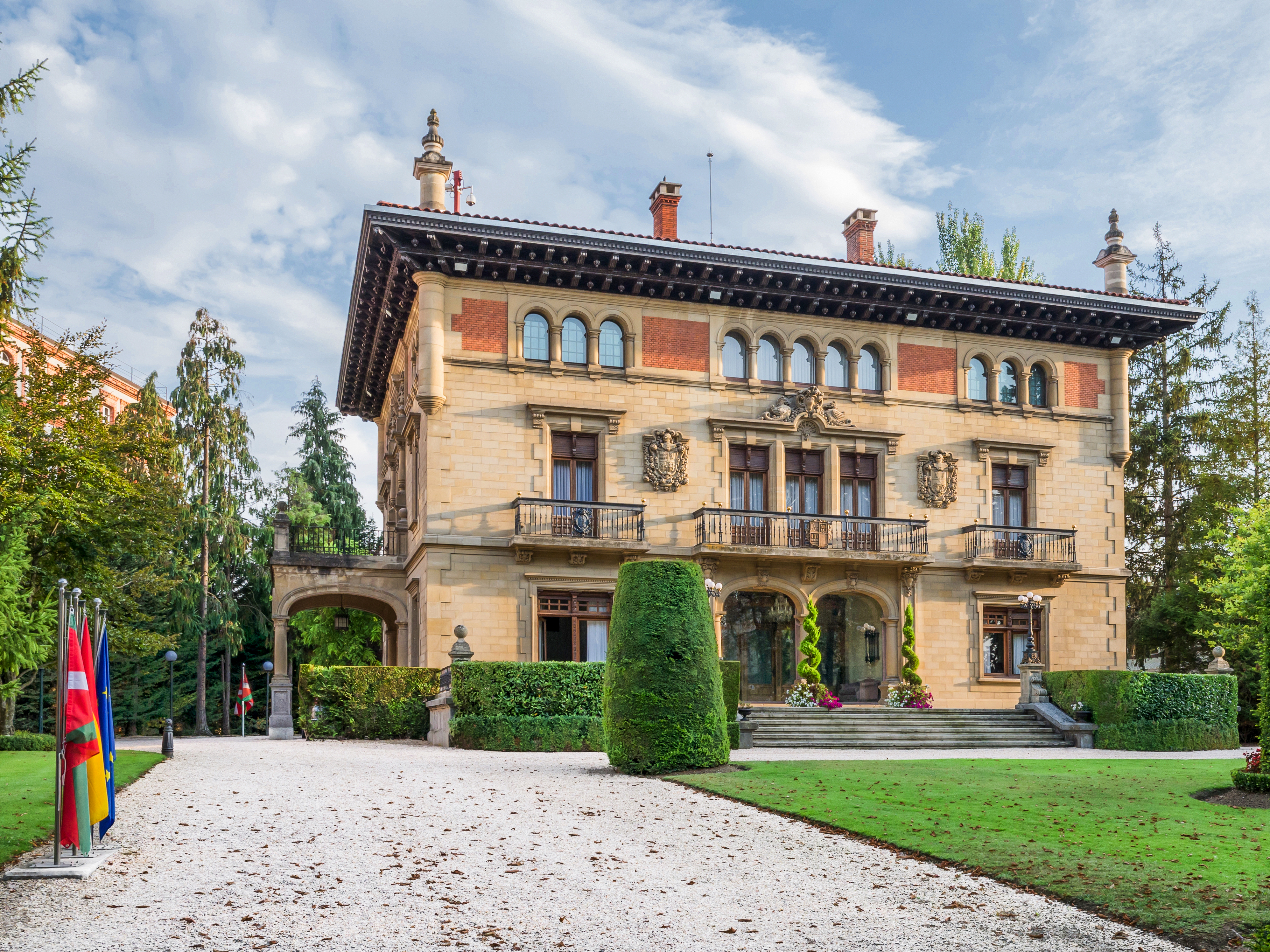
Palacio de Ajuria Enea en Vitoria, residencia del Lehendakari del Gobierno vasco

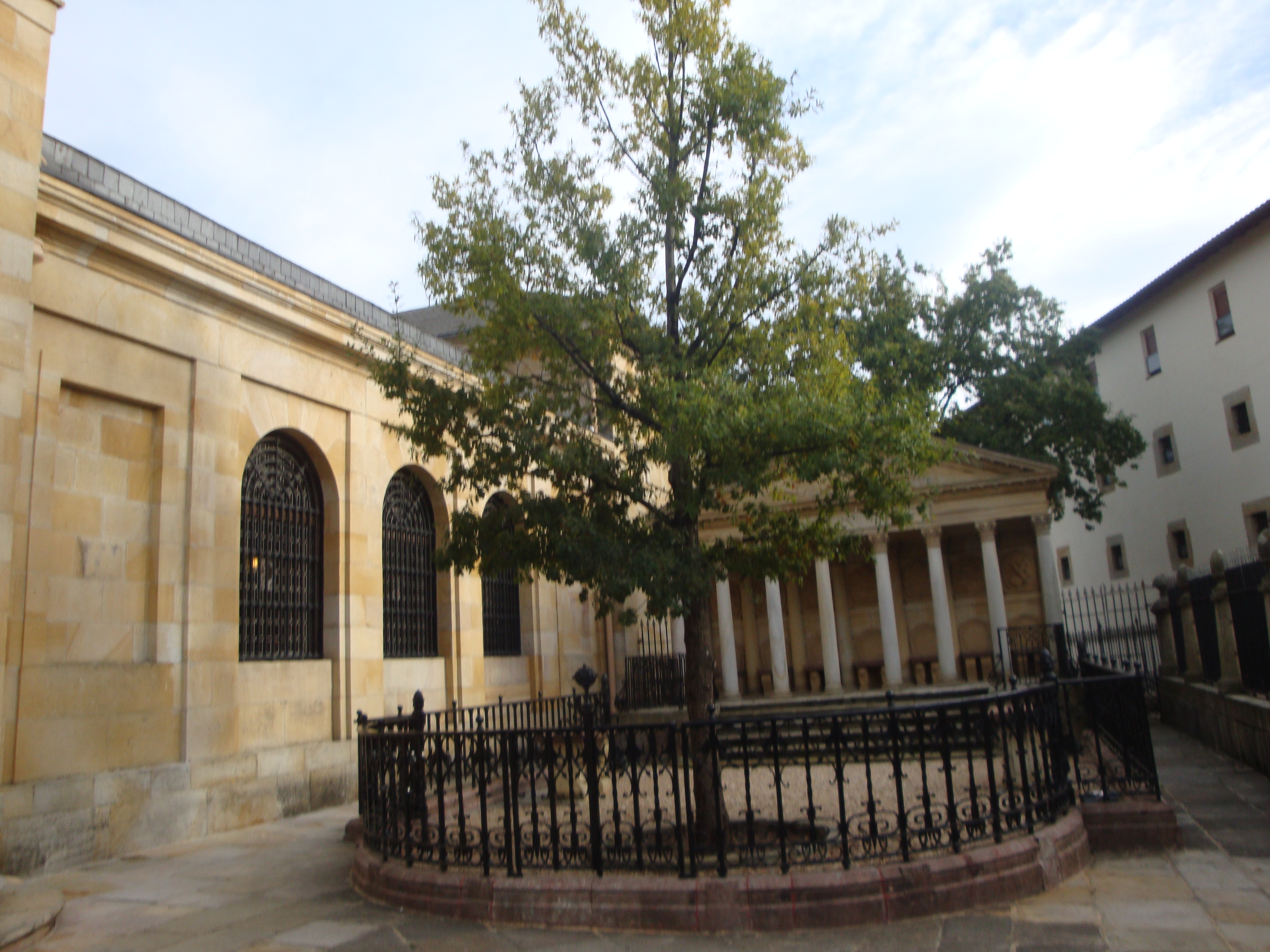
El Árbol de Guernica, símbolo de la autonomía vasca

El País Vasco accedió a su autonomía con la aprobación del Estatuto de Autonomía en 1979. Este Estatuto se distingue de la mayoría de los estatutos de las autonomías españolas no tanto en el número de las competencias transferidas o transferibles, sino en el hecho de que la autonomía vasca constituya una actualización del régimen foral de las tres provincias vascas en el marco de la Constitución Española (según la disposición adicional primera de esta). Así, el País Vasco, además de recibir las competencias sobre la educación, obtiene un procedimiento de financiación exclusiva basado en la actualización de los conciertos económicos de las Provincias Vascongadas establecidos en la abolición de los fueros de 1876 y que se conservaron en Álava, pero fueron derogados en Guipúzcoa y Vizcaya por el régimen franquista al finalizar la Guerra Civil. El Estatuto permite, además, una policía propia, la Ertzaintza, un cuerpo de policía integral y desplegado en todo el territorio. Al tratarse de una actualización de los regímenes forales, las diputaciones forales de cada una de las provincias que integran el País Vasco conservan unas atribuciones y competencias muy amplias con respecto al propio Gobierno vasco.
Los poderes del País Vasco se ejercen por la vía del Parlamento, el Gobierno y su presidente:
| País Vasco | |
| Institución | Descripción |
| Parlamento Vasco Presidente: Excma. Sra. Dña.Bakartxo Tejeria Otermin Sede: Antiguo Instituto Ramiro de Maeztu, Vitoria | Es el órgano que ejerce la potestad legislativa del País Vasco. Aprueba los presupuestos e impulsa y controla las acciones del Gobierno vasco. Está integrado por 75 diputados, y por disposición estatutaria, cada provincia constituye una circunscripción electoral y elige el mismo número de representantes (25). Los representantes son elegidos por la vía de la representación proporcional por un periodo de cuatro años. |
| Gobierno Vasco Consejo de Gobierno: Consejeros del Gobierno Sede: Lakua, Vitoria                                        | Es el órgano colegiado que ostenta las funciones ejecutivas y administrativas del País Vasco. Está integrado por el Lehendakari (presidente) y por sus consejeros reunidos en consejo. |
| Lehendakaritza Mandatario: Excmo. Sr. D. Íñigo Urkullu Rentería Sede: Vitoria                                           | Es el órgano supremo del Gobierno Vasco y el responsable de los asuntos del lehendakari. El gabinete presidencial está integrado por los altos cargos nombrados por el mandatario vasco. |
| Lehendakari Titular: Excmo. Sr. D. Íñigo Urkullu Rentería Residencia oficial: Ajuria Enea, Vitoria                      | Es el jefe de Gobierno. Elige y cesa a los miembros de su gobierno y dirige su acción. Ostenta, además, la más alta representación del País Vasco y la ordinaria del Estado español en el territorio. Es designado por el parlamento y nombrado por el rey de España. |
| Tribunal Superior de Justicia del País Vasco Presidente: Juan Luis Ibarra Robles Sede: Palacio de Justicia de Bilbao    | Es la más alta instancia judicial de la comunidad autónoma. El presidente del Tribunal Superior de Justicia tiene la consideración de Magistrado del Tribunal Supremo y es también presidente de la Comisión Arbitral, establecida para dirimir los conflictos de competencia que se susciten entre las instituciones de la comunidad autónoma y las de cada uno de sus Territorios Históricos.                                    |
| Ararteko Titular: Manuel Lezertua Rodríguez Sede: Bilbao, Vitoria y San Sebastián                                       | Es el Defensor del Pueblo vasco, nombrado por el Parlamento para un período de cinco años por una mayoría de tres quintas partes de la cámara. |
| Administración General del Estado Delegado del Gobierno: Jesús Loza Sede: Vitoria                                       | Representada por la Delegación del Gobierno y subdelegaciones provinciales. Representa la acción del Gobierno de España en el territorio. |

### Política

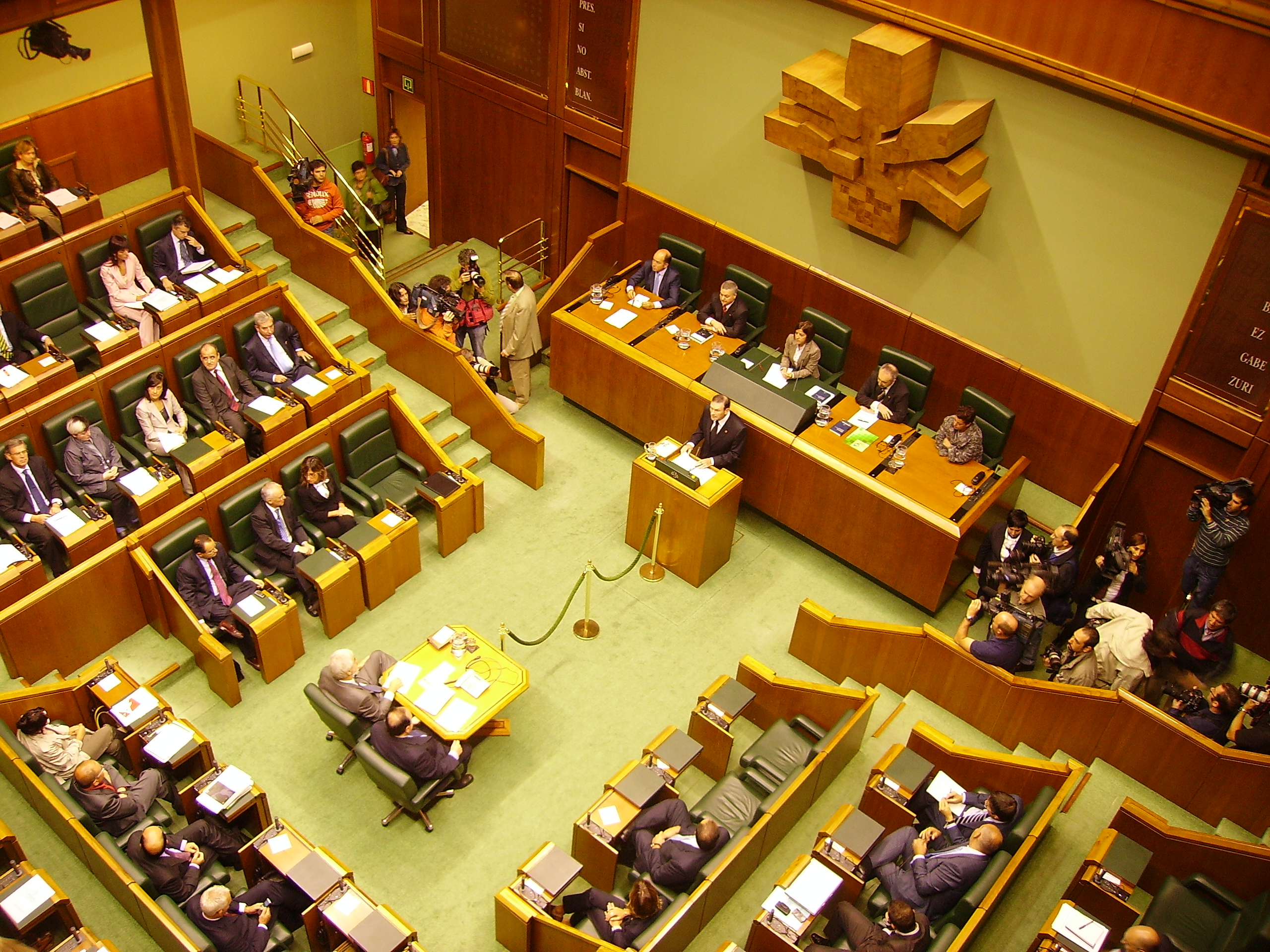
Parlamento Vasco, en Vitoria

La opción política mayoritaria desde la transición democrática es la del nacionalismo vasco, en sus diversas variantes desde las más moderadas hasta las más radicales y con sus diferentes concepciones para la configuración de la actual comunidad autónoma (independentista, federalista...). Dicha opción se disputa el mapa electoral con otras ideologías denominadas «españolistas» o «constitucionalistas», de mayor respaldo, aunque en descenso, en la provincia de Álava.
Todos los presidentes del Gobierno vasco (lehendakaris) desde 1980 pertenecieron al Partido Nacionalista Vasco, con la excepción de Patxi López (de 2009 a 2012), perteneciente al Partido Socialista de Euskadi-Euskadiko Ezkerra (PSE-EE), siendo el primer lehendakari ajeno al nacionalismo vasco. Tras las elecciones al parlamento vasco 2012, el PNV recuperó la lehendakaritza de la mano de Íñigo Urkullu.

#### Partidos políticos
El Parlamento Vasco viene celebrando sesiones desde 1980 habiéndose celebrado trece comicios, siendo los últimos los de 2024.
| Composición del Parlamento Vasco tras las elecciones autonómicas de 2024 |                                                               |                          |                   |         |            |         |                             |
| Partido                                                                  | Partido                                                       | Líder                    | Portavoz          | Votos   | Porcentaje | Escaños | Crecimiento · Decrecimiento |
|                                                                          | Partido Nacionalista Vasco (EAJ-PNV)                          | Imanol Pradales          | Joseba Egibar     | 372 456 | 34,82 %    | 27      | 4                           |
|                                                                          | Euskal Herria Bildu (EH Bildu)                                | Pello Otxandiano         | Nerea Kortajarena | 343 609 | 32,13 %    | 27      | 6                           |
|                                                                          | Partido Socialista de Euskadi-Euskadiko Ezkerra (PSE-EE/PSOE) | Idoia Mendia             | Eneko Andueza     | 150 752 | 14,09 %    | 12      | 2                           |
|                                                                          | Elkarrekin Podemos (EP)                                       | Miren Gorrotxategi       | Ídem              | 23 888  | 2,23 %     | 0       | 4                           |
|                                                                          | Partido Popular (PP)                                          | Javier de Andrés         | Carmelo Barrio    | 98 144  | 9,18 %     | 7       | 2                           |
|                                                                          | Vox                                                           | Amaia Martínez Grisaleña | Ídem              | 21 696  | 2,03 %     | 1       | 1                           |
|                                                                          | Sumar (Sumar)                                                 | Alba García              | «Ídem»            | 35 402  | 3,31 %     | 1       | 1                           |

### Organización territorial
El País Vasco comprende tres provincias, Álava, Guipúzcoa y Vizcaya, las cuales reciben la denominación de territorios históricos en el ordenamiento autonómico. Se divide, a su vez, en 252 municipios, 51 en Álava, 88 en Guipúzcoa y 113 en Vizcaya, que se agrupan en 20 comarcas. El territorio de Álava se divide en siete comarcas (cuadrillas, en castellano; en euskera eskualdeak). Las comarcas de Guipúzcoa y Vizcaya, sin embargo, no conforman divisiones administrativas. Por otro lado, según las Directrices de Ordenación del Territorio del Gobierno vasco existen 15 áreas funcionales en el País Vasco que constituyen la base de referencia para el desarrollo armónico y coordinado de la Comunidad y se fundamentan en criterios de interconexión e integración, de tal manera que los planes territoriales y sectoriales, así como el planeamiento municipal, no sean elaborados de forma independiente entre sí, sino que todos persigan objetivos coherentes.

Mapa comarcal

Mapa municipal

## Cultura

### Lenguas
En el País Vasco, se han hablado dos lenguas desde hace siglos, el español y el euskera o vascuence, siendo las dos originarias de la región, pues el primero surgió en una zona amplia que abarcaba también territorios del occidente de las actuales Álava y Vizcaya. El euskera, a diferencia del resto de lenguas españolas modernas, no procede del latín ni pertenece a la familia indoeuropea.
El español es la lengua mayoritaria en los hogares del País Vasco: en el año 2001, era la lengua hablada en el hogar por el 83,0 % de la población, mientras que el euskera era la lengua hablada por el 11,8 % y un 5,2 % usaba ambas lenguas por igual en el hogar. Estos porcentajes varían de una provincia a otra, siendo Guipúzcoa donde más se habla euskera y Álava donde menos.
Las poblaciones gasconas asentadas en Guipúzcoa trajeron consigo su lengua, el occitano gascón (ya desaparecido del País Vasco, aunque se conservaron algunas comunidades hasta el siglo XX).
El castellano hablado en la región presenta sendas diferencias con el castellano estándar, por lo que es considerado como un dialecto: el dialecto vasco-navarro.
| País Vasco |                                         | |                                                    |
| Provincias | Provincias                              | Comarcas | Municipios                                         |
|            | Álava Población 328 868 hab. (2018)     | Comarcas de Álava Vitoria, Ayala, Laguardia-Rioja Alavesa, Salvatierra, Zuya, Añana y Campezo-Montaña Alavesa.                   | Vitoria 249 868 hab. Municipios de Álava           |
|            | Guipúzcoa Población 720 592 hab. (2018) | Comarcas de Guipúzcoa Bajo Bidasoa, San Sebastián, Tolosaldea, Goyerri, Urola-Costa, Bajo Deva y Alto Deva.                      | San Sebastián 186 665 hab. Municipios de Guipúzcoa |
|            | Vizcaya Población 1 152 651 hab. (2019) | Comarcas de Vizcaya Gran Bilbao, Duranguesado, Lea-Artibai, Busturialdea - Urdaibai, Uribe, Las Encartaciones y Arratia-Nervión. | Bilbao 345 821 hab. Municipios de Vizcaya          |

| Provincia | Total     | Bilingües | %    | Bilingües pasivos | %    | Castellanohablantes | %    |
| --- | --------- | --------- | ---- | ----------------- | ---- | ------------------- | ---- |
| Álava | 289 526   | 72 248    | 25 % | 51 519            | 18 % | 165 759             | 57 % |
| Guipúzcoa | 647 273   | 345 164   | 53 % | 101 967           | 15 % | 200 142             | 31 % |
| Vizcaya | 1 079 458 | 338 228   | 31 % | 196 205           | 18 % | 545 025             | 50 % |
| - Bilingüe: Habla bien tanto el euskera como el castellano - Bilingüe pasivo: Entiende y habla con dificultad el euskera, mientras que domina el castellano - Castellanohablante: No entiende ni habla el euskera, solo el castellano |           |           |      |                   |      |                     |      |

| Provincia | Castellano | Euskera | Castellano y euskera |
| --------- | ---------- | ------- | -------------------- |
| Álava     | 94,1 %     | 2,2 %   | 3,7 %                |
| Guipúzcoa | 60,3 %     | 25,3 %  | 14,3 %               |
| Vizcaya   | 85,3 %     | 8,6 %   | 6,2 %                |

### Instituciones
Aparte de las universidades, en el País Vasco existen instituciones culturales que investigan sobre la realidad propia del país. La institución más importante es la Sociedad de Estudios Vascos, aunque es una institución que transciende los límites de la Comunidad. También la Real Sociedad Bascongada de Amigos del País y la Sociedad de Ciencias Aranzadi están dedicadas ambas a las investigaciones científicas tanto naturales como sociales en torno a asuntos vascos. El Instituto Vasco Etxepare se encarga de la promoción en el exterior de la lengua y la cultura vascas.

### Literatura
En el País Vasco existen dos líneas de composición literaria: en euskera y en castellano. Entre los autores en euskera destacan Resurrección María de Azkue, Bernardo Atxaga, Gabriel Aresti, Evaristo Bustinza, Manuel de Lekuona y Gotzon Garate, entre otros. Mientras que en castellano destacaron autores como Valentín de Foronda, Félix María de Samaniego, Ramiro de Maeztu, Manuel de Larramendi, Antonio Trueba, Pío Baroja, Blas de Otero, Ramiro Pinilla, Miguel de Unamuno y José María Mendiola Insausti.
En la rama del ensayo, destaca el filósofo e intelectual Fernando Savater, autor de varios libros de ética y de filosofía.
Entre los autores en vascuence más jóvenes destacan Kirmen Uribe, Harkaitz Cano, Unai Elorriaga, Karmele Jaio o Katixa Agirre. También cuenta con una nómina importante de autores en castellano, entre los que cabe mencionar a Álvaro Bermejo, Espido Freire o Toti Martínez de Lezea. Fernando Aramburu es el escritor vasco más leído de todos los tiempos.
- Pío Baroja
- Miguel de Unamuno
- Ramiro de Maeztu
- Fernando Savater
- Gabriel Aresti
- Bernardo Atxaga
- Fernando Aramburu

### Poesía
Existe una costumbre propiamente vasca para la composición poética popular que denomina versolari a quien la practica; pero en el campo literario han destacado poetas importantes como Gabriel Aresti, Lauaxeta, Blas de Otero y, más recientemente, autores como Kirmen Uribe o Joseba Sarrionandia.

### Arte
De entre los pintores vascos hay que destacar a Néstor Basterrechea, Agustín Ibarrola, Ignacio Zuloaga y Valentín de Zubiaurre. También en la escultura han destacado Eduardo Chillida y Jorge Oteiza.
En la arquitectura destacaron artistas como Ricardo Bastida, Manuel María Smith, Ignacio de Ibarreche, Juan de Iturburu, Justo Antonio de Olaguíbel, Alberto de Palacio y Secundino Zuazo. De entre la arquitectura popular cabe destacar la construcción típica del caserío.
- Escultura de Eduardo Chillida en Chillida-Leku
- Bosque de Oma, en Urdaibai de Agustín Ibarrola
- Escultura de Jorge Oteiza en San Sebastián
- Escultura de Néstor Basterrechea en Lejona

### Música
De entre los compositores clásicos hay que significar a Juan Crisóstomo de Arriaga, apodado el Mozart español, José María Usandizaga, José María Iparraguirre, Sebastián Iradier, Francisco Escudero, Carmelo Bernaola, Pablo Sorozábal, Luis de Pablo, Gabriel Erkoreka y Jesús Guridi.
Más recientemente han destacado cantantes como Luis Mariano, Benito Lertxundi, Mikel Laboa, Kepa Junkera, Imanol Larzabal, Xabier Lete, Fermín Muguruza, Ruper Ordorika, Amaia Montero, Mikel Erentxun, Maialen Lujambio y Álex Ubago y grupos como Pantxoa eta Peio, Mocedades, Oskorri, Ken Zazpi, Itoiz, La Oreja de Van Gogh, Fito y Fitipaldis, Kortatu, S.A., Kulto kultibo, Kaotiko, Gatillazo, Eskorbuto y En Tol Sarmiento.
En este contexto es bastante conocido el Festival de Jazz de San Sebastián, así como el Festival de Jazz de Vitoria. También destaca la Quincena Musical de San Sebastián y el festival Kobetasonic de Bilbao, y de dicha ciudad también, el BBK live.
En el campo de la lírica ha cobrado mucha fama el Orfeón Donostiarra y la soprano Ainhoa Arteta. También es importante la reputación de la Orquesta Sinfónica de Bilbao y la de Euskadi.

### Cine y televisión
Sobresale sobremanera la importancia del Festival de Cine de San Sebastián, que cada año reúne a estrellas internacionales, así como directores de cine de cierto renombre en el contexto español, como Antonio Mercero, Álex de la Iglesia, Julio Médem, Imanol Uribe, Mikel Rueda, Elías Querejeta, Borja Cobeaga o Juanma Bajo Ulloa, además de actores como Ramón Barea, Mariví Bilbao, Imanol Arias, Anabel Alonso, Álex Angulo, Itziar Ituño y otros. Además, cabe destacar el FesTVal de Vitoria, primer festival que se dedica exclusivamente a la televisión y a la radio en todos sus formatos: programas, concursos, magacines, series… que se celebra en la ciudad cada septiembre desde 2009 todo ello, con la participación de todas las cadenas generalistas (EITB, TVE, Antena 3, Cuatro, Telecinco, La Sexta y Canal+) y con los diferentes artistas de interés.

### Historieta
Aparte de algunos antecedentes en la prensa diaria, el cómic vasco se desarrolló al calor del boom del cómic de finales del siglo pasado, gracias a la editorial Ikusager (1979) y revistas como Ipurbeltz (1977), Euskadi Sioux (1979) y sobre todo Habeko Mik. Posteriormente, han destacado revistas como TMEO (1987), La Comictiva (1994) y la editorial Astiberri (2001).

### Teatro
Destacan instituciones como el Teatro Victoria Eugenia en San Sebastián, el Teatro Principal de Vitoria o el Teatro Arriaga en Bilbao dentro de los teatros históricos, pero también instalaciones modernas como el Kursaal de San Sebastián y el Palacio Euskalduna de Bilbao.

### Museos
El País Vasco es sede del Museo Guggenheim Bilbao, una de las instituciones culturales más importantes de España, así como el museo Artium de Vitoria, el Museo Chillida-Leku en Hernani (Guipúzcoa) en honor al famoso escultor. Museos más tradicionales son el Museo de Bellas Artes de Bilbao, con una de las pinacotecas más importantes de España, el Museo Vasco, el Museo Marítimo Ría de Bilbao o el Museo Arqueológico de Vizcaya, todos ellos también en Bilbao.

### Moda
Los diseñadores vascos más conocidos son Cristóbal Balenciaga y Paco Rabanne. Pero en los últimos tiempos han aparecido diseñadores jóvenes que han ganado fama en el exterior como Miriam Ocáriz, Ion Fiz, Fernando Lemoniez, Miguel Palacio o Devota & Lomba.

### Gastronomía
La gastronomía del País Vasco goza de un gran prestigio tanto a nivel nacional como internacional. A juicio de la reconocida editorial británica William Reed que otorga el premio San Pellegrino, en su clasificación del año 2007, dos de los 10 mejores restaurantes del mundo se encuentran en esta región (Mugaritz y Arzak) además del Martín Berasategui, lo que la convierte en la región más prestigiosa del mundo a nivel culinario.
En la década de los 70, diversos cocineros originarios del País Vasco, entre los que destacan Juan Mari Arzak y Pedro Subijana, encabezaron una revolución gastronómica, trasladando los principios de la llamada nouvelle cuisine francesa a España. El primer restaurante español en recibir 3 estrellas en la Guía Michelin fue de hecho Zalacaín, restaurante de influencia vasca, aunque ubicado en Madrid. Actualmente, es el País Vasco, junto con Cataluña, la región española con mayor densidad de estrellas en la Guía Michelin, siendo destino de un gran número de viajeros gastronómicos tanto nacionales como extranjeros. Cuatro restaurantes gozan de 3 estrellas, el máximo galardón posible: Juan Mari Arzak (del restaurante Arzak), Martín Berasategui (del restaurante Berasategui), Pedro Subijana (cocinero del Akelarre) y Eneko Atxa (del restaurante Azurmendi). En la nueva generación de cocineros destaca especialmente Andoni Luis Aduriz, del restaurante Mugaritz.
Otro de los chefs más destacados, aunque en un plano gastronómico diferente, es Karlos Arguiñano, que ha realizado programas culinarios clásicos de la Televisión Española y de Telecinco y que goza de enorme popularidad.
Una forma de reunión típica son las sociedades gastronómicas o txokos, sociedades privadas vascas que ofrecen la oportunidad a sus socios e invitados de disfrutar de unos platos de gran calidad. Su creación data de principios del siglo XIX a copia de los centros de reunión británicos, donde los socios se reunían, cocinaban, comían, cantaban las bilbainadas u otras canciones propias de la tierra y jugaban a las cartas (mus) y después salían de chiquiteo por las respectivas zonas viejas de la ciudad a beber y comer más, los pintxos. Estas sociedades fueron, y en algunos casos siguen siendo, únicamente masculinas, donde el papel de la mujer está vetado en algunos casos (no puede pasar de ser invitada) o no puede entrar, pero en ningún caso pasar a ser miembro. En la mayoría esta circunstancia ha desaparecido.
Los pintxos son una especialidad muy popular y apreciada; también cualquiera de las preparaciones del bacalao o las kokotxas, que son algunas de las especialidades de la cocina vasca más degustadas. Los platos regionales vascos por excelencia son probablemente la porrusalda, el pisto a la bilbaína, el marmitako y sobre todo, el bacalao al pil pil, una complicada elaboración de guiso de pescado, acompañado de una emulsión gelatinizada de aceite y ajo. Las grandes variedades de recetas que existen de bacalao en el País Vasco se deben a la primera guerra carlista, donde Bilbao estuvo sitiado durante semanas sin otro alimento que el bacalao y posibles acompañantes. También podemos destacar otras exquisiteces vascas como el talo, el queso Idiazábal, las alubias pochas, el chuletón de Tolosa, las Angulas a la bilbaína, el pastel de cabracho o la piperrada.
Como postres hay que destacar al goxua, un dulce muy popular, pero también el pastel vasco, la cuajada, la leche frita y las tostadas de crema.
Las bebidas más populares del país son el txakoli, la sidra, con las sagardotegis, y el vino de Rioja Alavesa.

### Religión
Los vascos se han destacado históricamente por ser practicantes del catolicismo. Su evangelización se inicia en el Bajo Imperio Romano. En los primeros años del siglo IV, la persecución de Diocleciano causa ya mártires en la Calagurris vascona, Celedonio y Emeterio. La difusión del cristianismo es tal que en la segunda mitad del siglo IV, Prudencio puede calificar de «pasado» el paganismo de los vascones. En los siglos IV-V tenemos constancia de la existencia de la sede de Calahorra. Pronto aparecerá la sede de Pamplona, cuyos inicios se ignoran. A los concilios visigodos asistirán con los obispos de Calahorra y de Pamplona, los de Oca que extendieron su jurisdicción por tierras autrigonas. Estas tres diócesis se repartirán durante siglos el territorio del País Vasco. No hay prueba alguna de que en tiempos germanos existiera paganismo en el país. Ello no quiere decir que en los siglos VI al VIII no quedaran restos de paganismo y supersticiones derivadas, como perduran por siglos después de su evangelización en toda España, Francia e Italia. Las vías de penetración de cristianismo en el País Vasco fueron el valle del Ebro, desde donde a través de Tarraco se conectaba con comunidades cristianas del Mediterráneo, y desde Aquitania por la vía XXXIV que conectaba con Burdigala.
Durante la Edad Media se fundaron multitud de iglesias que se convirtieron en centros de aldeas y ciudades para reunión y asamblea. No hay que olvidar tampoco que el País Vasco fue paso del Camino de Santiago en tramos secundarios y que en tal sentido hay restos importantes de su influencia cultural como es el caso del santuario de Nuestra Señora de Estíbaliz y la colegiata de Zenarruza.
La mayor aportación vasca al catolicismo se produjo con la fundación de la Compañía de Jesús por el guipuzcoano Ignacio de Loyola. En 1540 fue fundada por Paulo III la Universidad de Oñate, que se clausuró en 1901. El País Vasco fue centro de promoción de muchos clérigos, algunos de ellos destacando en labores misioneras como Juan de Zumárraga, primer obispo de México, o Martín de la Ascensión y en la curia como el cardenal Gardoqui.
En el siglo XIX, durante la crisis de la sociedad tradicional, la sociedad vasca permanece apegada a la religión, sobre todo en las zonas rurales. Durante esta etapa el catolicismo fue la columna vertebral del movimiento carlista. En este siglo destaca Valentín de Berriochoa, canonizado por la Iglesia, y la beata Rafaela Ybarra, fundadora de la Congregación de los Santos Ángeles Custodios. El Concordato de 1851 decidió la reunión de las entonces llamadas Provincias Vascongadas en una sola sede episcopal. De este modo la diócesis de Vitoria fue erigida por Pío IX a través de la bula In Celsisima del 8 de septiembre de 1861. En 1886 los jesuitas inauguraron en Bilbao la Universidad de Deusto, única universidad católica actualmente existente en la comunidad.
Durante el siglo XX, el nacionalismo vasco consideró el catolicismo como piedra angular de la identidad del pueblo vasco. De acuerdo a la bula Quo Commodius del 2 de noviembre de 1949, de Pío XII, en 1950 se segregan de la diócesis de Vitoria las provincias de Vizcaya y Guipúzcoa, constituyéndose las diócesis de Bilbao y San Sebastián, sufragáneas de la archidiócesis de Burgos y Pamplona respectivamente. En este contexto la cultura religiosa popular vasca se evidencia con mucha fuerza en el gran seguimiento de las advocaciones marianas. En Vizcaya destaca la Virgen de Begoña; en Guipúzcoa el santuario de Aránzazu y en Álava la Virgen Blanca. Hoy día la sociedad vasca presenta la misma diversidad religiosa que toda la sociedad europea, viviendo un fuerte proceso de secularización.
Según datos oficiales del Gobierno Vasco, en 2020 el 71,7 % de los habitantes son cristianos, siendo el catolicismo la denominación predominante, con el 69,1 %. Los evangélicos representan el 1,4 % de la población, los ortodoxos el 0,9 %, los testigos de Jehová el 0,2 % y los mormones el 0,1 %. Más de 89 000 personas siguen el islam, lo que representa el 4,1 % de la población. Entre las otras religiones presentes se encuentran el judaísmo, el budismo y el hinduismo. El 23,9 % de los habitantes no profesa ninguna religión.

### Mitología
A pesar de la intensa cristianización sufrida en el último milenio y de las persecuciones de la inquisición, el pueblo vasco ha conservado numerosas leyendas que hablan de una mitología de las más ricas de Europa. Esta cultura mitológica vasca ha sido recogida a lo largo del siglo XX por estudiosos como José Miguel de Barandiarán y Julio Caro Baroja, y han sobrevivido hasta el siglo XXI de manos de escritores y artistas que han nacido y crecido con la magia de la mitología entre los que hay que destacar a Néstor Basterretxea con la Cosmogónica Vasca.

### Folclore
La etnografía vasca fue estudiada esencialmente por José Miguel de Barandiarán, Telesforo Aranzadi, Koldo Mitxelena y Julio Caro Baroja.
Actualmente de entre las fiestas populares más importantes cabe destacar la celebración de la Semana Grande de Bilbao, las Fiestas de La Blanca en Vitoria con su Celedón, así como la festividad de la Tamborrada de San Sebastián, el Alarde de Irún y el de Fuenterrabía.
Además, San Sebastián fue Capital Europea de la Cultura en 2016.

### Deporte
Los vascos son conocidos por haber aportado importantes figuras al deporte tanto internacionales como locales y tradicionales.
El deporte más popular es el fútbol, en el cual destacan los siguientes equipos: el Athletic Club, la Real Sociedad de Fútbol, el Deportivo Alavés y la Sociedad Deportiva Eibar. Entre las instalaciones deportivas más importantes están el estadio de San Mamés en Bilbao, conocido como «la Catedral», así como el estadio municipal de Anoeta en San Sebastián, el de Mendizorroza en Vitoria y el de Ipurúa en Éibar.
El pabellón Fernando Buesa Arena es otra importante instalación deportiva porque acoge los partidos del Saski Baskonia de Vitoria de baloncesto, el cual mueve una importante afición y en los últimos años se ha consolidado como uno de los principales equipos de la Liga ACB y de Europa. El Bilbao Basket de Bilbao y el Gipuzkoa Basket Club de San Sebastián han sido fundados más recientemente, pero ambos también han jugado en la ACB.
El ciclismo cuenta con una gran tradición entre los vascos, aportando importantes ciclistas al pelotón profesional y con competiciones propias de importancia como la Vuelta al País Vasco o la Euskal Bizikleta, además de una prueba del UCI Pro Tour, la Clásica de San Sebastián.
En boxeo José Manuel Urtain fue de los más importantes deportistas vascos dentro de esa disciplina.
Ha sido importante la participación de numerosos deportistas vascos en los Juegos Olímpicos como el atleta Martín Fiz o las gimnastas Almudena Cid, Lorena Guréndez, Estíbaliz Martínez y Tania Lamarca
En la tradición vasca ha sido siempre importante el montañismo. Escaladores que destacan sobremanera en esa tradición deportiva son Edurne Pasaban, Juanito Oiarzabal o Alberto Iñurrategi.
El remo de traineras podría considerarse un deporte tradicional por su origen ballenero. Son numerosas las competiciones de traineras que se desarrollan tanto en Vizcaya como en Guipúzcoa, entre las que destaca la Bandera de La Concha conocida como la olimpiada del remo.
En el deporte rural vasco hay que destacar a la pelota vasca, juego con diferentes modalidades que ha alcanzado seguimiento e importancia en varias regiones de España y países de América Latina, siendo el Frontón Astelena de Éibar uno de sus principales locales, conocido como Catedral de la pelota a mano.
También existen otros deportes tradicionales como el arrastre de piedra, con diferentes modalidades y practicado incluso más allá de la Comunidad de Euskadi. Igualmente hay que destacar a los cortadores de troncos, llamados aizkolaris, o el acto del levantamiento de piedras de grandes pesos por hombres forzudos, llamados harrijasotzailes. Es fácil ver exhibiciones o competiciones de estos deportes en las fiestas de los pueblos de la Comunidad vasca.
| Principales equipos                 | Competición                             | Ciudad          |
| ----------------------------------- | --------------------------------------- | --------------- |
| Athletic Club                       | Primera División de España              | Bilbao          |
| Real Sociedad de Fútbol             | Primera División de España              | San Sebastián   |
| Sociedad Deportiva Eibar            | Segunda División de España              | Éibar           |
| Deportivo Alavés                    | Segunda División de España              | Vitoria         |
| Athletic Club                       | Primera División Femenina de España     | Bilbao          |
| Real Sociedad de Fútbol             | Primera División Femenina de España     | San Sebastián   |
| Sociedad Deportiva Eibar            | Primera División Femenina de España     | Éibar           |
| Deportivo Alavés Gloriosas          | Primera División Femenina de España     | Vitoria         |
| Oiartzun Kirol Elkartea             | Segunda División Femenina de España     | Oyarzun         |
| Saski Baskonia                      | Liga ACB                                | Vitoria         |
| Bilbao Basket                       | Liga ACB                                | Bilbao          |
| Gipuzkoa Basket Club                | LEB Oro                                 | San Sebastián   |
| Araberri Basket Club                | LEB Oro                                 | Vitoria         |
| Gernika KESB                        | Liga Femenina de Baloncesto de España   | Guernica y Luno |
| Club Deportivo Ibaeta               | Liga Femenina de Baloncesto de España   | San Sebastián   |
| Iraurgi Saski Baloia                | Liga Femenina de Baloncesto de España   | Azcoitia        |
| Club Deportivo Bidasoa              | Liga Asobal                             | Irún            |
| Club Balonmano Barakaldo            | Primera Nacional Masculina de Balonmano | Baracaldo       |
| Balonmano Bera Bera                 | División de Honor de balonmano femenino | San Sebastián   |
| Aiala Zarautz KE                    | División de Honor de balonmano femenino | Zarauz          |
| Balonmano Zuazo                     | División de Honor de balonmano femenino | Baracaldo       |
| Getxo Artea Rugby Taldea            | División de Honor B de Rugby            | Guecho          |
| Gernika Rugby Taldea                | División de Honor de Rugby              | Guernica y Luno |
| Ordizia Rugby Elkartea              | División de Honor de Rugby              | Ordicia         |
| Hernani Club de Rugby Elkartea      | División de Honor de Rugby              | Hernani         |
| Getxo Artea Rugby Taldea            | División de Honor Femenina de Rugby     | Guecho          |
| Club Deportivo Natación Bidasoa XXI | División de Honor de Natación           | Irún            |